# Sélestat
Vous lisez un « article de qualité » labellisé en 2014.
Pour l’article ayant un titre homophone, voir Célesta.
Sélestat (prononcé : /se.lɛs.ta/ ; en alsacien : Schlettstàdt ) est une commune située dans le département français du Bas-Rhin en région Grand Est, et dans le territoire de la Collectivité européenne d'Alsace.
Sous-préfecture et siège de la communauté de communes de Sélestat, elle comptait 19 360 habitants au dernier recensement en 2018, ce qui en faisait la cinquième commune bas-rhinoise et la huitième commune alsacienne en nombre d'habitants. Ses habitants sont appelés les Sélestadiens et Sélestadiennes.
Située dans la plaine d'Alsace, au pied des Vosges, la commune est traversée par l'Ill et son territoire est en grande partie couvert par les zones humides du Grand Ried.
Sélestat est mentionnée pour la première fois au VIIIe siècle. Ville libre du Saint-Empire, membre de la Décapole, Sélestat connaît un développement très rapide à la fin du Moyen Âge et au cours de la Renaissance. Elle devient d'ailleurs un foyer de l'humanisme. C'est alors la troisième ville alsacienne, dotée d'un port sur l'Ill et d'une ceinture de remparts. Elle souffre néanmoins des troubles liés à la Réforme, de la guerre des Paysans puis de la guerre de Trente Ans, à la suite de laquelle elle devient française.
Au cours de la période française, Sélestat est une ville militaire, fortifiée par Vauban et assiégée deux fois par la Coalition au cours des guerres napoléoniennes. Les remparts sont détruits en 1874, peu après le retour de l'Alsace-Moselle à l'Allemagne. La croissance démographique n'est réellement perceptible qu'après la Seconde Guerre mondiale. Devenue un centre industriel, Sélestat est aussi un pôle commercial secondaire, à trente kilomètres de la métropole de Strasbourg — dont elle subit l'influence directe — soixante-dix kilomètres de Mulhouse et à une vingtaine de kilomètres de Colmar.
Ville d'art et d'histoire, Sélestat est la troisième ville d'Alsace pour la richesse patrimoniale médiévale, derrière Strasbourg et Colmar. La ville possède par exemple deux grandes églises, un ensemble urbain médiéval, ainsi qu'une très riche collection d'ouvrages de la Renaissance conservée à la Bibliothèque humaniste. Sélestat est également dotée d'un important patrimoine naturel puisque le territoire communal est en grande partie inclus dans la réserve naturelle régionale de l'Illwald. La commune se trouve enfin à proximité de la route des vins d'Alsace et du château du Haut-Koenigsbourg.

## Géographie

### Localisation

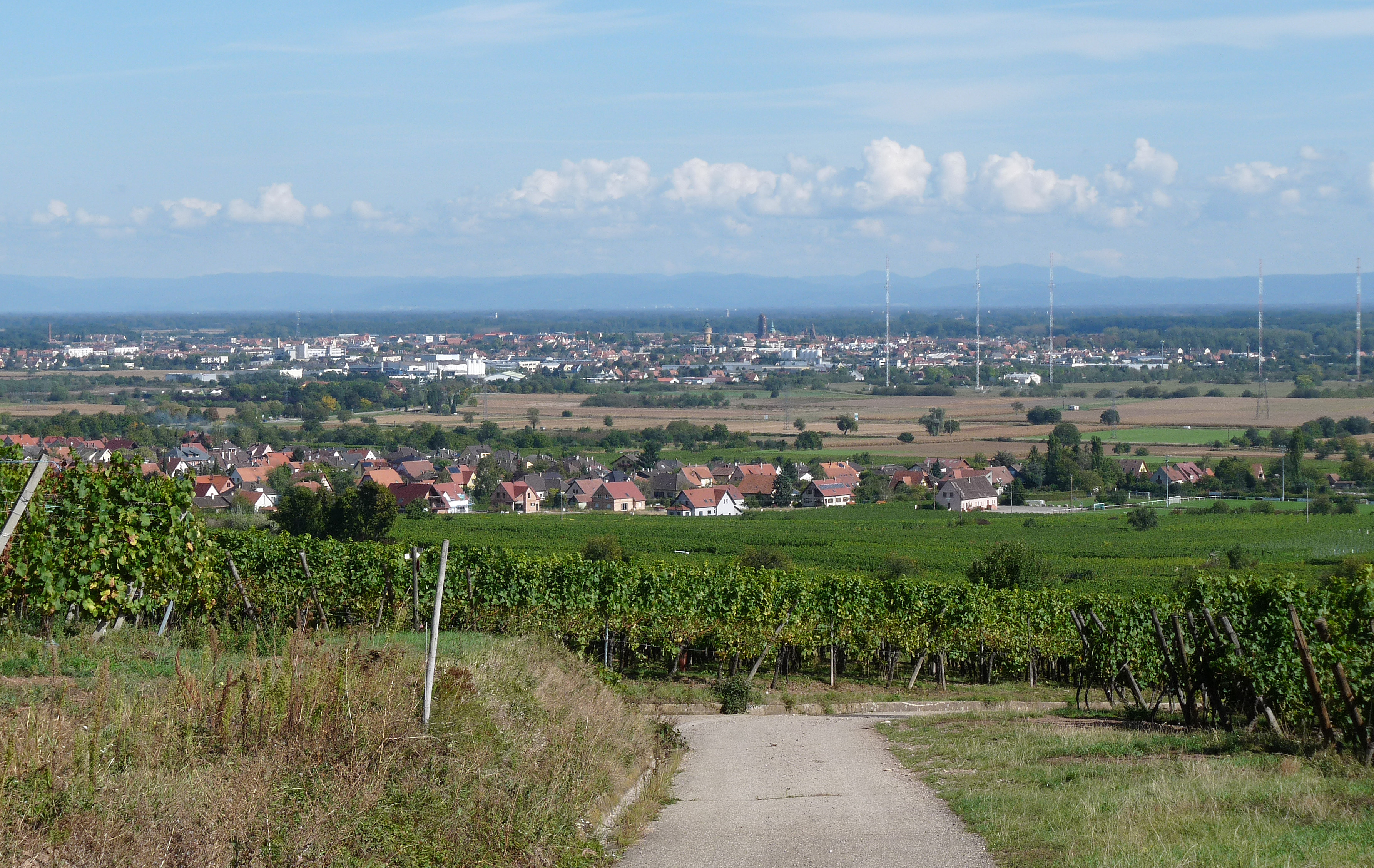
Sélestat et la plaine d'Alsace depuis Kintzheim, village situé au pied des Vosges. Au fond se distingue le massif de la Forêt-Noire.

La commune de Sélestat se trouve au centre de l'Alsace, à la limite entre le Bas-Rhin et le Haut-Rhin. Elle est traversée par l'Ill, un affluent du Rhin qui parcourt l'Alsace du sud vers le nord. La commune se situe dans la plaine d'Alsace, un espace étroit limité à l'ouest par le massif des Vosges et à l'est par le Rhin. À hauteur de Sélestat, la plaine est en bonne partie occupée par le Grand Ried, un ensemble de prés et de forêts inondables qui servent de déversoir naturel au Rhin et à l'Ill.
Sélestat est à quatre kilomètres à l'est des premiers contreforts du massif des Vosges. Le château du Haut-Koenigsbourg, construit sur un sommet de 757 mètres, est visible depuis la ville dont il est distant d'une douzaine de kilomètres. Le massif s'ouvre vers l'ouest par le Val d'Argent, emprunté par la Lièpvrette, et par le Val de Villé, emprunté par le Giessen. Ces vallées forment des accès vers la Lorraine et font de Sélestat un carrefour naturel, positionné entre le nord et le sud de l'Alsace d'une part, et la Lorraine et l'Alsace d'autre part. Le Giessen traverse la commune avant de rejoindre l'Ill. La situation de Sélestat est pratiquement identique à celle de Colmar, qui se trouve aussi sur la plaine d'Alsace et au débouché d'une vallée des Vosges qui forme un accès vers la Lorraine.

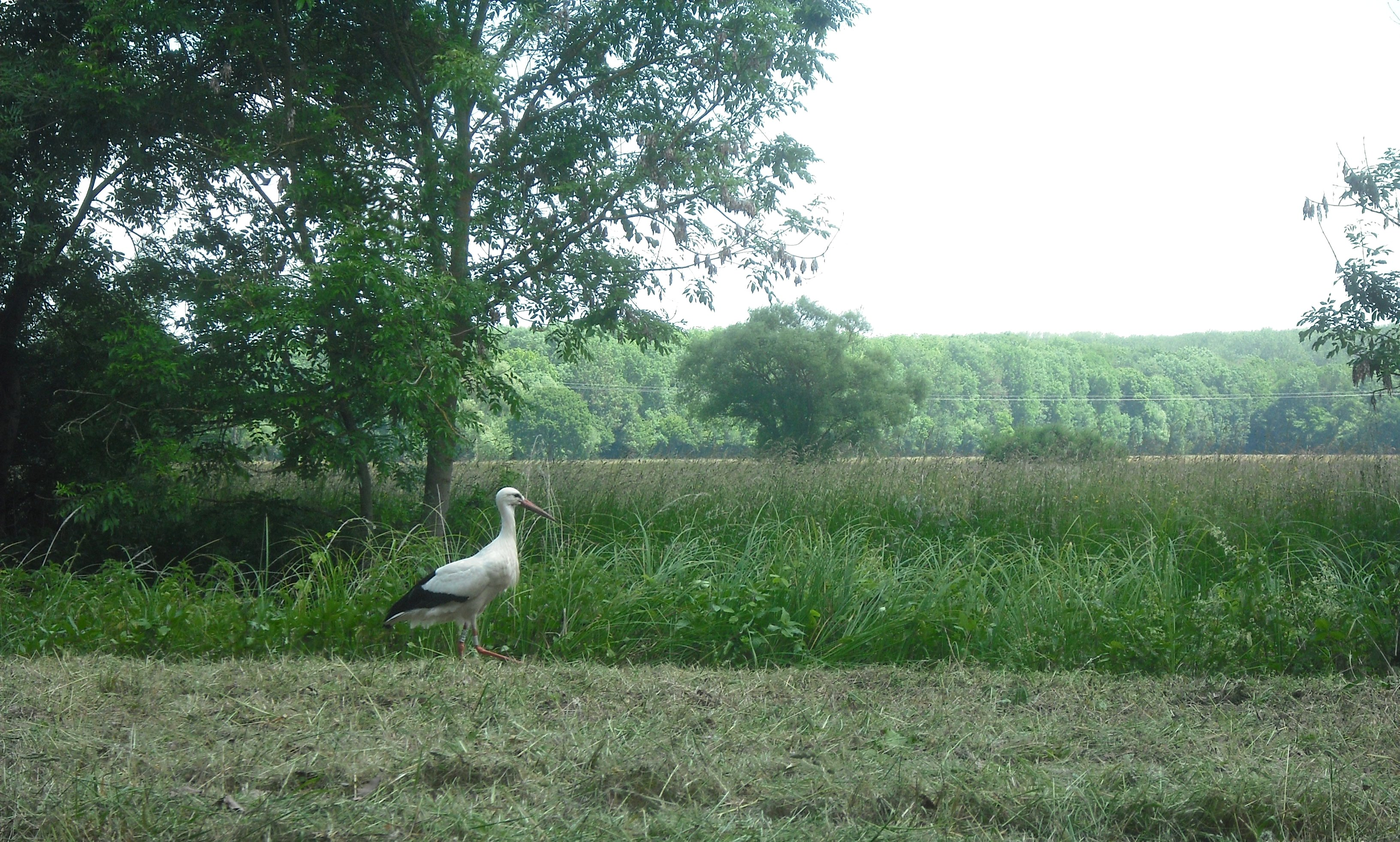
Le Grand Ried à Sélestat avec une cigogne blanche.

Cette situation géographique avantageuse est toutefois nuancée par quelques inconvénients. D'abord, Sélestat se trouve à l'endroit où la plaine d'Alsace est la plus étroite, elle ne fait que 18 km de large à hauteur de la commune, ce qui signifie que la ville n'a pas d'arrière-pays important. Ensuite, cet arrière-pays se situe sur le « Landgraben », là où la largeur du Grand Ried est particulièrement importante, créant une sorte de vide humain au centre de l'Alsace et marquant la limite entre Haute et Basse-Alsace. Jusqu'au début du XXe siècle, la ville et les villages des alentours ont formé des cellules isolées les unes des autres par des étendues inondables. Ainsi, Sélestat, bien qu'ayant une position centrale, a longtemps été en marge de la Haute et de la Basse-Alsace,. Enfin, le carrefour sur lequel est située Sélestat est resté incomplet jusqu'en 1984, date de construction du pont sur le Rhin à Marckolsheim. Avant cette date, il n'y avait pas de voie directe vers l'est et l'Allemagne, contrairement au cas de Colmar, par exemple.
À vol d'oiseau, Sélestat se trouve approximativement à mi-distance entre Strasbourg et Mulhouse, la première étant à 42 kilomètres au nord, et la seconde à 57 kilomètres au sud. Elle est également à mi-distance entre Obernai, située à 22 kilomètres au nord, et Colmar, à 21 kilomètres au sud. Vers l'ouest, au-delà du massif des Vosges, Saint-Dié-des-Vosges, en Lorraine, est à 37 kilomètres, et Épinal est à 74 kilomètres. En Allemagne, de l'autre côté du Rhin, Lahr/Schwarzwald et Fribourg-en-Brisgau sont à une quarantaine de kilomètres. Bâle, en Suisse, est à environ 88 kilomètres au sud.
Le chef-lieu de commune est localisé par l'Institut national de l'information géographique et forestière à la longitude 7° 27′ 15″ est et à la latitude 48° 15′ 34″ nord.

Représentations cartographiques de la commune
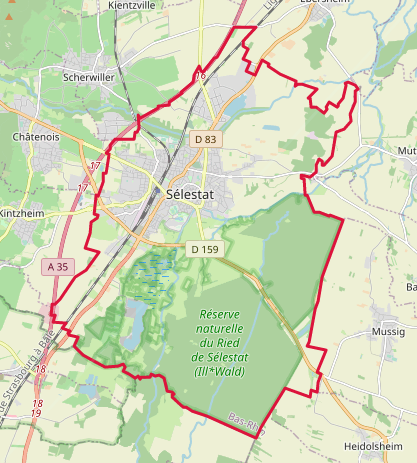
Carte OpenStreetMap.
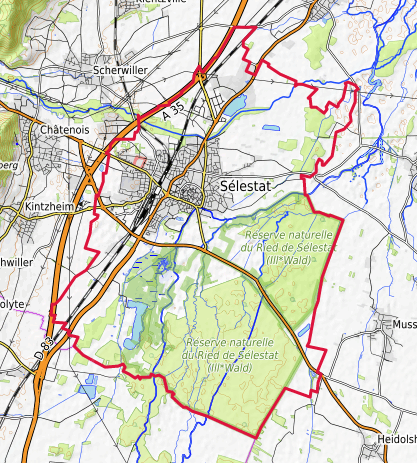
Carte topographique.

### Communes limitrophes
Sélestat est entourée par 13 autres communes. Parmi celles qui font partie du Bas-Rhin, Baldenheim, Châtenois, Ebersheim, Ebersmunster, Kintzheim, Mussig, Muttersholtz, Orschwiller et Scherwiller sont incluses dans la communauté de communes de Sélestat. Heidolsheim et Ohnenheim sont dans la communauté de communes du Ried de Marckolsheim. Au sud, Sélestat est bordée par deux communes haut-rhinoises, Guémar et Saint-Hippolyte, situées dans la communauté de communes du pays de Ribeauvillé.

### Géologie et relief

Carte du sous-sol de Sélestat. Formations présentes dans le sous-sol communal :
Cône de déjection
Lœss
Alluvions (cailloutis, limons, sables)
Accumulations fluviatiles

La superficie de la commune est de 4 440 hectares ; son altitude varie entre 165 et 184 mètres. Le point le plus haut se trouve entre le cimetière israélite et la zone industrielle Nord Paradies.
La commune est située sur la plaine d'Alsace, qui s'étend le long du Rhin et fait partie du fossé rhénan. Ce fossé, formé d'anciens dépôts marins, lacustres et fluviaux, s'est effondré lors de l'Éocène et a laissé apparaître les massifs des Vosges d'un côté et de la Forêt-Noire de l'autre, composés de terrains plus durs (gneiss). Au niveau de la commune, le fossé rhénan forme le bassin dit de Sélestat, orienté sud-ouest - nord-est et rempli au cours de l'Oligocène et du Quaternaire. Ce bassin est limité au nord par le seuil d'Erstein et au sud par celui de Colmar. Il se situe à proximité immédiate du bassin houiller de la vallée de Villé.

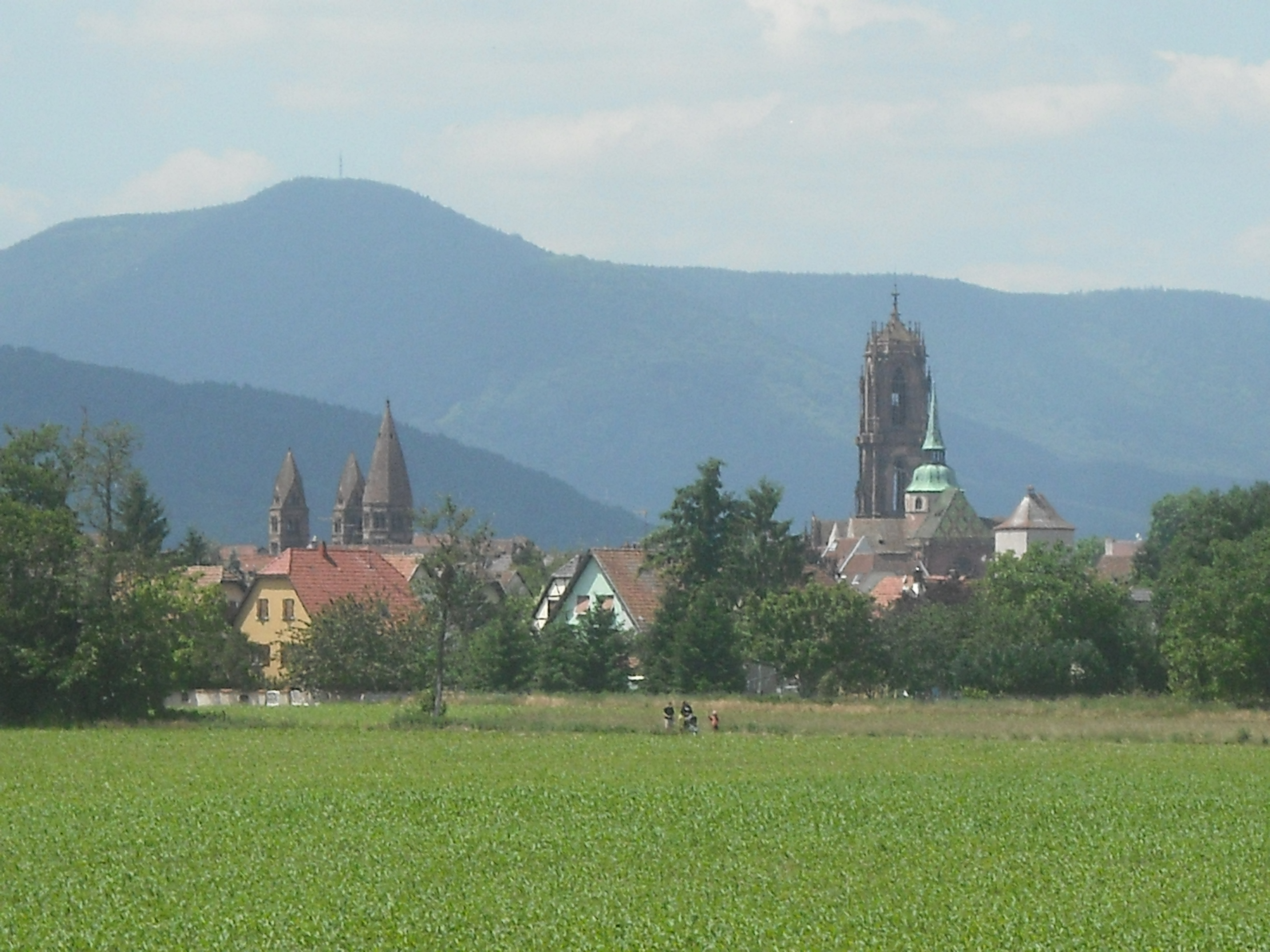
Sélestat et ses clochers au pied des Vosges.

Le sous-sol communal est principalement constitué d'alluvions, notamment au niveau de la forêt de l'Illwald, qui se trouve sur le Grand Ried. Ces alluvions ont été apportées par l'Ill et ses affluents. Il s'agit de dépôts holocènes non calcaires, comprenant surtout du sable et du limon, mais parfois aussi des cailloutis. Les sables et graviers sont activement exploités à Sélestat et dans les environs pour être ensuite employés dans la construction, l'empierrement des routes ou la production de macadam. Les gravières et les sablières ont fait apparaître des plans d'eau, comme au Riedwasen et près du lieu-dit Ganzinotti. La surface communale qui se trouve sur le Ried est comprise entre 166 et 170 mètres d'altitude.
Le reste du sous-sol communal est constitué d'apports provenant des Vosges. Ainsi, la ville est construite sur un cône de déjection situé sur le cours du Giessen, un affluent de l'Ill qui prend sa source dans les Vosges. Ce cône s'est formé lors de la glaciation de Würm par une accumulation de galets, de gravier et de sable, apportés par le Giessen et déposés à son entrée dans la plaine. Les poches de lœss visibles à Sélestat et dans les environs datent également de la glaciation de Würm, tout comme les alluvions fluviatiles visibles au nord de la commune, essentiellement composées de cailloutis pré-triasiques,. La surface communale qui se trouve sur le cône de déjection est comprise entre 172 et 182 mètres d'altitude.
Hydrogéologie et climatologie : Système d’information pour la gestion de l’Aquifère rhénan, par le BRGM :
Territoire communal : Occupation du sol (Corinne Land Cover); Cours d'eau (BD Carthage),
Géologie : Carte géologique; Coupes géologiques et techniques,
 Hydrogéologie : Masses d'eau souterraine; BD Lisa; Cartes piézométriques.

### Sismicité
Commune située dans une zone 3 de sismicité modérée.

### Hydrographie et les eaux souterraines

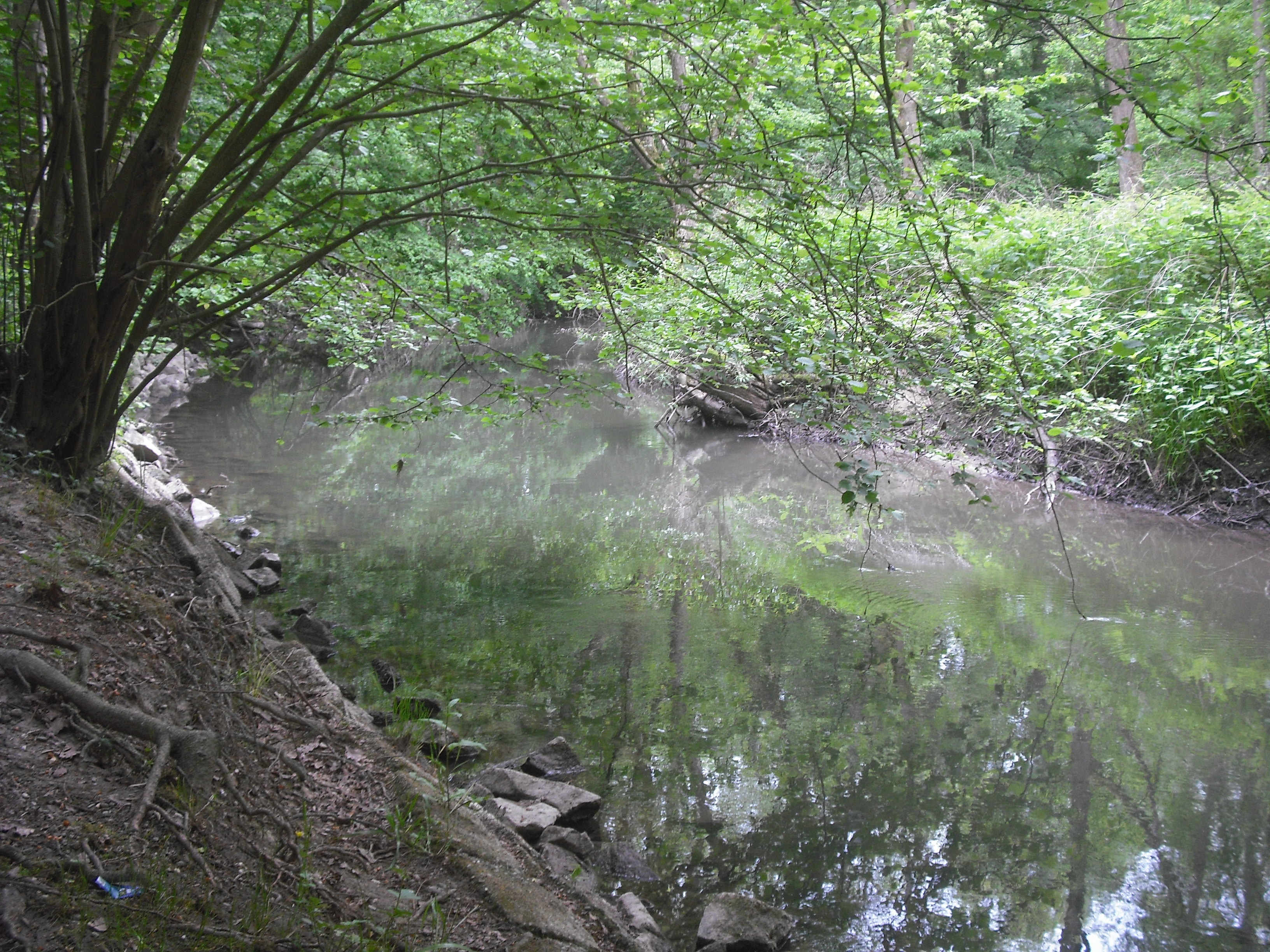
Le Schiffwasser, rivière phréatique de l'Illwald.

La commune dispose d'un réseau hydrographique très dense, particulièrement dans sa moitié sud-est, soit au niveau de la forêt de l'Illwald. Ce réseau comprend près de 150 km de rivières et de fossés et forme un système complexe, composé de l'Ill et ses affluents ainsi que ses diffluences. Il est caractéristique du Grand Ried : un ensemble de prés inondables et de forêts galeries qui s'étend de Strasbourg à Colmar, entre l'Ill et le Rhin. Cette zone joue un rôle de déversoir naturel en période de crue et permet l'épuration des eaux de surface.

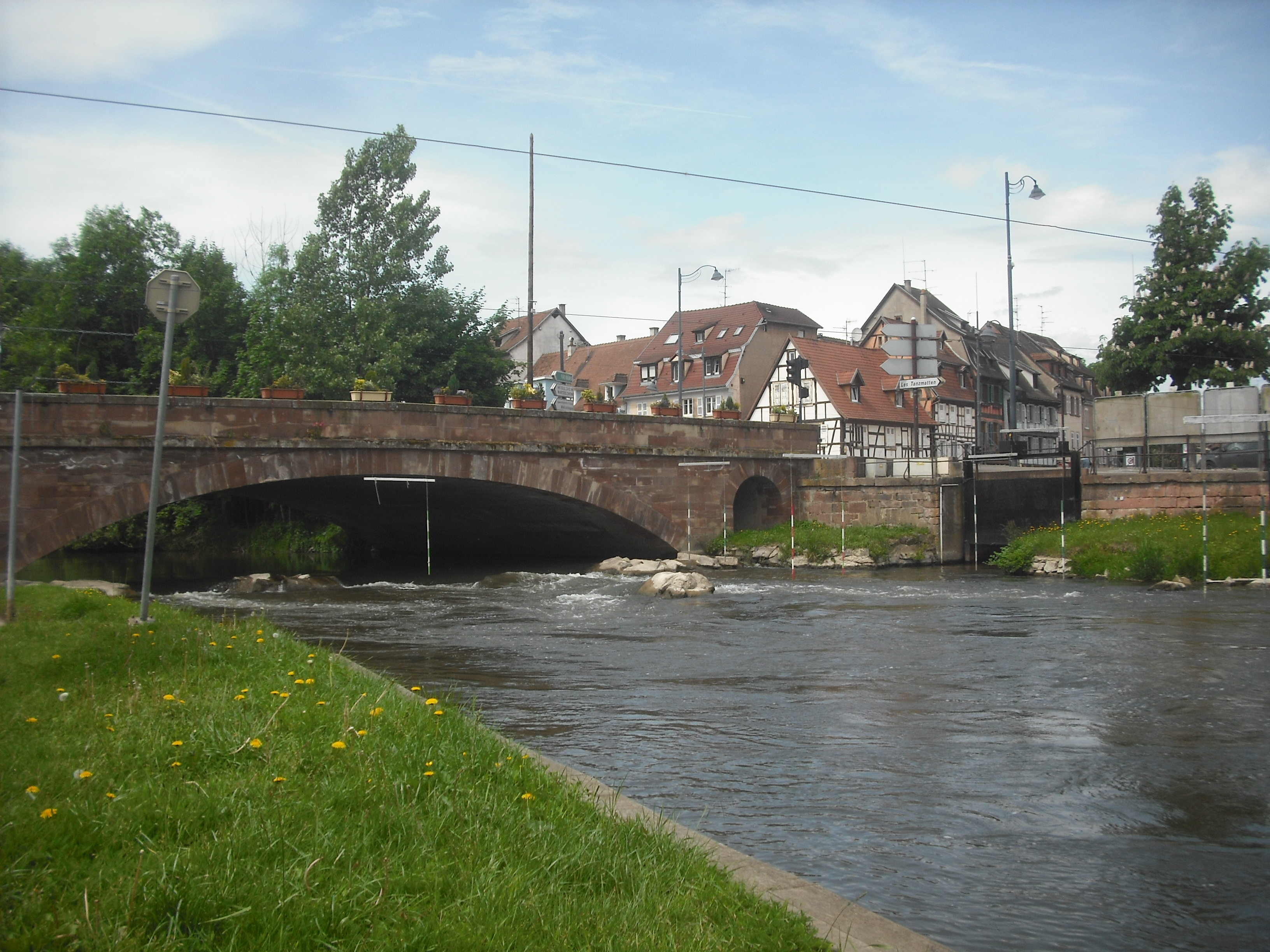
L'Ill dans le centre de Sélestat.

Le principal cours d'eau de Sélestat, l'Ill, prend sa source dans le sud de l'Alsace, dans le Sundgau, puis s'écoule dans la plaine d'Alsace, parallèlement au Rhin, qu'elle rejoint près de Strasbourg. Entre Colmar et Sélestat, la rivière a un débit moyen de 28 m3/s, alors qu'à Strasbourg, elle atteint 58 m3/s. Le régime hydrologique de l'Ill est pluvial océanique : la rivière connaît des hautes eaux en hiver, avec un point culminant en février, et des basses eaux en août et en septembre. La fonte des neiges influe peu sur son débit. En contact permanent avec la nappe phréatique, l'Ill descend une faible pente et se ramifie régulièrement en diffluents, qui ont souvent été utilisés pour l'irrigation. Dans le Ried, de nombreux petits cours d'eau ont été artificialisés, notamment au XIXe siècle, ce qui menace le réseau phréatique. L'Ill en elle-même a aussi été artificialisée, surtout entre 1880 et 1910. Elle a ainsi été endiguée entre Illhaeusern et Maison Rouge au nord de la ville de Sélestat.
Les crues annuelles de l'Ill entraînent chaque année l'inondation du Ried, augmentée par la remontée des eaux des nappes phréatiques. À Sélestat, ce phénomène est d'autant plus important que la nappe n'est qu'à quelques dizaines de centimètres du niveau du sol. Les cours d'eau situés dans la moitié ouest du Ried sont essentiellement des diffluents de l'Ill, dont la température et la charge en sédiments changent au cours de l'année, tandis que ceux situés dans la moitié est sont des rivières phréatiques, caractérisées par des eaux limpides et une température stable, comprise entre 9 et 14 degrés.

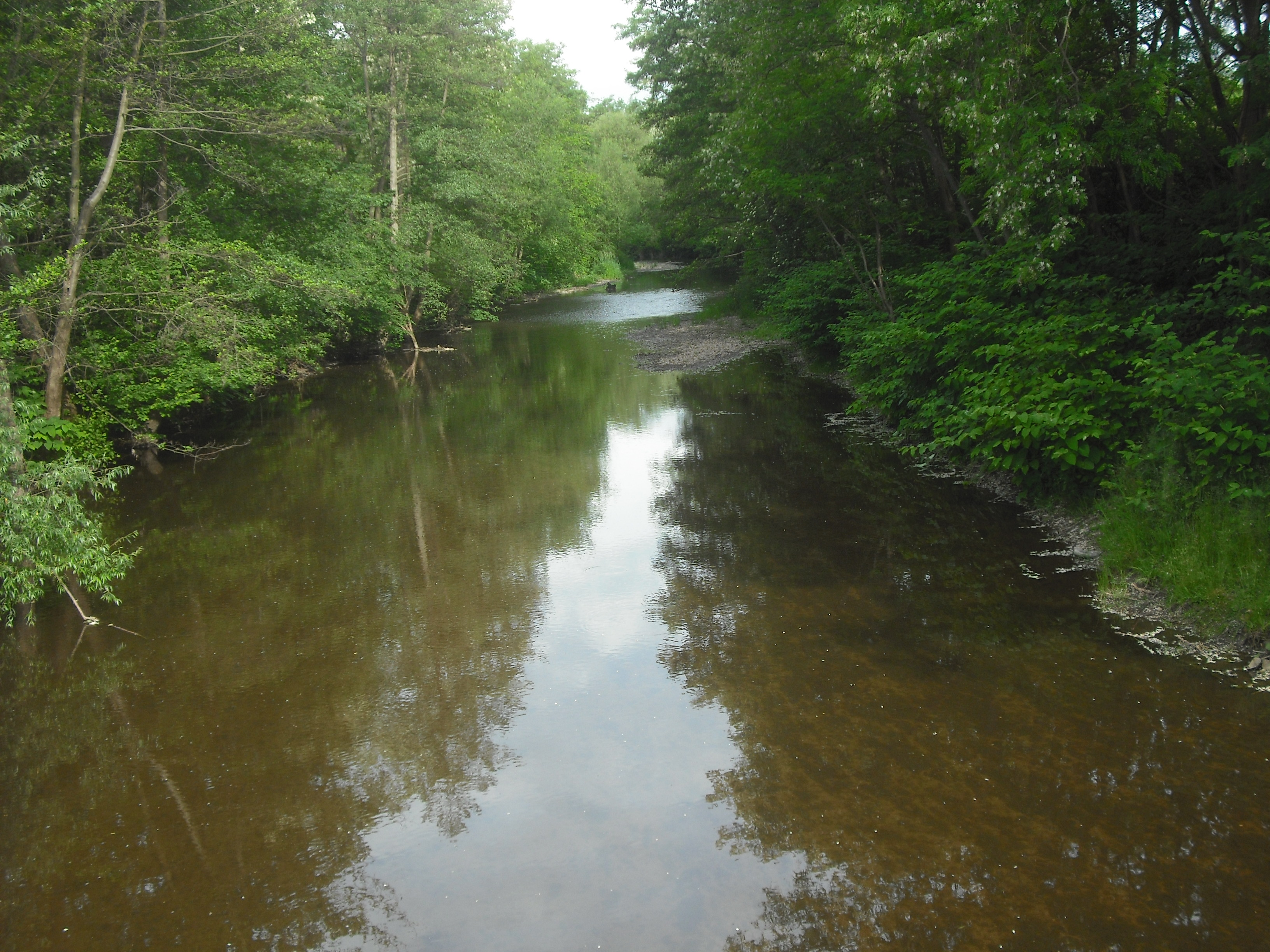
Le Giessen à Sélestat.

Le Giessen est le second plus grand cours d'eau à Sélestat. Il traverse la commune d'ouest en est, en bordant la ville par le nord. Il prend sa source sur la commune d'Urbeis, dans le massif des Vosges et avec son principal affluent, la Lièpvrette, il draine un bassin versant de 272 km2. Long de 35 km, il se jette dans l'Ill sur le ban d'Ebersmunster, peu après avoir traversé Sélestat. Le régime hydrologique du Giessen est régime pluvio-nival ce qui entraîne des crues soudaines. La crue cinquantennale de février 1990 a été particulièrement marquée à Sélestat. Alors que la rivière y a un débit moyen de 3,9 m3/s, elle a alors atteint 153 m3/s. En cas de crue importante, la frange nord de la ville ainsi que le parc d’activité économique nord sont susceptibles d'être inondés. Le cours de la rivière a été calibré grâce à des digues, et un nouveau plan d'aménagement est en projet.

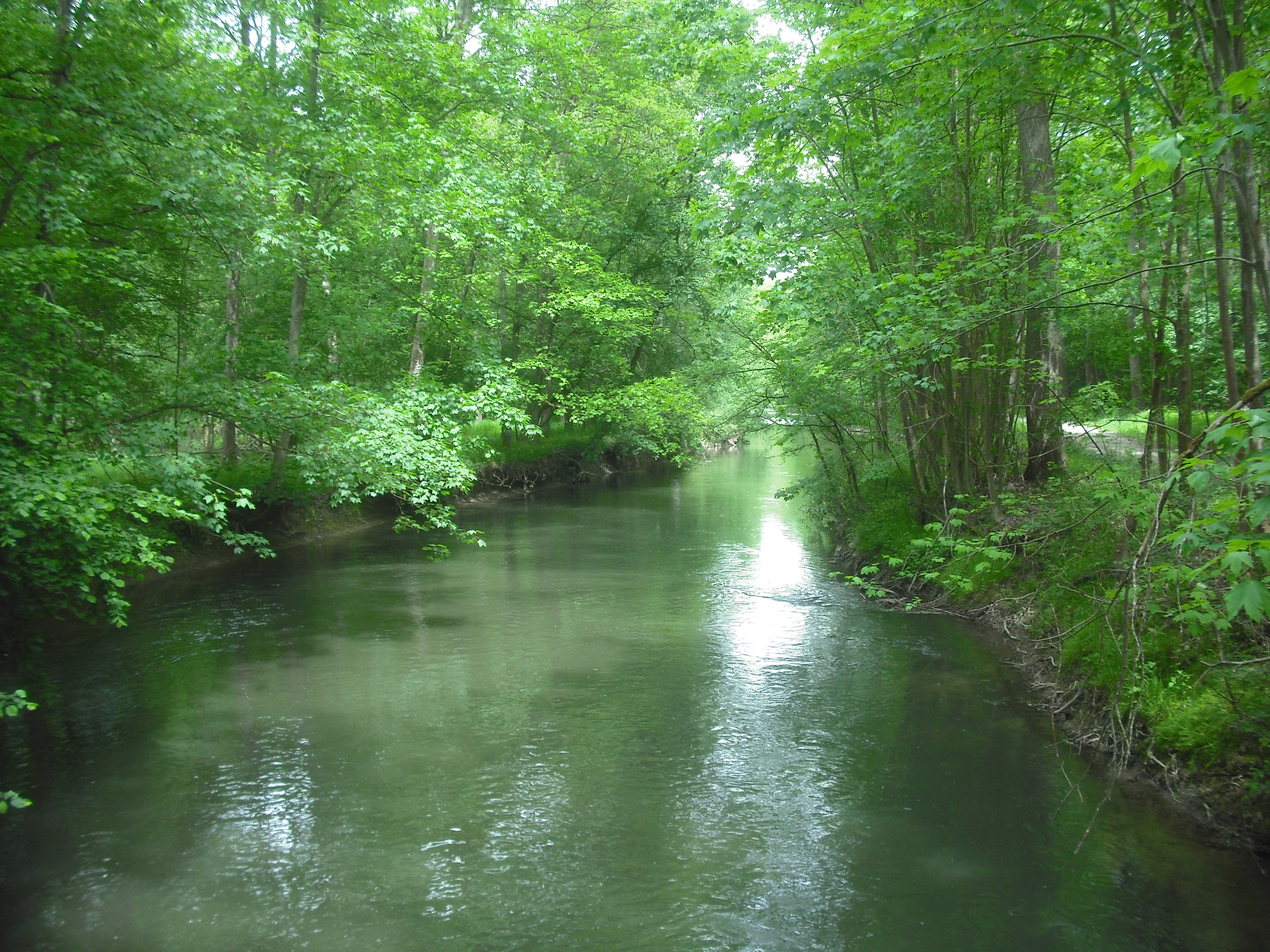
L'Oberriedgraben, rivière de l'Illwald.
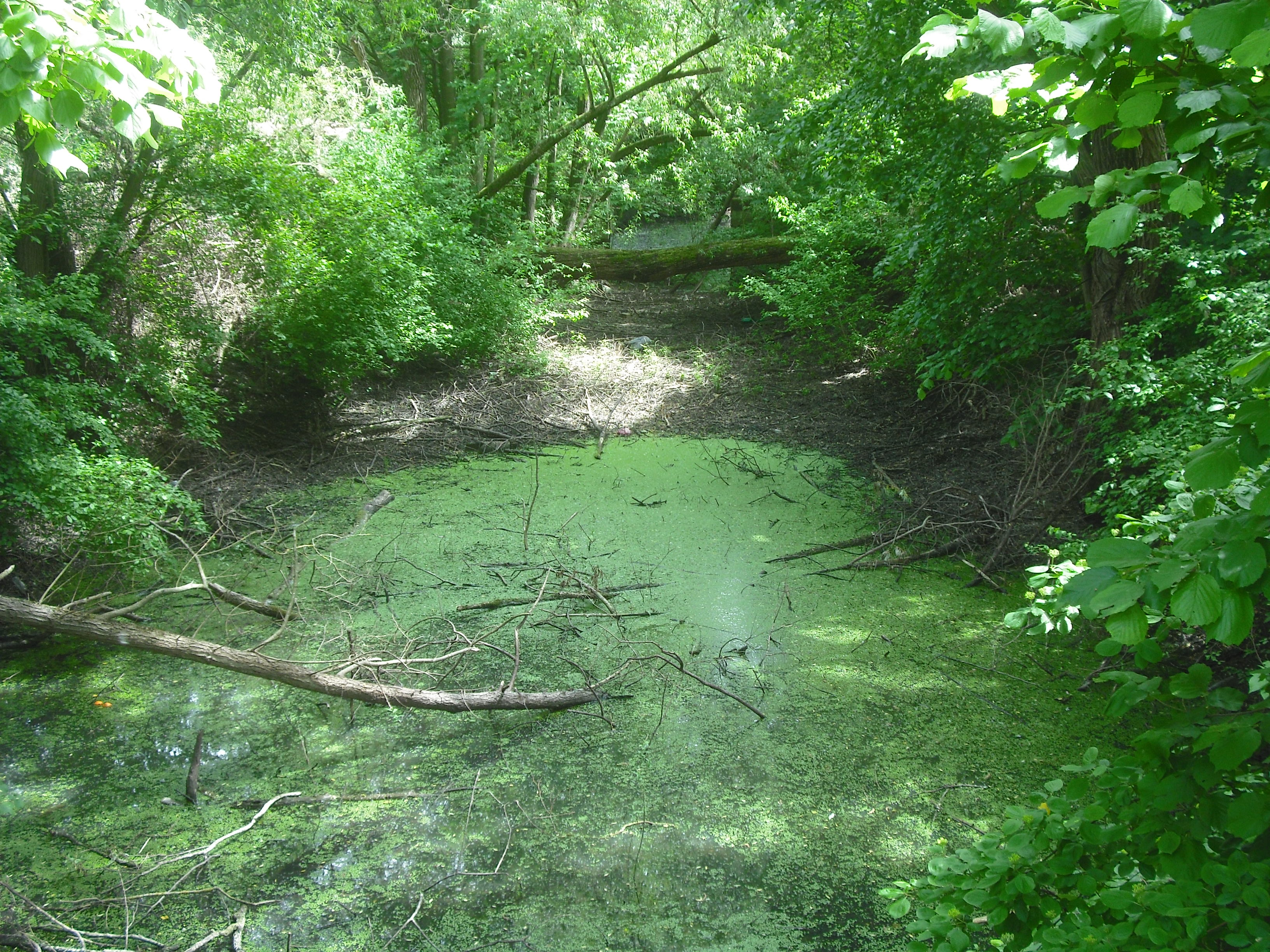
Le Dreiwasser, diffluent de l'Ill.
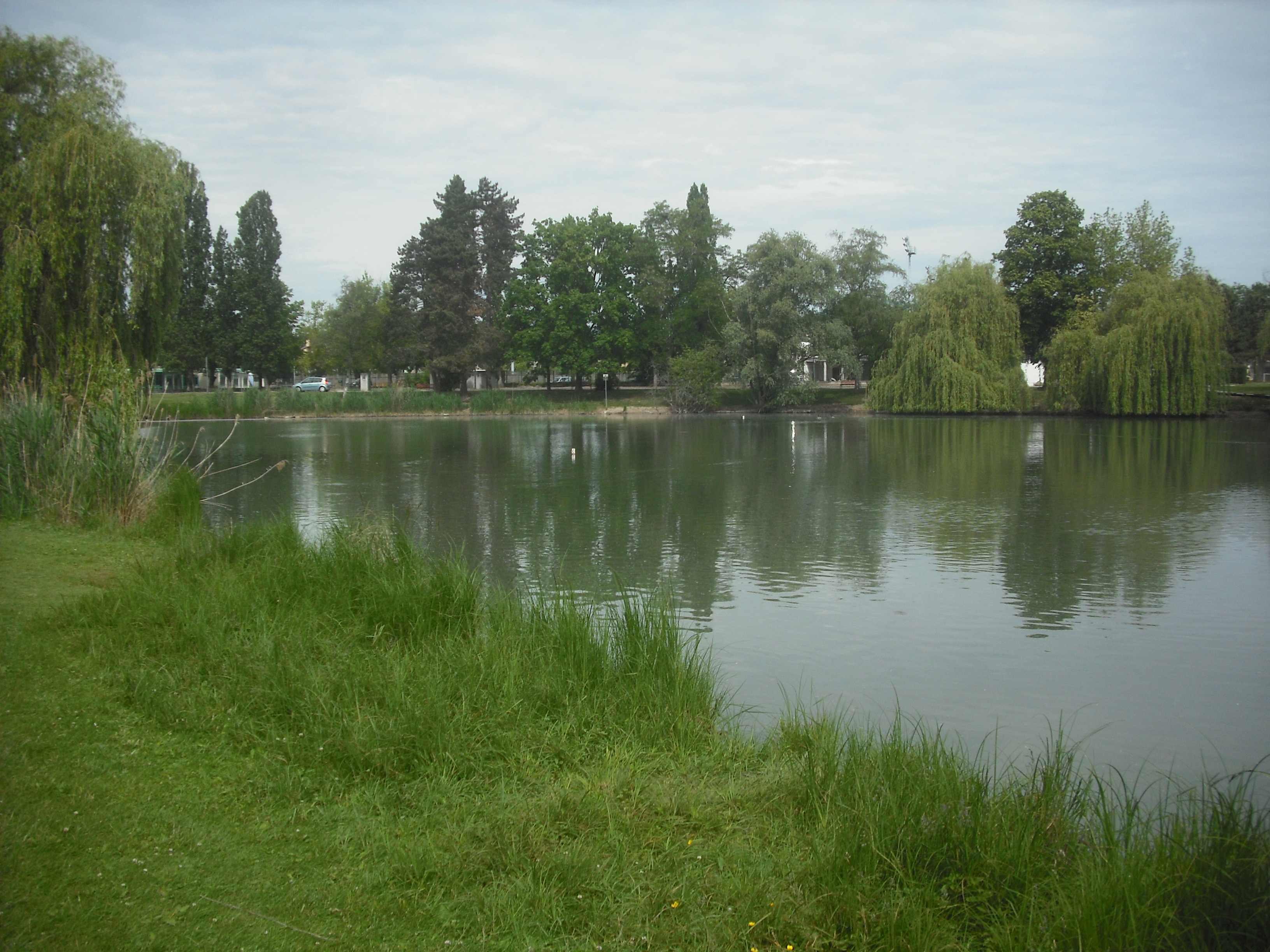
Le lac de canotage près du centre-ville.

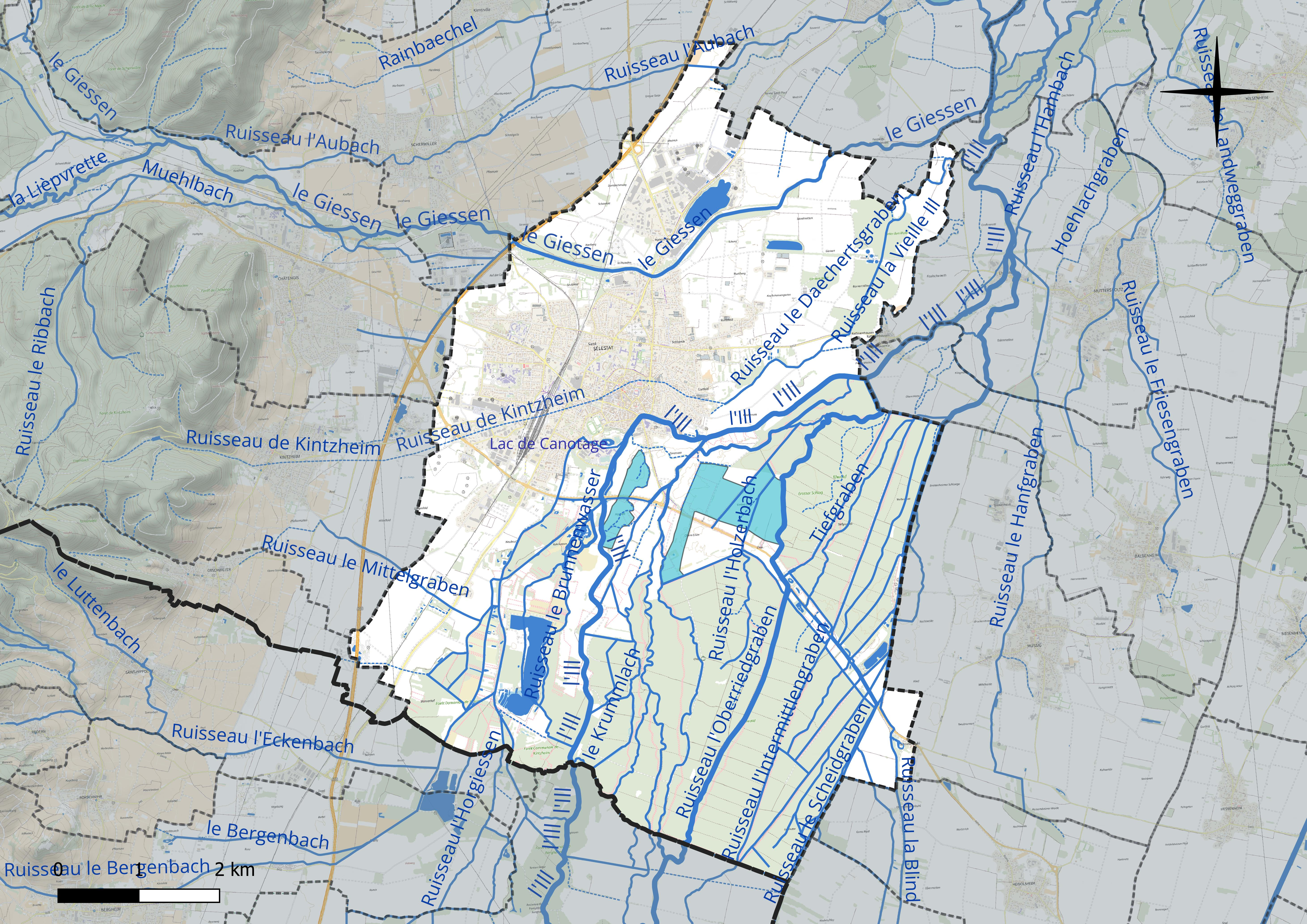
Réseau hydrographique de Sélestat.

### Climat
Pour des articles plus généraux, voir Climat du Grand Est et Climat du Bas-Rhin.
En 2010, le climat de la commune est de type climat des marges montargnardes, selon une étude du Centre national de la recherche scientifique s'appuyant sur une série de données couvrant la période 1971-2000. En 2020, Météo-France publie une typologie des climats de la France métropolitaine dans laquelle la commune est exposée à un climat semi-continental et est dans la région climatique Alsace, caractérisée par une pluviométrie faible, particulièrement en automne et en hiver, un été chaud et bien ensoleillé, une humidité de l’air basse au printemps et en été, des vents faibles et des brouillards fréquents en automne (25 à 30 jours).
Pour la période 1971-2000, la température annuelle moyenne est de 10,5 °C, avec une amplitude thermique annuelle de 17,6 °C. Le cumul annuel moyen de précipitations est de 556 mm, avec 7 jours de précipitations en janvier et 9,7 jours en juillet. Pour la période 1991-2020, la température moyenne annuelle observée sur la station météorologique installée sur la commune est de 11,4 °C et le cumul annuel moyen de précipitations est de 621,1 mm. 
La température maximale relevée sur cette station est de 39,3 °C, atteinte le 13 août 2003 ; la température minimale est de −17 °C, atteinte le 20 décembre 2009,,.
| Mois                                  | jan.             | fév.           | mars           | avril         | mai             | juin          | jui.           | août           | sep.          | oct.          | nov.             | déc.          | année     |
| ------------------------------------- | ---------------- | -------------- | -------------- | ------------- | --------------- | ------------- | -------------- | -------------- | ------------- | ------------- | ---------------- | ------------- | --------- |
| Température minimale moyenne (°C)     | −0,3             | 0,2            | 2,5            | 5,7           | 10              | 13,2          | 14,5           | 14             | 10,3          | 6,8           | 2,9              | 0,7           | 6,7       |
| Température moyenne (°C)              | 2,6              | 3,8            | 7,3            | 11,3          | 15,4            | 18,9          | 20,3           | 20             | 15,9          | 11,4          | 6,2              | 3,4           | 11,4      |
| Température maximale moyenne (°C)     | 5,5              | 7,5            | 12,1           | 16,9          | 20,8            | 24,5          | 26,2           | 26             | 21,5          | 16,1          | 9,4              | 6,1           | 16,1      |
| Record de froid (°C) date du record   | −15,9 02.01.1997 | −14,7 05.02.12 | −13,7 01.03.05 | −4,2 04.04.22 | −0,1 15.05.1995 | 4,4 08.06.05  | 5,4 07.07.1993 | 4,2 30.08.1993 | 1,4 30.09.02  | −4,7 29.10.12 | −10,1 23.11.1998 | −17 20.12.09  | −17 2009  |
| Record de chaleur (°C) date du record | 19,1 01.01.23    | 21,7 24.02.08  | 26,6 31.03.21  | 30,6 22.04.18 | 34,1 29.05.17   | 38,5 30.06.19 | 38,4 25.07.19  | 39,3 13.08.03  | 33,7 12.09.23 | 30,3 13.10.23 | 22,5 08.11.15    | 19,5 31.12.22 | 39,3 2003 |
| Précipitations (mm)                   | 36,1             | 33,5           | 35,9           | 42,6          | 77,6            | 66,6          | 70,2           | 64,1           | 50,5          | 58,4          | 43,6             | 42            | 621,1     |

| Diagramme climatique                                  |            |             |             |            |              |              |          |              |             |            |          |
| J                                                     | F          | M           | A           | M          | J            | J            | A        | S            | O           | N          | D        |
| 5,5−0,336,1                                           | 7,50,233,5 | 12,12,535,9 | 16,95,742,6 | 20,81077,6 | 24,513,266,6 | 26,214,570,2 | 261464,1 | 21,510,350,5 | 16,16,858,4 | 9,42,943,6 | 6,10,742 |
| Moyennes : • Temp. maxi et mini °C • Précipitation mm |            |             |             |            |              |              |          |              |             |            |          |

Les paramètres climatiques de la commune ont été estimés pour le milieu du siècle (2041-2070) selon différents scénarios d'émission de gaz à effet de serre à partir des nouvelles projections climatiques de référence DRIAS-2020. Ils sont consultables sur un site dédié publié par Météo-France en novembre 2022.

## Urbanisme

### Typologie
Au 1er janvier 2024, Sélestat est catégorisée centre urbain intermédiaire, selon la nouvelle grille communale de densité à sept niveaux définie par l'Insee en 2022.
Elle appartient à l'unité urbaine de Sélestat, une unité urbaine monocommunale constituant une ville isolée,. Par ailleurs la commune fait partie de l'aire d'attraction de Sélestat, dont elle est la commune-centre,. Cette aire, qui regroupe 37 communes, est catégorisée dans les aires de 50 000 à moins de 200 000 habitants,.

### Occupation des sols
L'occupation des sols de la commune, telle qu'elle ressort de la base de données européenne d’occupation biophysique des sols Corine Land Cover (CLC), est marquée par l'importance des territoires agricoles (41,6 % en 2018), une proportion sensiblement équivalente à celle de 1990 (42 %). La répartition détaillée en 2018 est la suivante : 
forêts (38,5 %), prairies (14,2 %), terres arables (13,9 %), zones agricoles hétérogènes (13,4 %), zones urbanisées (10,6 %), zones industrielles ou commerciales et réseaux de communication (6,7 %), eaux continentales (1,9 %), espaces verts artificialisés, non agricoles (0,7 %). L'évolution de l’occupation des sols de la commune et de ses infrastructures peut être observée sur les différentes représentations cartographiques du territoire : la carte de Cassini (XVIIIe siècle), la carte d'état-major (1820-1866) et les cartes ou photos aériennes de l'IGN pour la période actuelle (1950 à aujourd'hui).

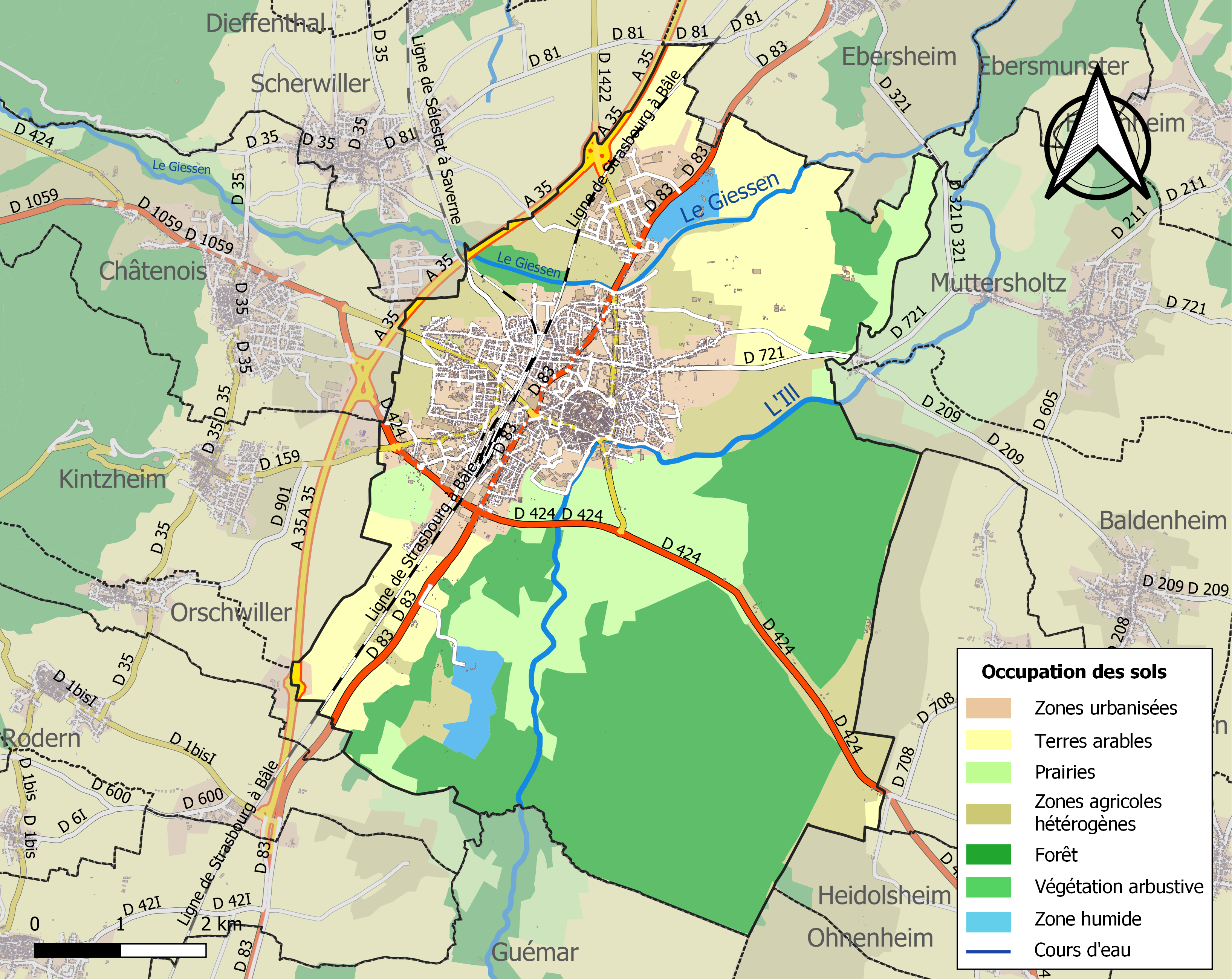
Carte des infrastructures et de l'occupation des sols de la commune en 2018 (CLC).

### Morphologie urbaine

Occupation des sols de la commune de Sélestat.
Zone urbanisée, dont :
Vieille ville
Zones industrielles et d'activité
Forêts
Terres agricoles et autres
- Voies ferrées
- Autoroute A35
- Autres routes principales

Sélestat possède une morphologie urbaine typique des villes secondaires d'Alsace, avec un centre ancien aux rues étroites, entouré de formes urbaines plus modernes et peu économes en terrains. Il n'y a pas de réelle transition entre le centre et la périphérie. Cette dernière est composée de poches monofonctionnelles : lotissements pavillonnaires, ensembles collectifs et zones industrielles ou commerciales. Les zones d'activités et les entrées de ville sont peu intégrées au paysage naturel environnant.
La morphologie urbaine de Sélestat se distingue sur trois points. Tout d'abord, le centre ancien est excentré par rapport à l'ensemble de la ville, il est pratiquement sur la limite sud de la zone urbanisée. En effet, la ville n'a pas pu s'étendre de façon significative sur la rive droite de l'Ill, car elle se trouve sur le Grand Ried, inondable. Le centre névralgique ne s'est pas non plus déplacé vers les faubourgs, comme c'est le cas à Colmar ou Mulhouse : la vieille ville continue de concentrer la majeure partie des services et des commerces. Ensuite, la croissance urbaine de Sélestat a été freinée pendant très longtemps par les remparts, qui n'ont été abattus qu'en 1874. Ainsi, le centre ancien est extrêmement dense, tandis que les quartiers périphériques ne sont pas antérieurs à la fin du XIXe siècle. Enfin, ces quartiers périphériques n'ont généralement pas été construits d'après un schéma directeur, et ils offrent un visage parfois désordonné, avec de véritables vides urbains, occupés par exemple par des terrains maraîchers. À cause de l'absence de schéma directeur, ils ne forment pas d'unités autonomes et les commerces et les services sont presque absents de la périphérie,.
En raison de l'existence de ces vides, l'extension urbaine se fait principalement par remplissage interstitiel depuis les années 1970. Entre 1976 et 2002, ce type de remplissage a ainsi représenté 46 % de la consommation foncière. Par ailleurs, en dehors du remplissage des vides, la ville ne possède plus d'importantes possibilités d'extensions. En effet, elle est cernée par des zones naturelles protégées ou inondables et par des terrains agricoles à conserver. L'étalement ne peut se faire qu'à l'ouest, en direction de Scherwiller.
Le tissu urbain de Sélestat ne s'est pas étendu en dehors du ban communal, et la commune constitue à elle-seule une unité urbaine. Par ailleurs, le centre de l'Alsace étant sous l'influence de plusieurs villes différentes, principalement Sélestat, Colmar et Strasbourg, les communes voisines de Sélestat sont multipolarisées. Sélestat forme donc également à elle-seule une aire urbaine.

#### Vieille ville

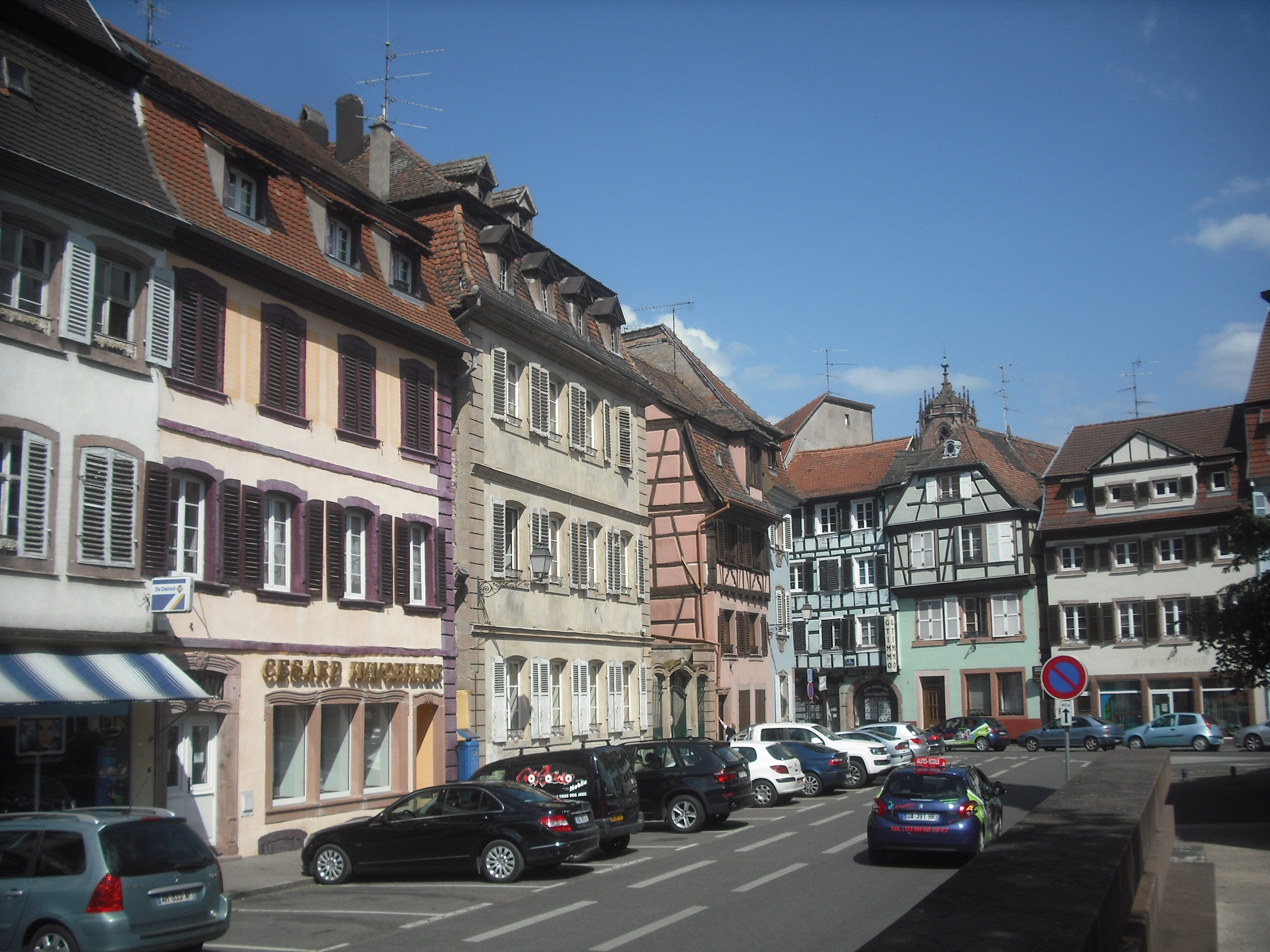
La place du Marché-aux-Pots.

La vieille ville possède une forme circulaire. Elle est entourée de boulevards qui ont été aménagés à l'emplacement des remparts et elle est coupée en deux ensembles distincts par l'axe est-ouest formé par la rue du 4e-Zouaves et la rue du Président-Poincaré. La partie nord est la plus ancienne, elle concentre la plupart des édifices antérieurs à 1850, notamment les monuments médiévaux. Les rues sont particulièrement étroites et il y a un certain nombre de petites places, dont certaines ont gardé leur nom initial, comme la place du Marché-aux-Vins, celle du Marché-aux-Choux ou celle du Marché-aux-Poissons. Cette partie nord concentre la majorité des commerces, qui sont surtout implantés autour de la place de la Victoire et de la rue des Chevaliers. En dehors de cet hypercentre, les rues sont majoritairement résidentielles.
La partie sud correspond aux anciens faubourgs médiévaux, qui n'ont été fermés de remparts qu'aux XVe et XVIe siècles, alors que la partie nord a été fortifiée dès le XIIIe siècle. Cette partie est plutôt hétéroclite, avec des bâtiments d'époques différentes et un nombre significatif d'immeubles des années 1950 et 1960, construits sur d'anciennes emprises militaires.
L'axe rue du 4e-Zouaves - rue du Président-Poincaré, ouvert en son centre par le square Albert-Ehm et la place Vanolles, est resté un simple lieu de passage jusqu'aux années 1960 et 1970. Depuis, il est devenu un petit centre névralgique, avec les arrêts de bus, des banques, des boutiques, des restaurants et le seul cinéma de la ville encore en activité.

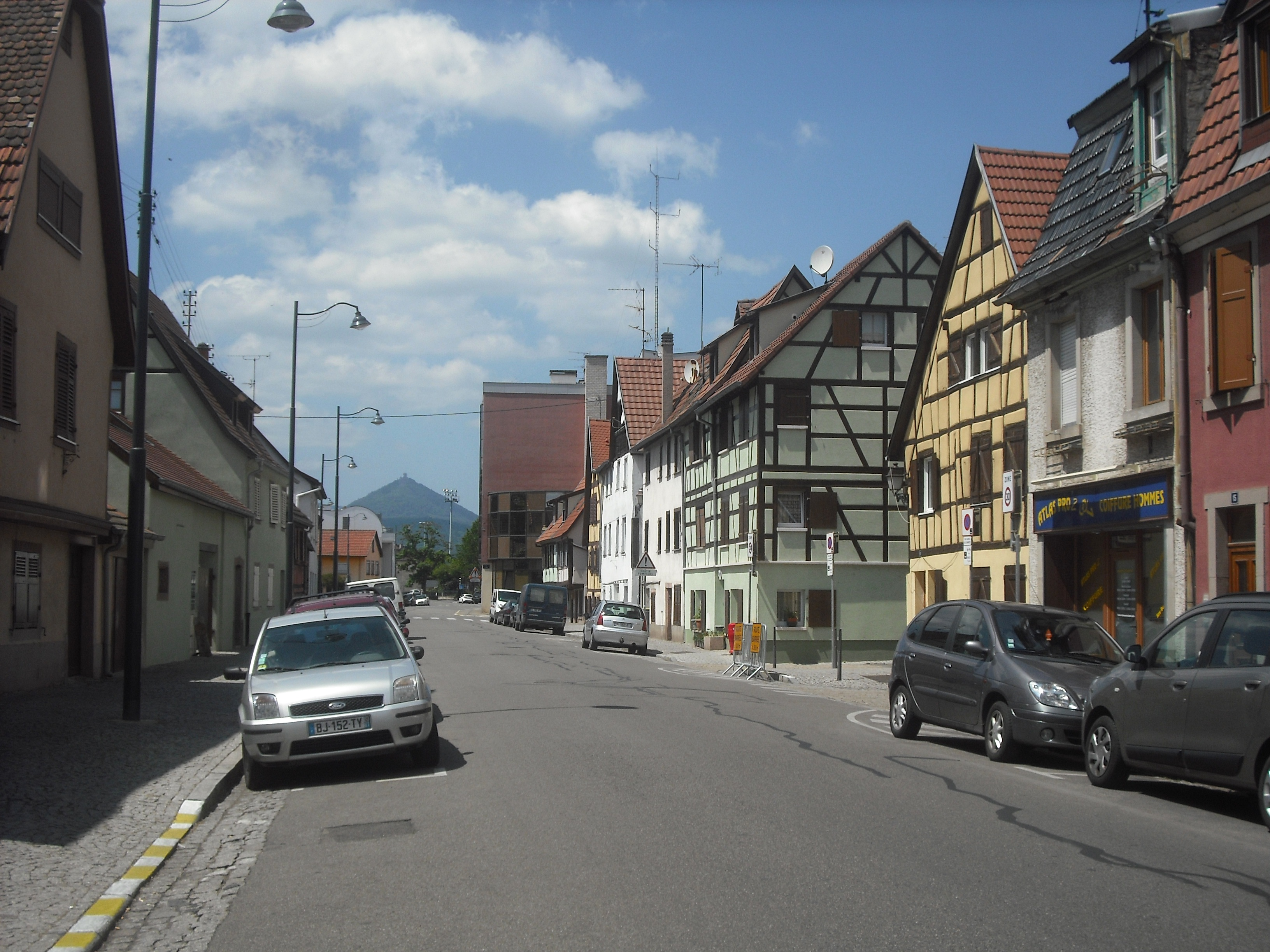
Le quai des Pêcheurs dans la partie sud.
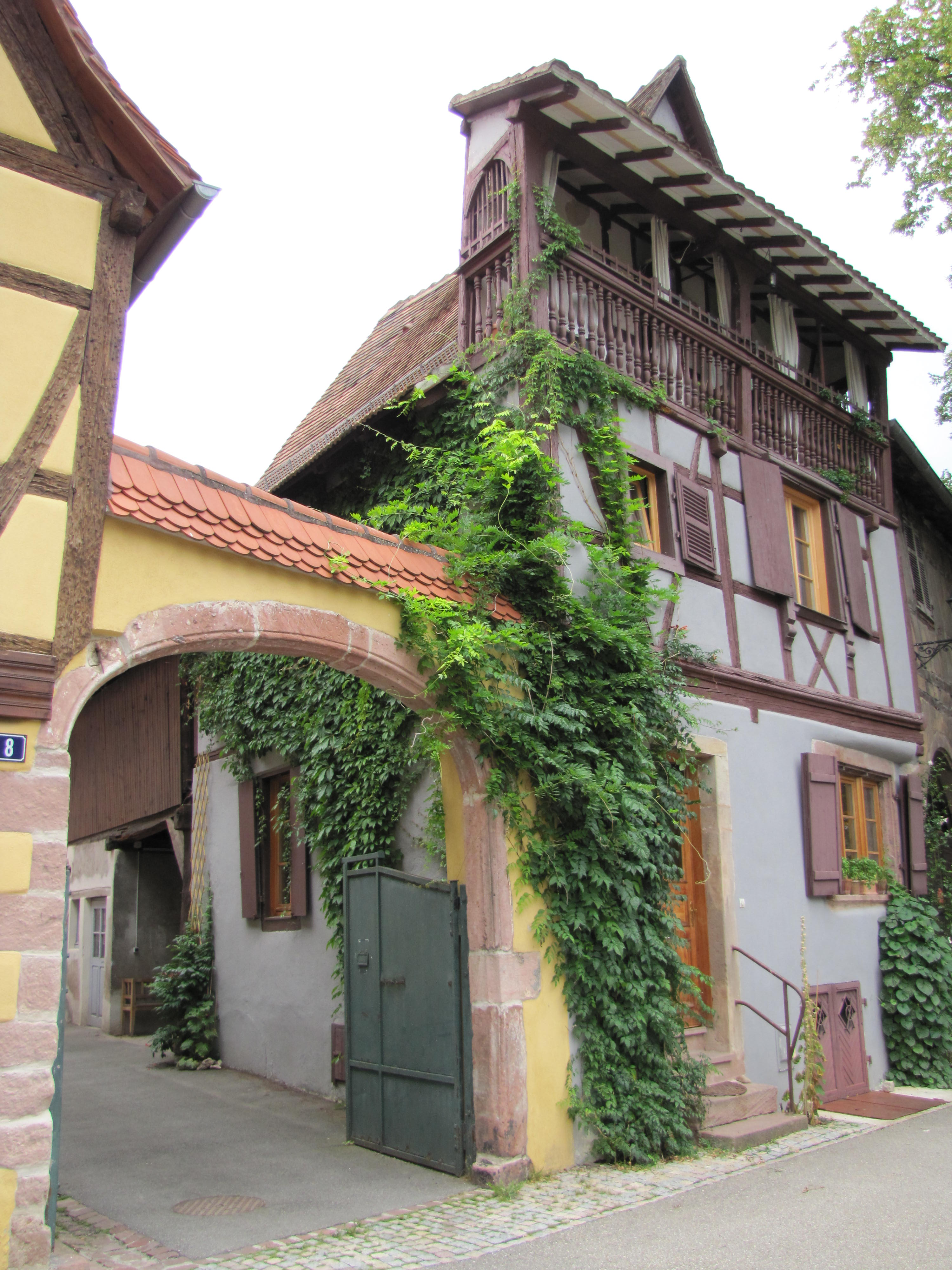
L'impasse du Babil dans la partie nord.
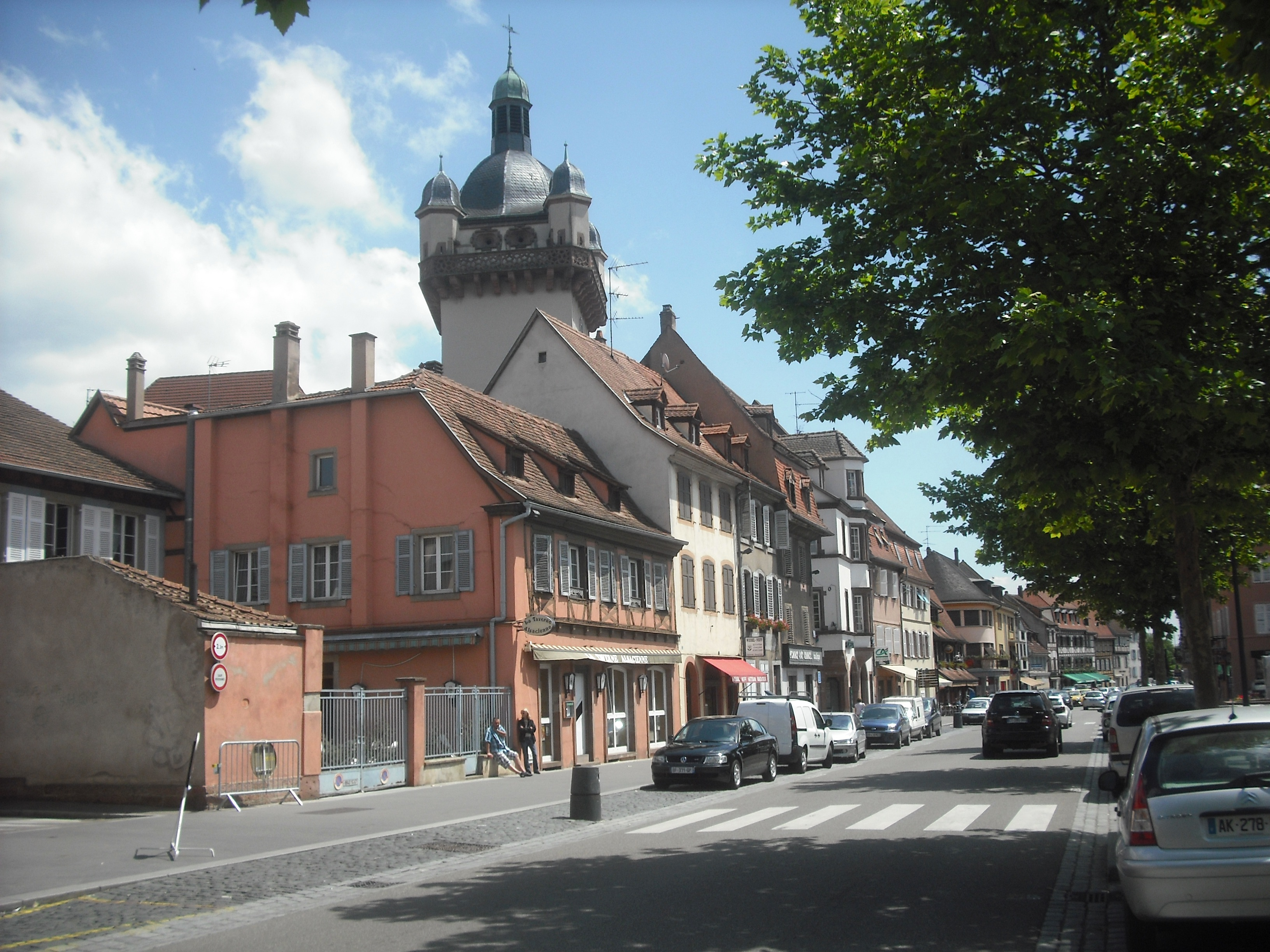
La rue du Président-Poincaré.
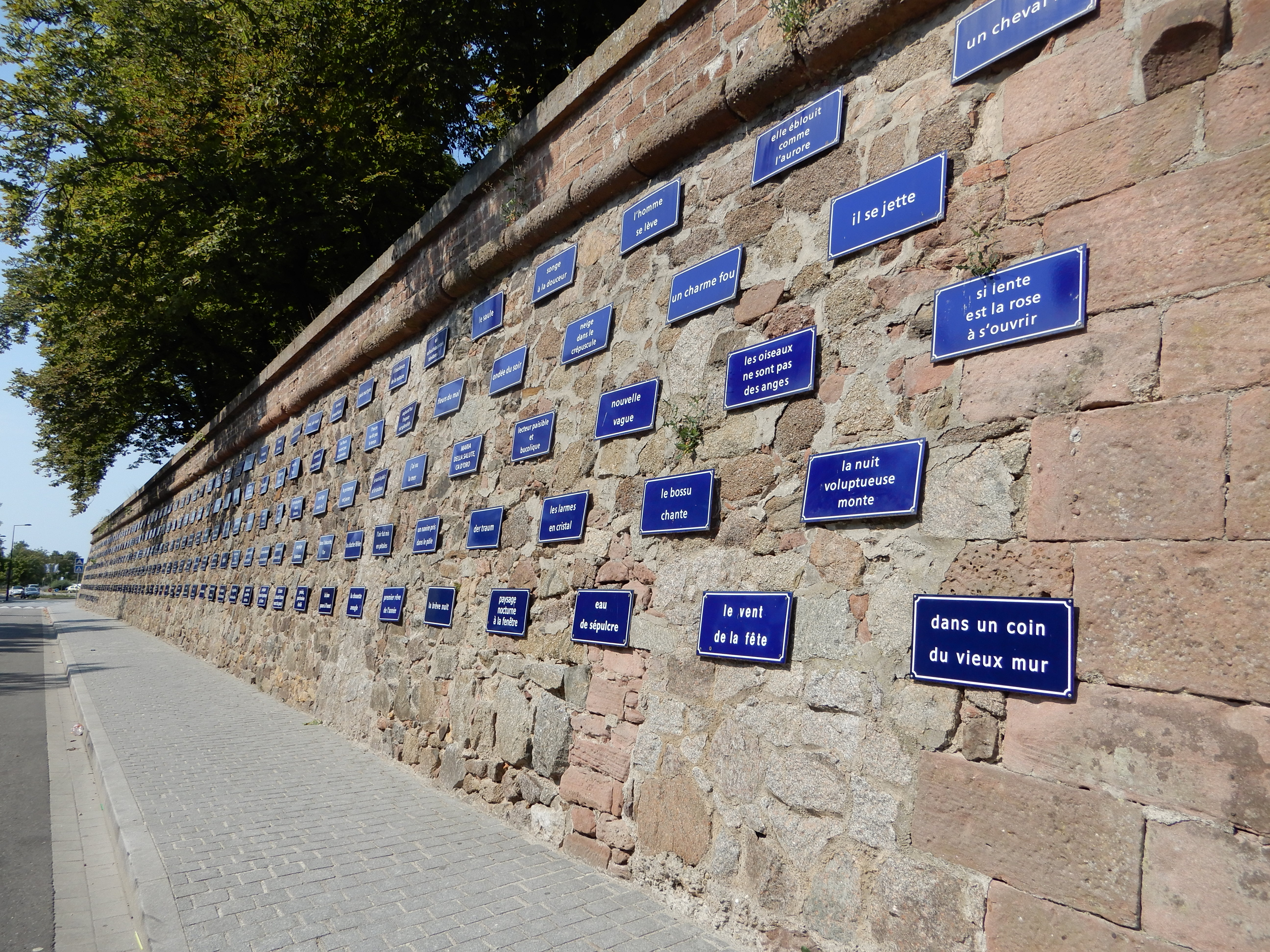
Sélestat - quai Albrecht.

#### Périphéries

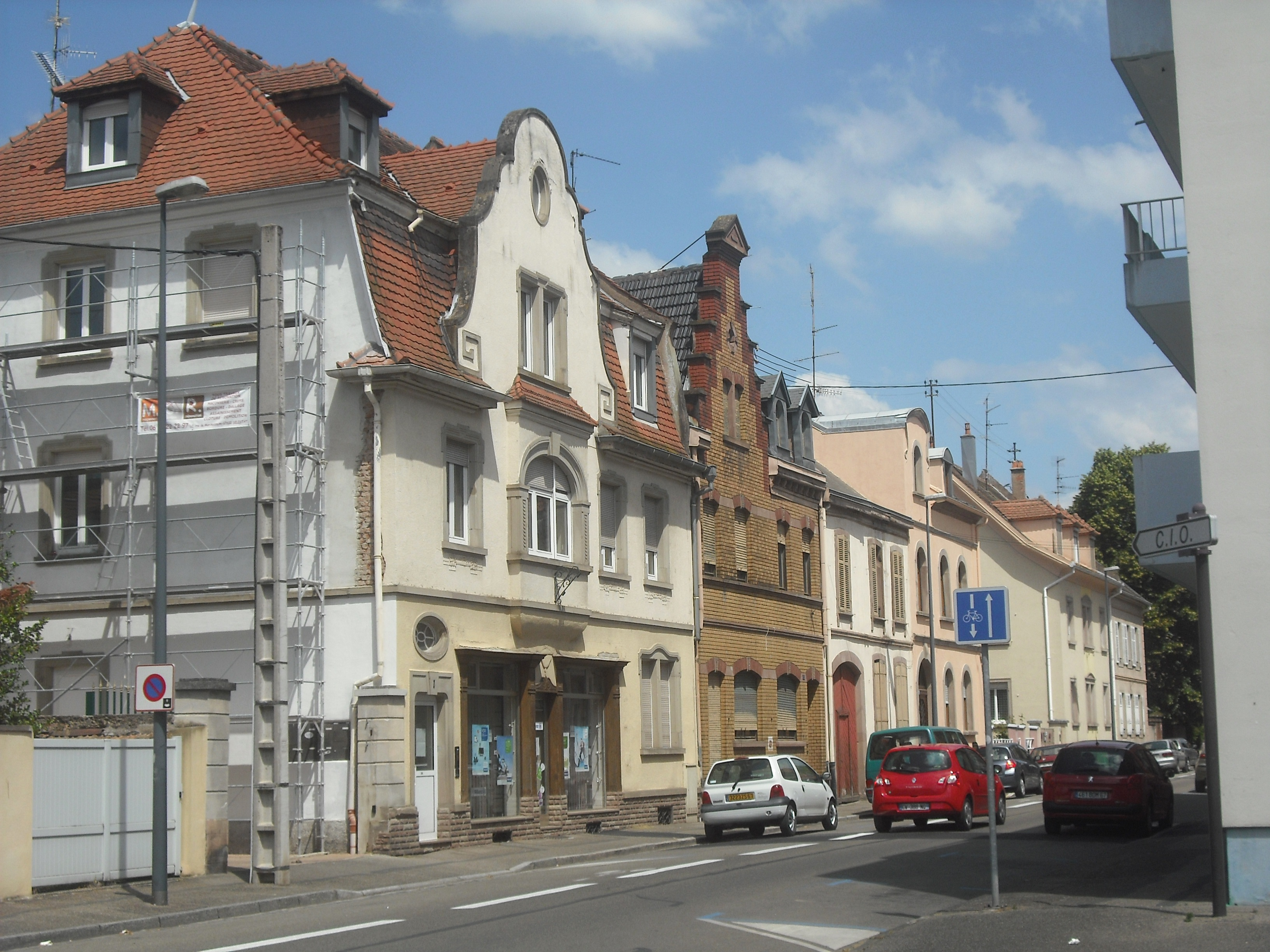
Une rue du quartier construit pendant l'époque allemande.

Les quartiers situés immédiatement autour de la vieille ville sont assez divers, autant dans leur époque de construction que dans leur fonction. Le nord et le sud sont essentiellement des quartiers de services, tandis que l'ouest et l'est sont résidentiels.
Le nord du centre-ville a été développé au début du XXe siècle. Ce quartier a été imaginé comme une cité scolaire, avec l'école normale et le lycée Koeberlé qui s'étendent de chaque côté du boulevard Charlemagne. L'ensemble a été largement densifié au cours des années 1970, avec l'agrandissement du lycée, la construction d'un collège, d'un gymnase, etc.. Au-delà de cette cité scolaire se trouve le cimetière, puis la petite cité ouvrière de la Filature, apparue au début du XXe siècle. Le sud du centre n'a été loti qu'à partir des années 1950, avec la construction d'un complexe sportif et de loisirs (piscine, courts de tennis, lac de canotage, médiathèque, camping...), puis d'une nouvelle cité scolaire, réunissant le lycée Schwilgué et le collège Mentel.
L'ouest, compris entre la gare et le centre ancien, date principalement de l'époque allemande. Il a été construit sur un plan en étoile après la destruction des remparts en 1874. À l'origine, il a été imaginé comme un quartier résidentiel et aéré, mais il compte aussi des administrations, comme la sous-préfecture et le tribunal, des commerces et des petits immeubles d'habitation de la seconde moitié du XXe siècle. Les abords de la gare sont marqués par la présence d'usines anciennes et du grand carrefour de la place Charles-de-Gaulle, réalisé dans les années 1960. Ce carrefour, situé sur les deux axes principaux de l'Alsace centrale, est le centre géographique de la ville. L'est du centre s'est lui aussi développé à la fin du XIXe siècle, mais de façon nettement moins importante. L'habitat est en grande majorité pavillonnaire, avec des lotissements datant des années 1980. Les terrains maraîchers sont encore nombreux.

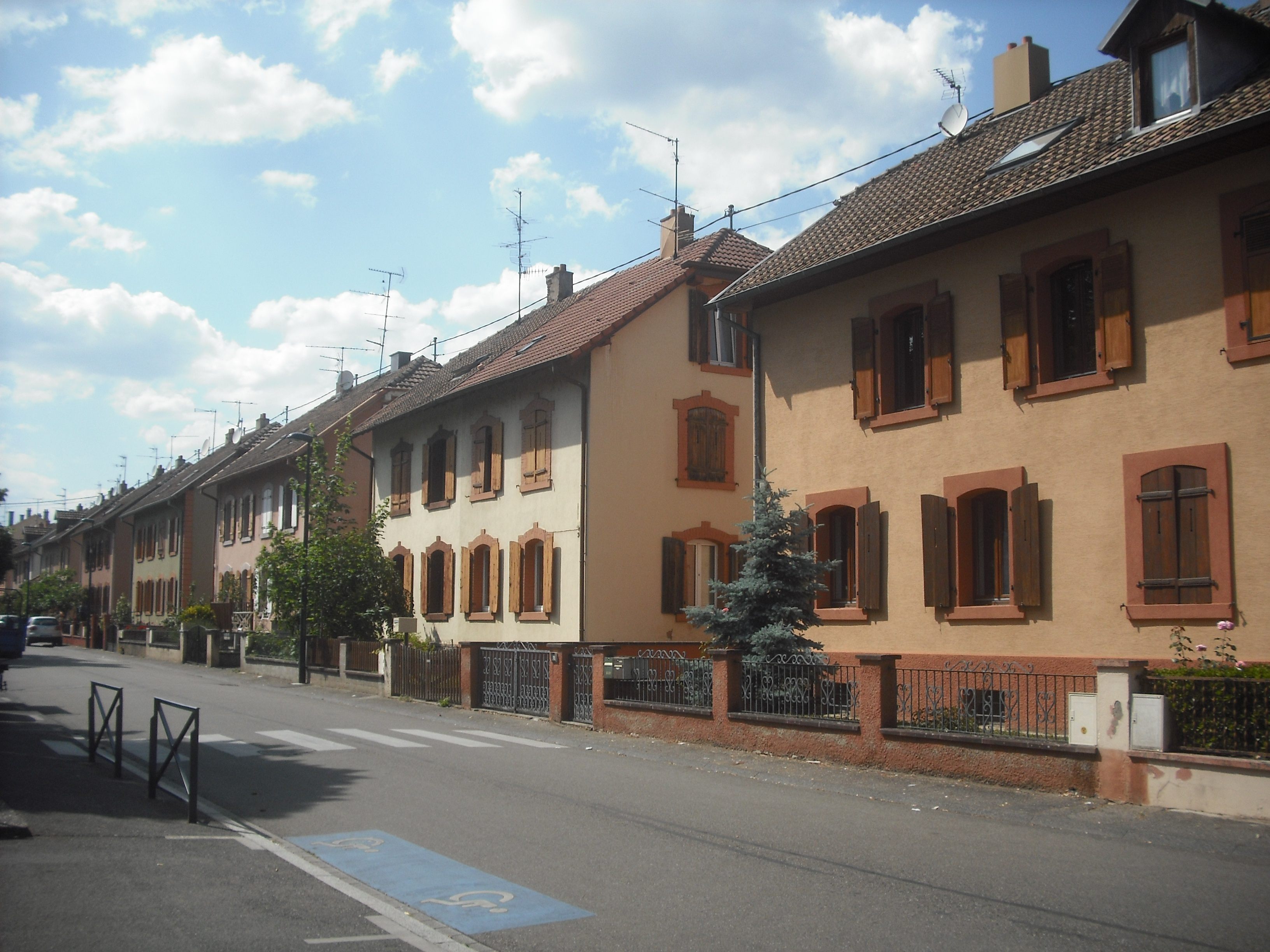
L'ancienne cité ouvrière de la Filature.
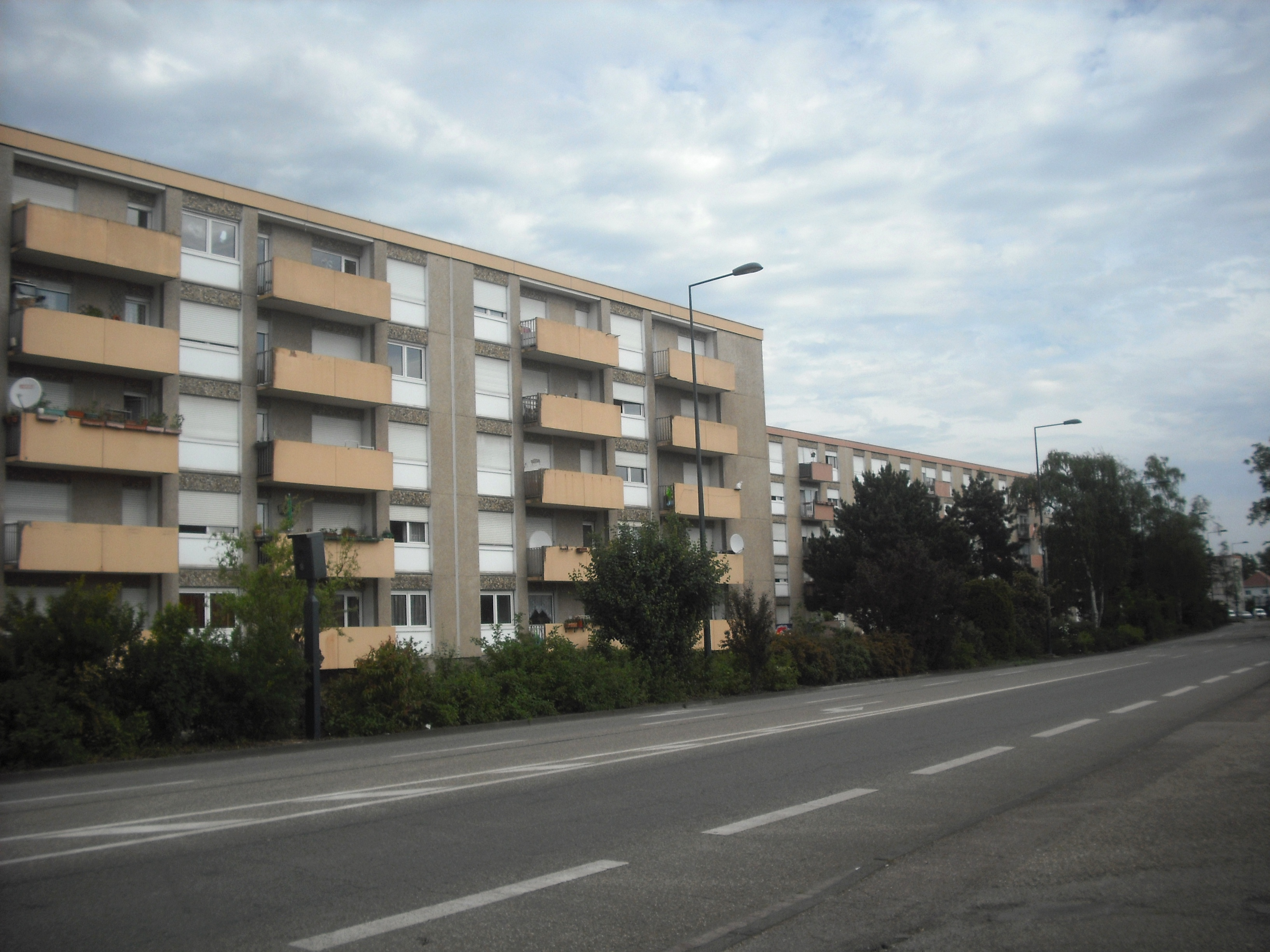
Immeubles collectifs de la route de Strasbourg.
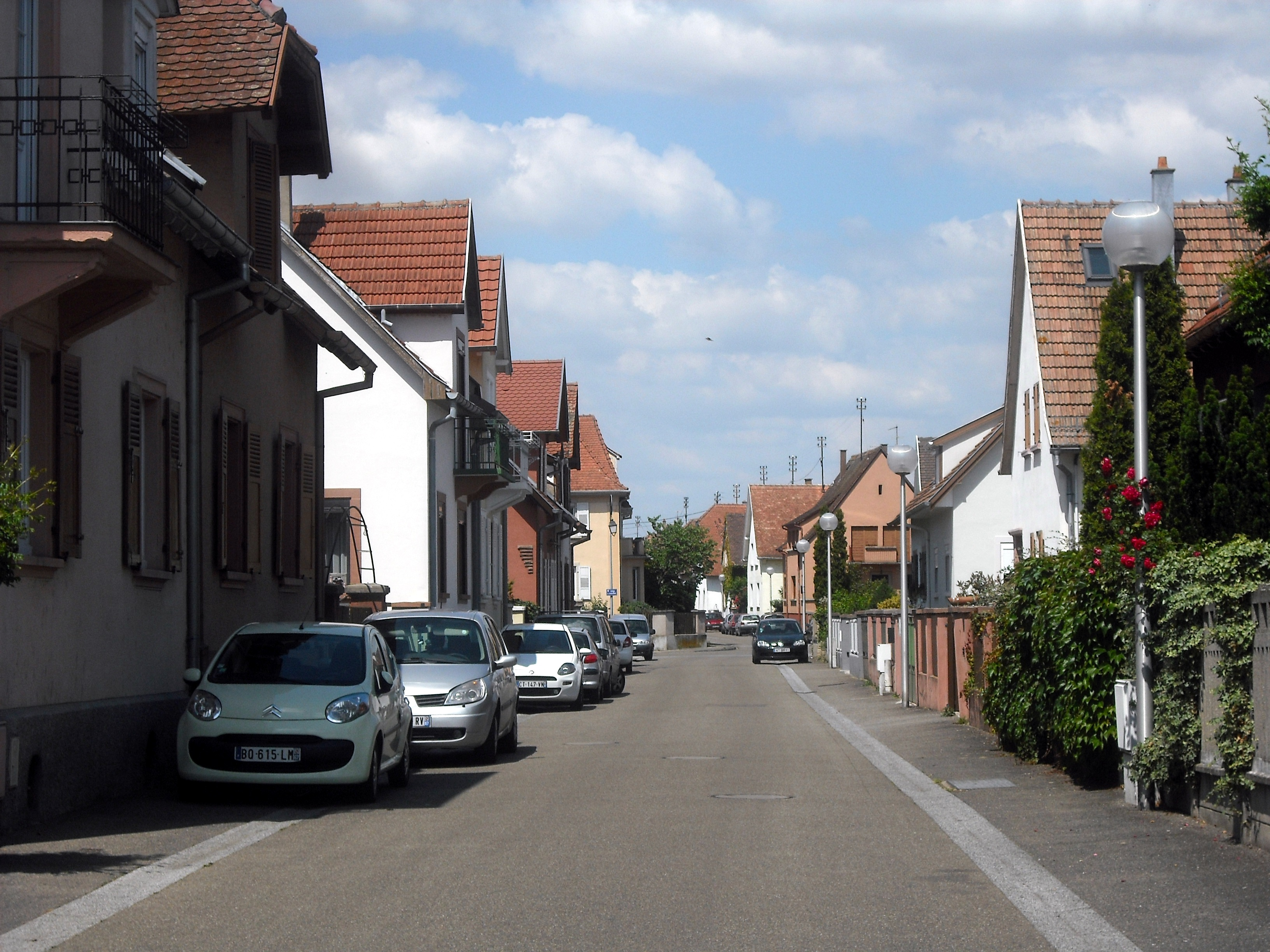
Une rue à l'est du centre.

#### Sélestat-Ouest

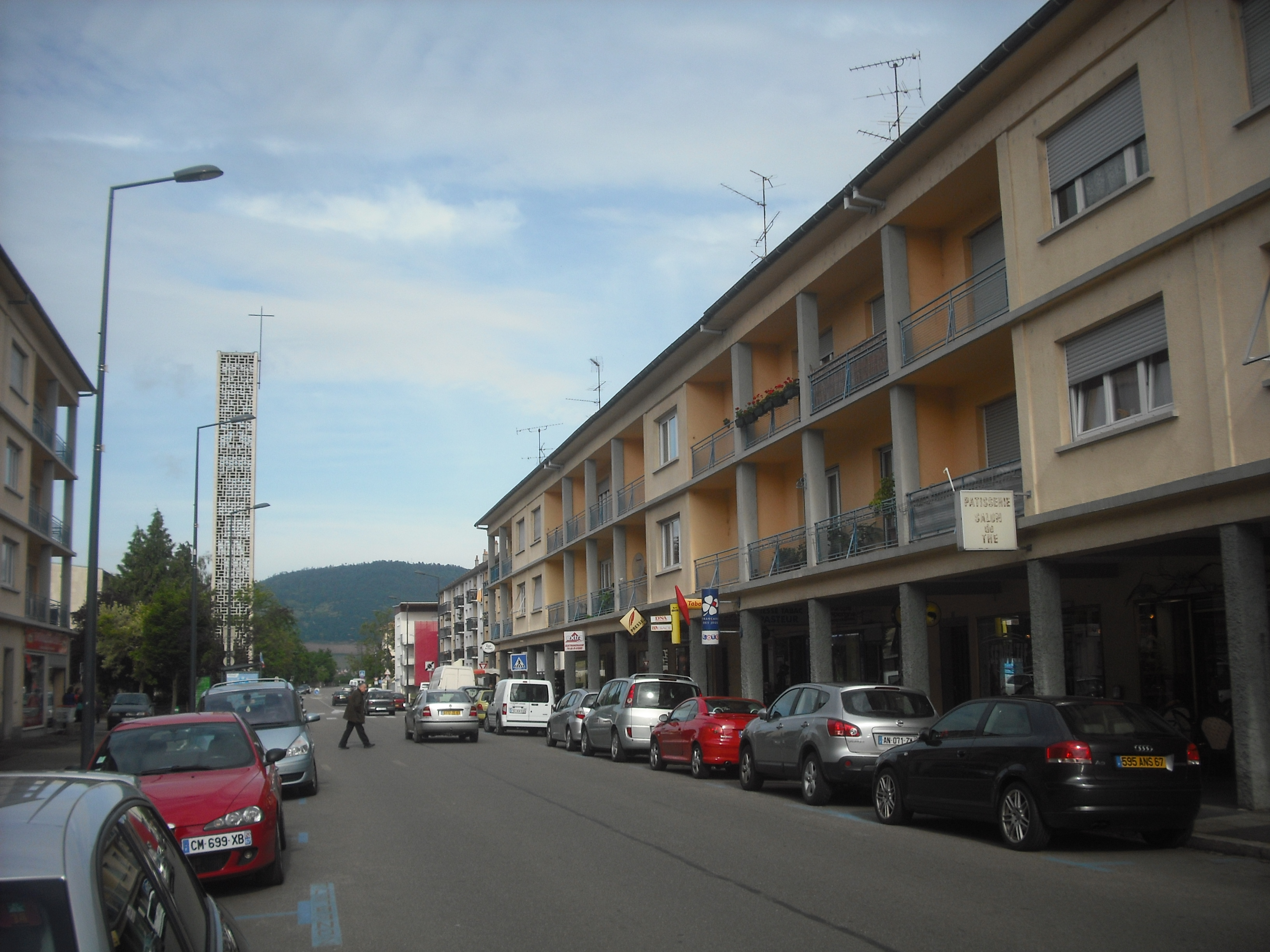
La rue Louis-Pasteur.

Ce quartier, situé à l'ouest de la voie ferrée, est relativement isolé du reste de la ville puisque seulement deux ponts routiers permettent de franchir cette voie. Développée au cours du XXe siècle, c'est la seule partie de Sélestat à avoir été conçue comme une entité autonome, avec ses commerces, son église et ses écoles, regroupés autour de la rue Louis-Pasteur. Ses rues ont été dessinées en maillage, contrairement au reste de la ville. Les concepteurs l'avaient imaginé comme un deuxième Sélestat. Le quartier du Heyden, qui correspond au cœur de cette partie de la ville, a été loti à partir de l'entre-deux-guerres, mais il s'est considérablement agrandi au cours des années 1950 et 1960, avec la construction de lotissements pavillonnaires et de petits immeubles collectifs. Néanmoins, le développement de Sélestat-Ouest a été largement entravé à partir de la fin des années 1960, d'abord par la construction de l'hôpital, dont la vaste emprise ôte de la cohérence au quartier, puis par l'interdiction de construction sur les terrains situés plus à l'ouest, réservés à la construction de l'autoroute, et enfin par le développement de la zone industrielle Sud, qui borde directement le quartier.

#### Zones industrielles
Sélestat compte deux grandes zones industrielles. Celle du sud s'est développée de façon progressive, en bordure de quartiers résidentiels et le long de la voie ferrée. Le premier établissement, la Société alsacienne d'Aluminium, s'est installée peu avant la Seconde Guerre mondiale, puis elle a été rejointe par d'autres usines dans les années 1950. La zone s'est ensuite densifiée à partir des années 1970 avec l'arrivée de petites usines artisanales et d'établissement commerciaux. Cette zone Sud fait 67 hectares.
À cause de la saturation de la zone sud, une nouvelle zone, située au-delà du Giessen a été planifiée dans les années 1970. Un premier périmètre de six hectares a été adopté en 1976, puis la zone s'est développée surtout au cours des années 1990, accueillant des grandes entreprises, des entreprises artisanales et des grandes surfaces. Elle fait désormais 134 hectares.

#### Zones naturelles

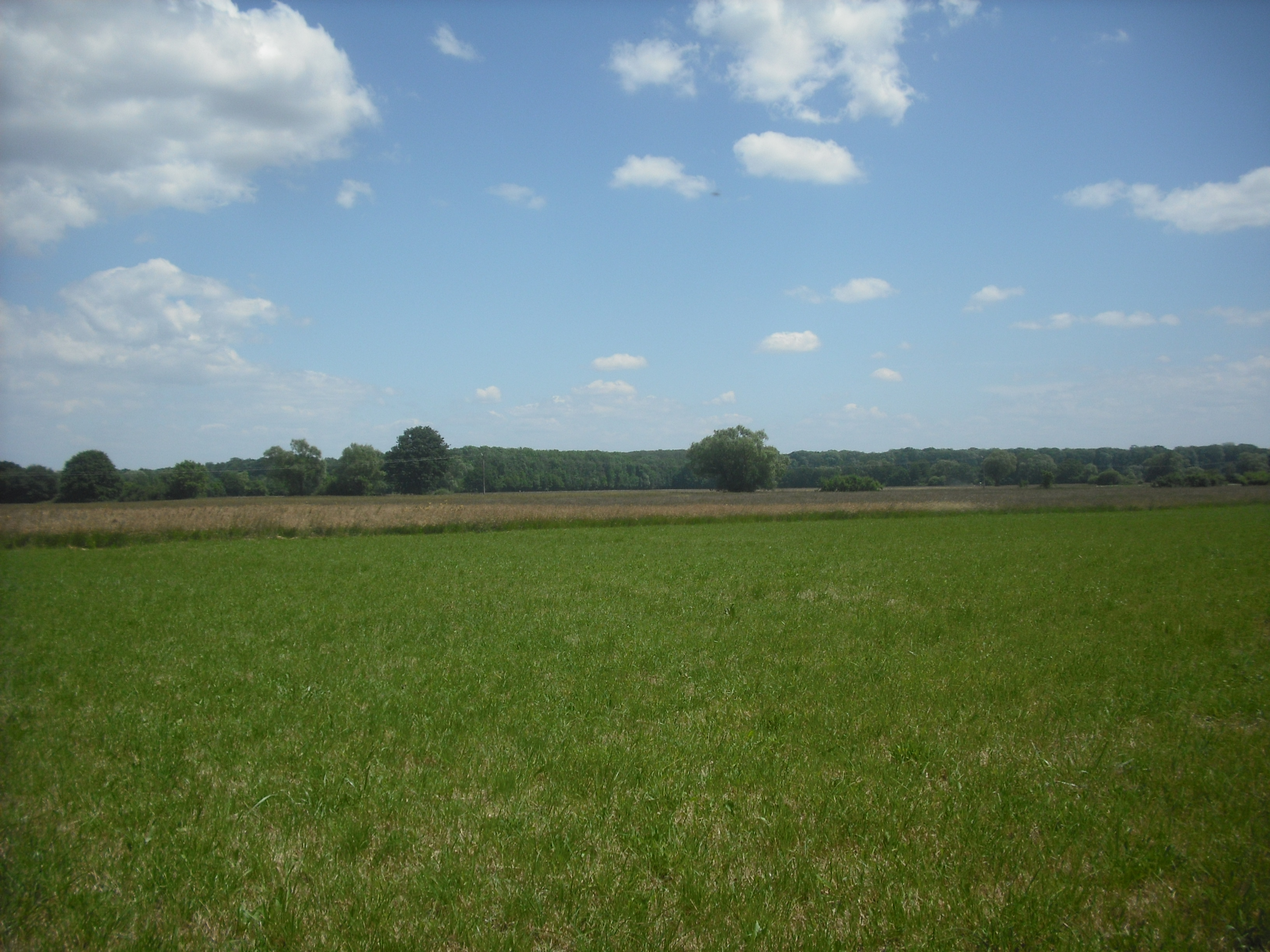
Prés inondables du Grand Ried.

En 2014, les zones urbaines ne représentent que 16,5 % du ban communal, et les zones à urbaniser, 3,5 %. Les zones naturelles occupent donc 80 % du ban. Les zones agricoles représentent 16,7 % de la surface communale, et les zones protégées, 63,2 %. Les zones protégées correspondent essentiellement à la forêt alluviale de l'Illwald, qui est l'une des plus étendues de France. Elle est surtout composée de futaies de chênes, de peupleraies et d'aulnaies. Le Ried est aussi couvert par des prairies de fauche inondables, des mégaphorbiaies et des roselières.
Le ban communal comprend plusieurs espaces naturels protégés. Il est concerné par deux zones Natura 2000, le site d'intérêt communautaire « Rhin Ried Bruch de l’Andlau » et la zone de protection spéciale « Ried de Colmar à Sélestat ». Trois ZNIEFF concernent également Sélestat.
Le Ried est aussi couvert par la réserve naturelle régionale de l'Illwald, officiellement baptisée « Ried de Sélestat, Ill*Wald à Sélestat ». Elle s'étend sur 1 855,40 hectares. La réserve a été créée en 2013, en remplacement d'une réserve naturelle volontaire fondée en 1995. Elle compte notamment la plus importante population de daims sauvages du pays. Ceux-ci ont été introduits au XIXe siècle. La faune et la flore sont aussi représentés par la cigogne blanche, le castor européen, la lamproie de Planer, l'azuré des paluds ou encore la véronique à longues feuilles.

### Voies de communication et transports
La communauté de communes est devenue autorité organisatrice de la mobilité (AOM).

#### Voies routières

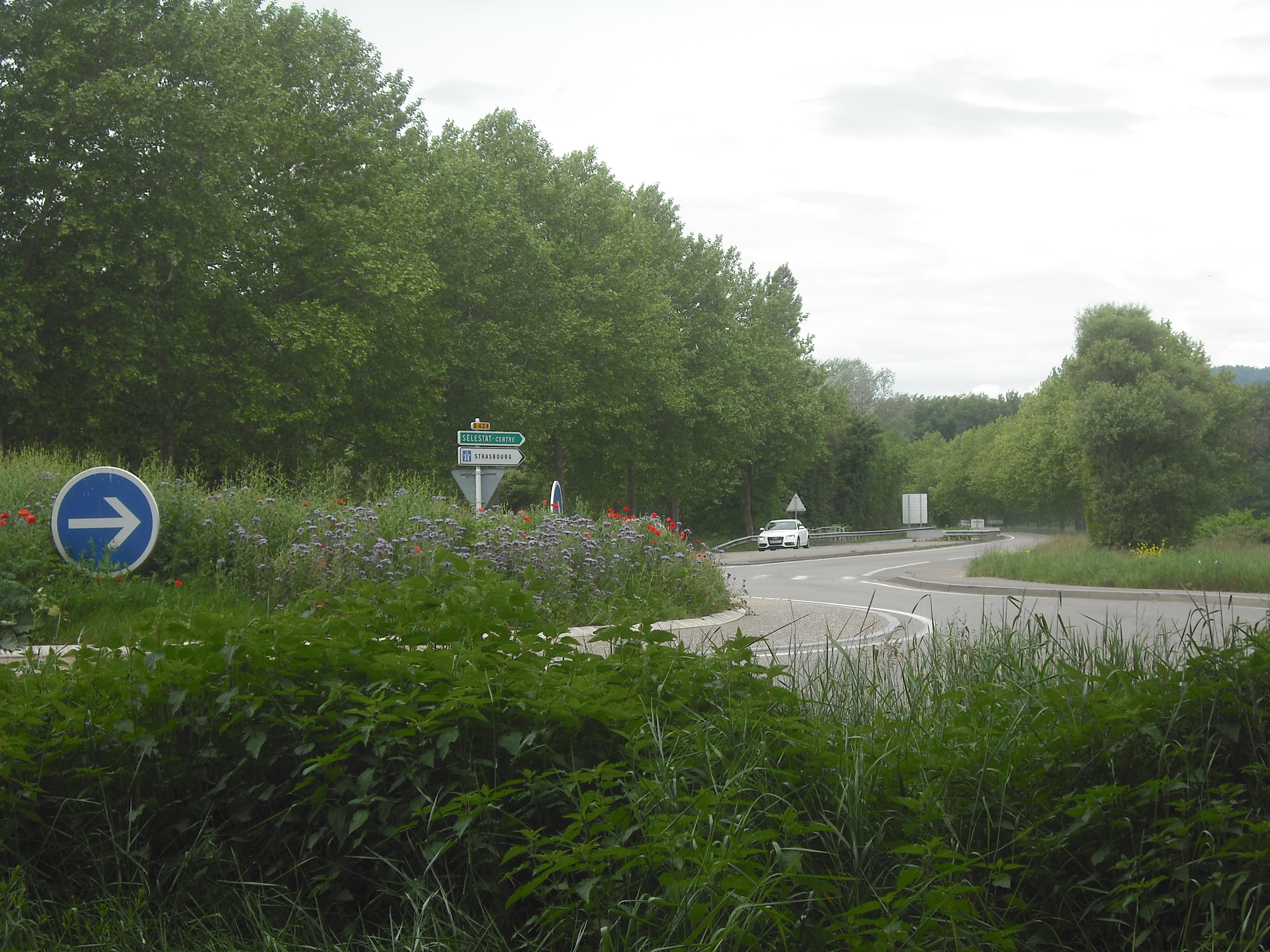
Rond-point sur la D 424, au sud de la ville.

Sélestat est desservie par l'A35, qui longe le ban communal par l'ouest. Cette voie traverse l'Alsace du nord au sud, en reliant notamment Strasbourg, Colmar et Mulhouse. Elle est prolongée en Allemagne par la B9 qui longe le Rhin jusqu'à la frontière néerlandaise et en Suisse par l'A3 qui s'arrête à la frontière autrichienne. L'A35 compte deux échangeurs à hauteur de Sélestat, Sélestat-Nord (sortie no 16), sur la RD 1422, et Sélestat-Saint-Dié (sortie no 17), sur la RD 424.
Sélestat se trouve au pied d'une des sept principales voies d'accès traversant les Vosges d'est en ouest, permettant de relier l'Alsace et la Lorraine. Cette voie d'accès naturelle, qui correspond à la vallée du Giessen puis de la Lièpvrette, est empruntée par la nationale 59. Cette route relie Sélestat à Lunéville en passant par Sainte-Marie-aux-Mines, Saint-Dié-des-Vosges et Raon-l'Étape. Elle est prolongée vers l'est par la RD 424, qui contourne la ville de Sélestat par le sud puis rejoint le Rhin et l'Allemagne au niveau de Marckolsheim. De l'autre côté du fleuve, en Allemagne, elle est continuée par la L 113 qui rejoint l'autoroute B5 près de Riegel am Kaiserstuhl. Enfin, Sélestat est située sur la RD 1083 (ex-nationale 83) qui relie Strasbourg à Lyon en passant par Besançon.

#### Chemin de fer

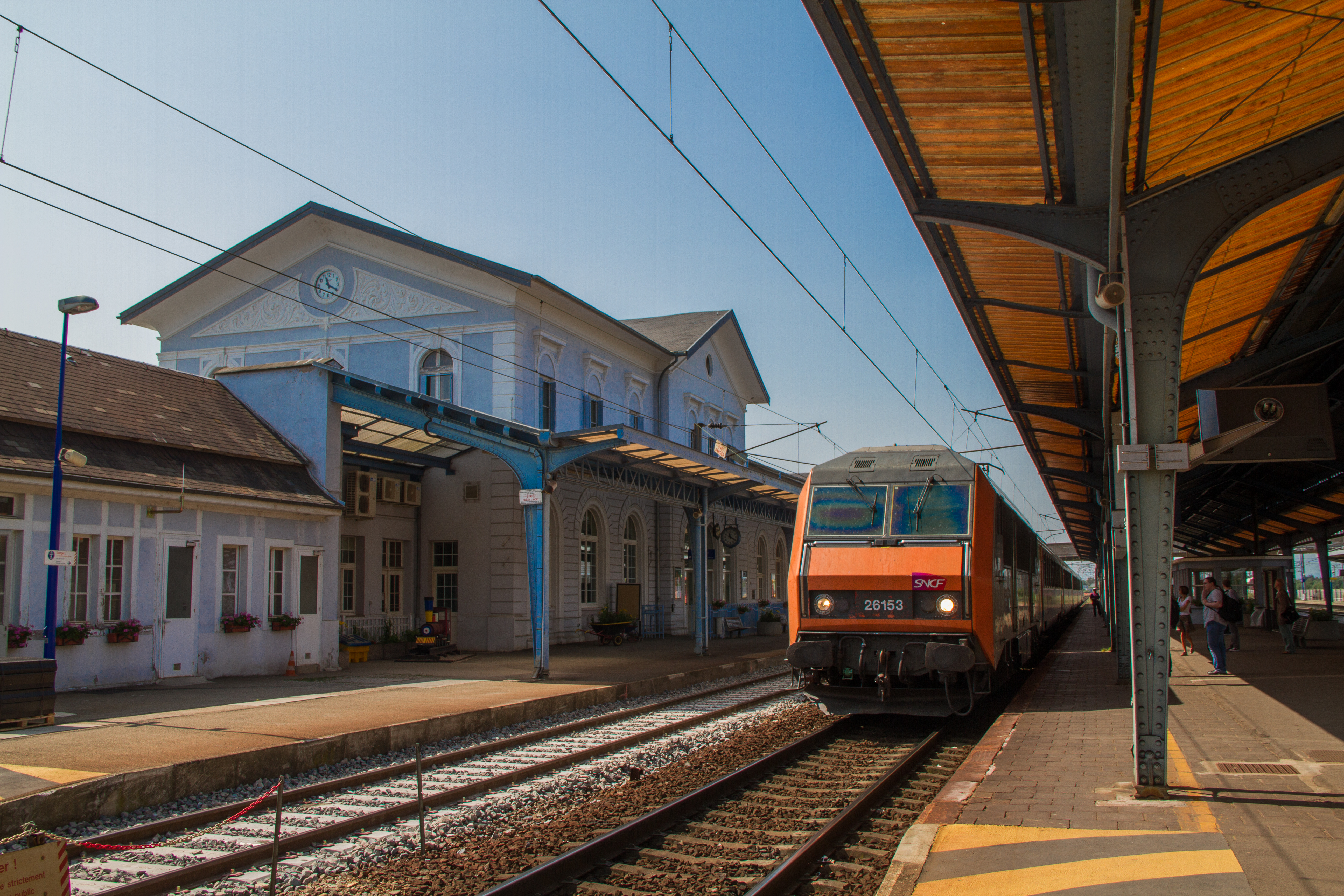
Un train TER Alsace en provenance de Bâle en gare de Sélestat.

La gare de Sélestat, ouverte en 1840, est située sur la ligne de Strasbourg-Ville à Saint-Louis, qui traverse l'Alsace du nord au sud, ainsi que sur des lignes secondaires : celle de Sélestat à Lesseux - St-Frapelle, déclassée entre Lesseux et Lièpvre, et celle de Sélestat à Saverne, déclassée entre Saverne et Molsheim. La ligne de Sélestat à Sundhouse, ouverte en 1909, a été entièrement déclassée en 1953.
La gare de Sélestat est desservie par tous les trains TER Alsace reliant Strasbourg et Bâle, qui s'arrêtent également à Colmar, Mulhouse et Saint-Louis. Ces trains circulent approximativement toutes les demi-heures pendant les jours de semaine. La gare est aussi desservie par les lignes omnibus Strasbourg-Sélestat, Strasbourg-Molsheim-Sélestat et Barr-Sélestat,. La ligne Strasbourg-Bâle permet d'accéder à l'aéroport de Bâle-Mulhouse, situé près de la gare de Saint-Louis. L'aéroport de Strasbourg est de son côté desservi par la ligne Strasbourg-Sélestat.
La gare de Sélestat est aussi desservie par la ligne TGV Colmar-Paris-Est.
La gare était desservie par un intercité de nuit (train de nuit) qui effectuait Strasbourg - Port Bou et Nice jusqu'en 2016.

#### Bus

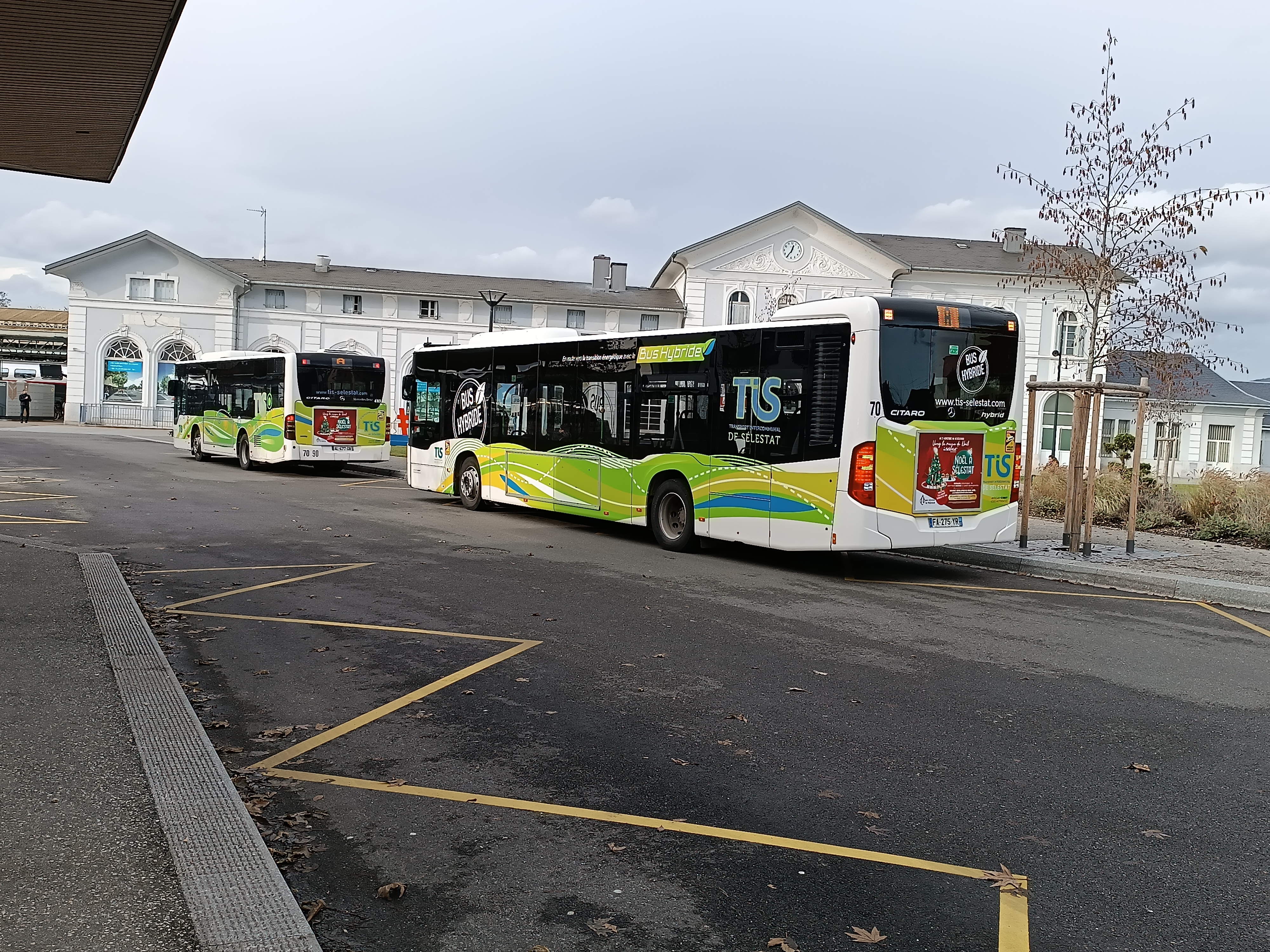
Bus de la ligne A du TIS devant la gare de la ville.

Le réseau Fluo Grand Est  exploite une ligne d'autocars entre Sélestat et Sainte-Marie-aux-Mines, avec un prolongement ponctuel jusqu'à Saint-Dié-des-Vosges. Il exploite aussi une petite ligne entre Sélestat et Ribeauvillé.
La commune est également desservie par des lignes de l'ancien réseau 67 (réseau absorbé par Fluo Grand Est) avec cinq lignes de ce réseau partent de Sélestat, trois sont régulières et rejoignent Marckolsheim, Sundhouse et Villé. Les deux autres sont des lignes touristiques saisonnières, l'une dessert le château du Haut-Koenigsbourg, l'autre Europa-Park en Allemagne.
La communauté de communes de Sélestat possède son propre réseau de bus, le Transport intercommunal de Sélestat (TIS). Il comporte trois lignes, la ligne A, entre Châtenois et Ebersheim, la ligne B entre Scherwiller et Muttersholtz ainsi que la ligne C entre Baldenheim et Orschwiller. La ligne A dessert douze arrêts dans la ville de Sélestat, la ligne B en dessert dix et la ligne C en dessert six. Quatre de ces arrêts sont communs aux trois lignes. Le TIS propose aussi un système de transport à la demande, le Séles'TAD, au départ de cinq arrêts situés dans Sélestat et sept arrêts répartis dans quatre communes de l'intercommunalité non desservies par les autres lignes. Il s'occupe également de huit lignes de bus scolaires qui desservent les villages alentour.

#### Pistes cyclables

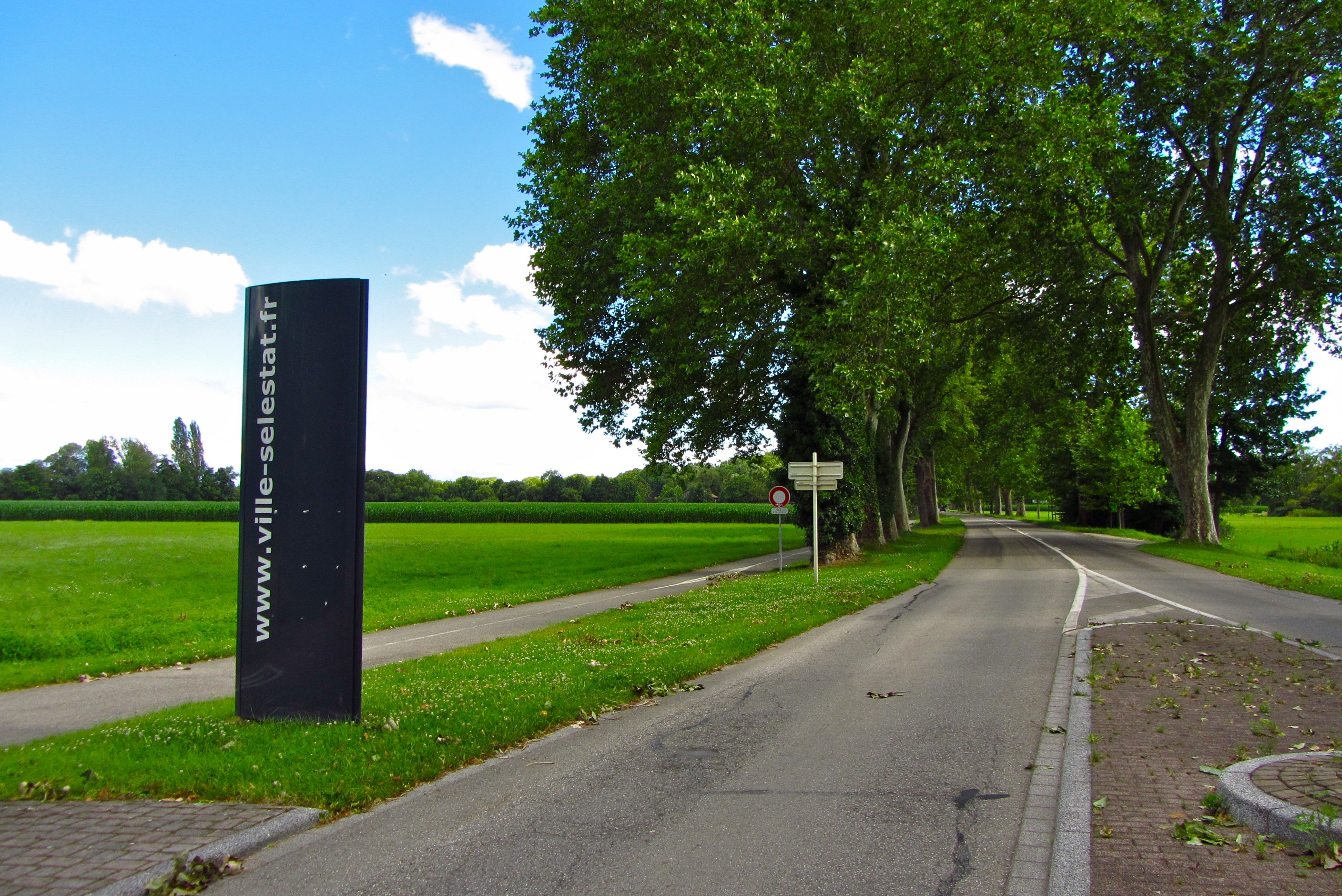
La route de Marckolsheim à la sortie de la ville, avec une piste cyclable à gauche.

Sélestat comptait 21 km de pistes cyclables en 2009. De nombreuses rues du centre-ville comptent une piste cyclable aménagée, et d'autres pistes desservent les quartiers périphériques, notamment les zones d'activités Nord et Sud. La plupart des boulevards et des voies en sortie de ville sont également aménagés. Des pistes permettent enfin de rejoindre des communes voisines comme Ebersheim, Dieffenthal, Thanvillé, Orschwiller, Heidolsheim, etc.. Ces pistes ont été aménagées pour favoriser et encourager l'usage du vélo auprès des Sélestadiens, et la municipalité a aussi mis des vélos à disposition de son personnel pour les déplacements professionnels.
La création de pistes cyclables doit par ailleurs favoriser le cyclotourisme. En effet, la ville se trouve à 5 km de l'itinéraire à vélo de la route des vins d'Alsace, qui passe par les communes voisines de Scherwiller, Châtenois, Kintzheim et Orschwiller. En outre, la commune est traversée par une véloroute qui part de Saint-Dié-des-Vosges et atteint le Rhin à Marckolsheim, ainsi que par la véloroute « De la route des vins au Ried » qui dessine un cercle de près de 100 km au centre de l'Alsace.

### Logement
En 2009, le nombre total de logements dans la commune était de 9 251, alors qu'il était de 7 687 en 1999. Cette augmentation suit la hausse démographique, la commune ayant gagné 2 000 habitants dans l'intervalle.
En 2009, parmi ces logements, 90,5 % étaient des résidences principales, 1,2 % des résidences secondaires et 8,3 % des logements vacants. Ces logements étaient pour 37,4 % d'entre eux des maisons individuelles et pour 62,4 % des appartements.
La même année, 48,2 % des résidences principales étaient occupées par leur propriétaire, et 48,5 % par des locataires. Le taux de propriétaires a légèrement augmenté en dix ans, puisqu'il était de 45 % en 1999. La part de logements HLM loués vides (logements sociaux) était toujours inférieure au seuil légal de 20 % : 13,4 % en 2009 contre 12,4 % en 1999.
En 2009, sur les 6 836 ménages habitant la commune, 1 241 soit 14,8 % y vivaient depuis moins de deux ans, 2 057 ménages, soit 24,6 % y vivaient depuis deux à quatre ans, 1 217 ménages, soit 19,3 % y vivaient depuis cinq à neuf ans, et 3 454 ménages soit 41,3 % depuis plus de dix ans.
|                                                  | 1968  | 1975  | 1982  | 1990  | 1999  | 2009  |
| ------------------------------------------------ | ----- | ----- | ----- | ----- | ----- | ----- |
| Ensemble                                         | 4 779 | 5 423 | 6 008 | 6 550 | 7 687 | 9 271 |
| Résidences principales                           | 4 490 | 5 030 | 5 470 | 5 999 | 6 942 | 8 370 |
| Résidences secondaires et logements occasionnels | 73    | 65    | 96    | 109   | 121   | 108   |
| Logements vacants                                | 216   | 328   | 442   | 442   | 624   | 772   |

### Projets d'aménagement
Les principaux projets intégrés au plan local d'urbanisme en 2013 concernent surtout les entrées de la ville, avec l'aménagement des abords de la zone d'activités nord et des principaux axes entrants afin d'améliorer leur aspect esthétique et leur intégration au paysage. La municipalité a aussi lancé en 2011 un projet visant à améliorer le centre-ville, en remodelant les espaces piétonniers, en aménageant le parc des remparts, en incitant les propriétaires à rénover les logements anciens en location et en remodelant les entrées vers le centre au niveau de la porte de Strasbourg et de l'office de tourisme. Le quartier de la gare doit lui aussi être amélioré, avec notamment la création de nouveaux logements, d'espaces pour les entreprises et d'un carrefour d'échange. L'extension urbaine vers l'ouest doit être encadrée, avec une nouvelle entrée d'agglomération et un aménagement continu avec la commune voisine de Châtenois. Enfin, la municipalité a lancé la rénovation du quartier de la Filature, qui comprend essentiellement des immeubles HLM.

## Toponymie

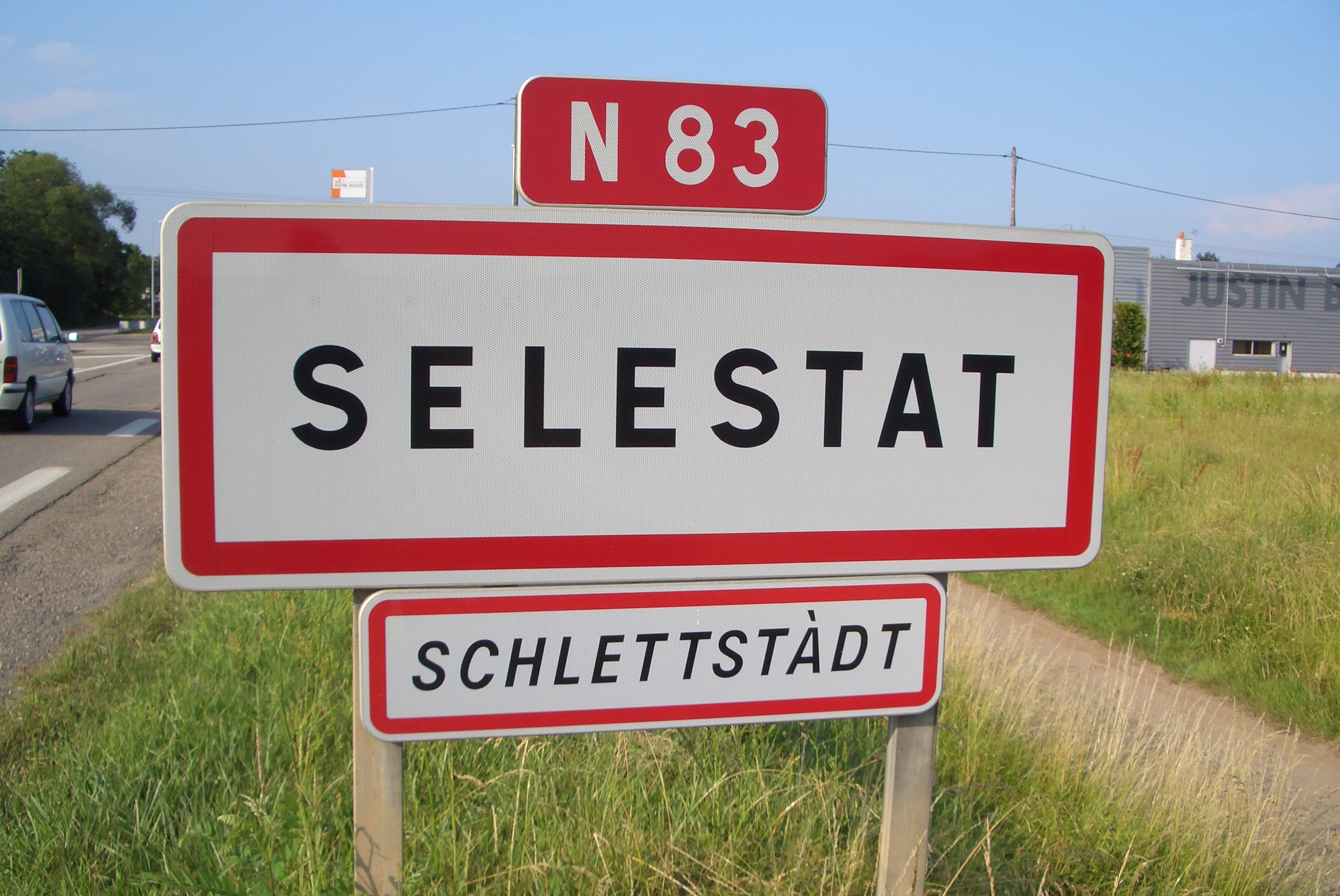
Panneau d'entrée d'agglomération bilingue français-alsacien.

Le nom actuel de la ville est une francisation populaire, qui date des XVIIe et XVIIIe siècles. En alsacien, elle est appelée Schlettstàdt [ˈʃlɛd̥ʃd̥ɐd̥], et en allemand Schlettstadt [ˈʃlet͡ʃtat] .
Sélestat est mentionnée pour la première fois en 727. Elle est attestée sous la forme Sclastat. Selatstatt apparaît l'année suivante, puis Scalistati villa en 775, Scladistat et Sclatistati en 778, Scletistata en 836, Slezstat en 1095, Sletzstat en 1217, Slestad en 1292, Schlettstadt en 1310, Schlestat en 1512, Schlet(t)stat, Schlestat, Sélestat (Registre paroissial en 1685, Description historique et géographique de la France ancienne et moderne, abbé de Longuerve, première partie, 1719) ou Sélestadt (sic) aux XVIIe siècle et XVIIIe siècle. L'administration française n'a cependant pas fixé une orthographe définitive, et la ville est appelée Schelestatt dans le Bulletin des lois en 1801, tandis que son canton est mentionné en tant que canton de Sélestat en 1793. Avant 1871, le nom en usage est Schelestadt, Schlestadt et Sélestat (registres d'état civil). La ville devient Schlettstadt de 1871 à 1919, soit la période pendant laquelle l'Alsace fait partie de l'Empire allemand. En 1919, elle redevient brièvement Schlestadt avant d'être rebaptisée Sélestat en 1920.
Sélestat serait issu de *Selatoialos (non attesté), un étymon celtique signifiant « clairière isolée ». Cet étymon comprend ialos (« clairière », traduit en germanique par statt « endroit », puis Stadt « ville ») et *Selate, du radical -sel « préserver », « isoler ». Dans le même genre, on trouve d'autres interprétations de -sel et de la racine indo-européenne SAL à laquelle il se rattache, comme « source » et « eau stagnante », ce qui peut évoquer le Grand Ried. L'hypothèse de la « clairière isolée » peut aussi y faire référence, puisque Sélestat se trouvait à l'origine dans une région inondable peu accessible. Cependant, le fait que statt ait pu prendre la place de ialos, est tout à fait conjecturel, puisqu'il n'existe aucune forme primitive du toponyme en -ialo- pour en apporter la preuve. Quant à l'élément Selat- identifié par cet auteur, il n'apparait que dans une seule mention et, qui plus est, n'est pas la forme primitive. Il s'agit donc vraisemblablement d'une coquille pour Sclat-. Les formes anciennes régulières rendent compte d'un élément Sclat(i)-, devenu Sclet(i)- par la suite. Il existe bien un gaulois selato, mais il s'agit d'un substantif qui a le sens de « semailles ».
Dès 1903, l'abbé Gény qui se base sur les formes anciennes, c'est-à-dire sur les seules formes avérées du toponyme, suppose que Sélestat est issu de deux mots germaniques : slade ou sclade, au génitif scladis, qui signifie « marécage », « contrée humide », et stat, qui signifie « ville ». Scladistat serait donc selon lui la « ville des marécages », en référence au Ried. Cette hypothèse est reprise par Albert Dauzat qui nuance le propos en invoquant le vieux haut allemand sclade « région marécageuse » et stat « endroit », d'où le sens global d’« endroit marécageux ».
Il existe enfin une légende qui voudrait que le nom de la ville descende de celui d'un géant, Schletto, qui aurait fondé la ville après avoir ouvert le val d'Argent dans les Vosges.

## Histoire

### Émergence de Sélestat

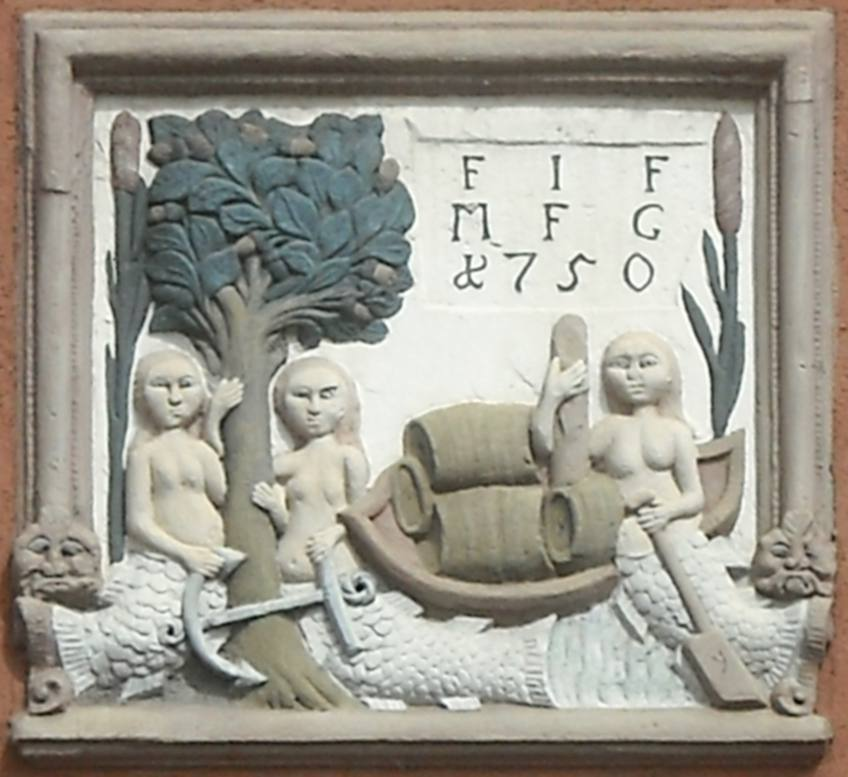
Relief sur une maison du XVIIIe siècle au quai des pêcheurs, illustrant de façon allégorique les origines de la ville. Les trois sirènes représentent l'Ill, le Giessen et la Lièpvrette ; l'arbre et le roseau, l'Illwald ; et la barque chargée de tonneaux, le commerce du vin.

Sélestat est mentionnée pour la première fois en 727, mais la ville a peut-être des origines plus anciennes, celtiques ou romaines. La région a probablement connu des migrations humaines au Paléolithique supérieur, et des fouilles archéologiques ont prouvé des occupations humaines à Sélestat au Mésolithique, au Néolithique et durant l'Âge du bronze. Les artefacts retrouvés incluent des pierres taillées et polies, des meules ou des céramiques. Le site de Sélestat a ensuite été occupé pendant La Tène puis à l'époque romaine. Des fouilles menées autour de la chapelle Saint-Quirin, dans la vieille ville, ont permis de découvrir des pieux datés de 87 à 191 ap. J.-C. Plantés verticalement dans le sol, ils servaient à stabiliser le terrain, proche de l'Ill. Leur nombre suggère une implantation relativement importante, dépassant une simple initiative individuelle. Des monnaies romaines ont aussi été trouvées dans le secteur. Sélestat était alors sans doute déjà un site portuaire sur l'Ill, exportant les vins d'Alsace.
Au début du VIIIe siècle, lorsque Sélestat apparaît dans les textes, elle est peut-être déjà une ville de commerce, ou alors encore un simple village de pêcheurs ou d'agriculteurs. Elle fait partie des propriétés d'Eberhard, membre de la famille ducale d'Alsace. Celui-ci, devenu moine à la fin de sa vie, lègue la ville à l'abbaye de Murbach en 727, propriété des rois francs. À la fin du siècle, il est certain que le site possède une importance économique, puisque des traces d'entrepôts ont été découvertes et que Charlemagne y séjourne lors de Noël 775. Afin de recevoir le souverain, Sélestat devait posséder suffisamment de bâtiments pour le loger ainsi que ses troupes et ses dignitaires. C'était certainement le centre économique du grand domaine de Kintzheim, apparu à l'époque mérovingienne. À la mort de Charlemagne, ce domaine est divisé entre divers propriétaires. L'Empire carolingien lui-même est réparti entre les héritiers de l'empereur. L'Alsace fait ainsi partie de la Francie orientale qui devient le Saint-Empire romain germanique en 962. L'histoire de la ville jusqu'à la fin du XIe siècle est inconnue.

### Sélestat sous les bénédictins
À la fin du XIe siècle, Sélestat appartient à Hildegarde d'Eguisheim, tout comme la majeure partie de l'ancien domaine de Kintzheim. Hildegarde, mère de Frédéric Ier de Souabe, premier membre de la dynastie des Hohenstaufen, fait de Sélestat un centre religieux en y fondant l'église Sainte-Foy. Elle est offerte à l'abbaye Sainte-Foy de Conques vers 1092, et des moines bénédictins ouvrent un prieuré.
Les Hohenstaufen deviennent rapidement la dynastie dominante du Saint-Empire, dont ils accèdent au trône en 1152. Le prieuré possède donc des mécènes très riches et puissants. Le prieur est le véritable chef de la ville. Ainsi, bien que Sélestat forme une paroisse indépendante du prieuré bénédictin, son curé a très peu de droits. Le pouvoir des Hohenstaufen s'effrite toutefois à la fin du XIIe siècle, et par là, l'hégémonie des bénédictins sur la vie locale. Profitant du déclin du prieuré Sainte-Foy, les laïcs réduisent peu à peu les pouvoirs du prieur et récupèrent ses privilèges. De la même façon, la paroisse de Sélestat se consolide et une grande église paroissiale gothique, plus imposante que l'église Sainte-Foy, est construite à partir des années 1220. Le prieur s'incline définitivement face aux bourgeois en 1416, et le prieuré finit par disparaître en 1424.

### Ville d'Empire et Décapole
Le Saint-Empire romain germanique en 1400.
Devenue une ville au Moyen Âge, Sélestat dépend du prieuré de Sainte-Foy dont le prieur partage son pouvoir avec le souverain du Saint-Empire à la suite d'un accord le 10 avril 1217 avec l'empereur Frédéric II. Celui-ci est conscient de la perte de prestige des Hohenstaufen au XIIe siècle et octroie par conséquent plus de pouvoir à certaines villes afin de conserver leur fidélité. Le prieur cède l'intégralité de ses droits de juridiction sur la cité à Rodolphe Ier lors d'un nouvel accord le 22 novembre 1281. Sélestat accède alors au statut de « ville d'Empire » et devient un état du Saint-Empire à part entière. La ville impériale de Sélestat se dote de remparts, ses serfs et ses colons deviennent libres, et elle peut percevoir elle-même la plupart des impôts. En 1292, l'empereur Adolphe Ier accorde une constitution à la ville. Ce document, plusieurs fois amendé, régente la vie politique locale jusqu'en 1789. Selon cette constitution, la ville est administrée par un conseil de bourgmestres, de conseillers et de maîtres-jurés qui représentent les corporations. Ces corporations regroupent les habitants selon leur profession, et l'adhésion est obligatoire.
Le statut de ville d'Empire garantit des libertés favorisant le commerce et la prospérité. Néanmoins, la situation de telles villes est parfois fragile, l'empire n'étant pas toujours capable de les défendre en cas de conflit. Ainsi, dix Villes d'Empire d'Alsace dont Sélestat décident de former une alliance en 1354, donnant naissance à la Décapole. Les villes se promettent assistance en cas de conflit. Le siège de l'alliance est fixé à Haguenau, mais les archives sont déposées à Sélestat, où les réunions ont lieu fréquemment, en raison de sa position centrale. Pendant les trois siècles qui suivent son établissement, la Décapole est marquée par une grande prospérité.
Après l'éviction des Bénédictins du pouvoir, la vie politique sélestadienne est menée par la noblesse. La bourgeoisie profite toutefois d'une querelle entre deux familles nobles en 1352 pour évincer l'aristocratie à son tour. Dès lors, la bourgeoisie contrôle totalement la ville.

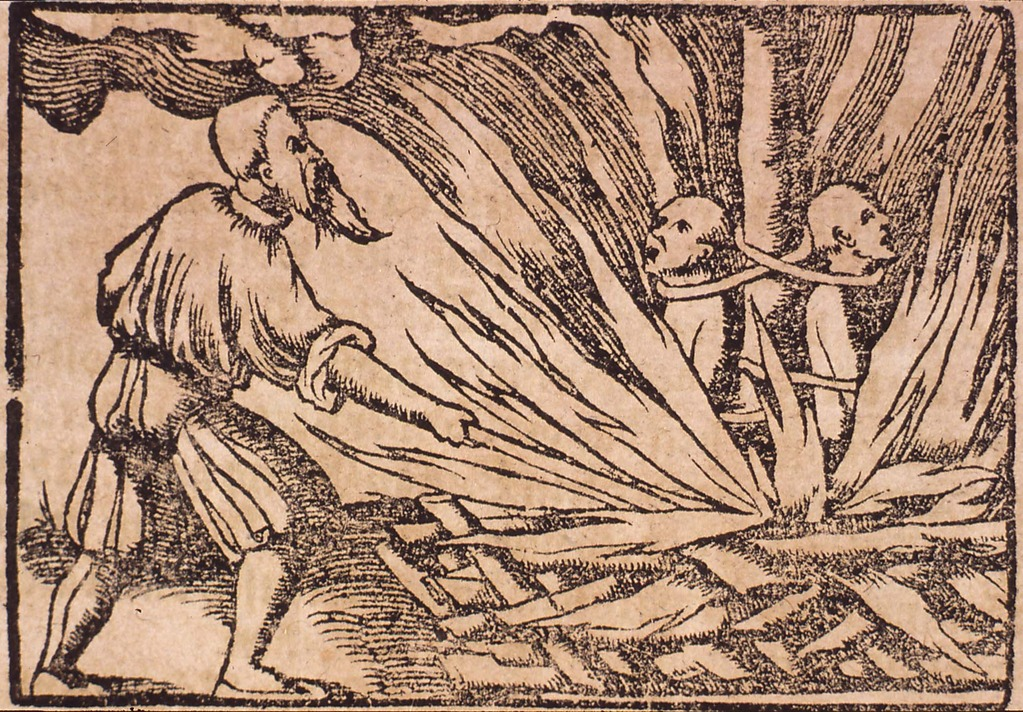
Deux juifs de Sélestat brûlés sur un bûcher lors du massacre de 1349.

La présence de Juifs à Sélestat est attestée par des documents écrits à partir du XIIe siècle. La communauté juive sélestadienne souffre régulièrement de persécutions au XIVe siècle, époque de la Peste noire. Des massacres sont ainsi menés en 1346 et en 1349, et les juifs sont expulsés de la ville. Ils sont autorisés à y revenir vers 1370.

#### Les hospitaliers, les  dominicains et les franciscains
Malgré la fermeture du prieuré bénédictin, la ville demeure un centre religieux. Elle compte un certain nombre d'établissements, fondés pour la plupart au XIIIe siècle, comme des dominicains, des hospitaliers de l'ordre de Saint-Jean de Jérusalem et des franciscains. Plusieurs abbayes extérieures à la ville, comme celle d'Ebersmunster, maintiennent aussi des résidences à Sélestat.

### Âge d'or et humanisme

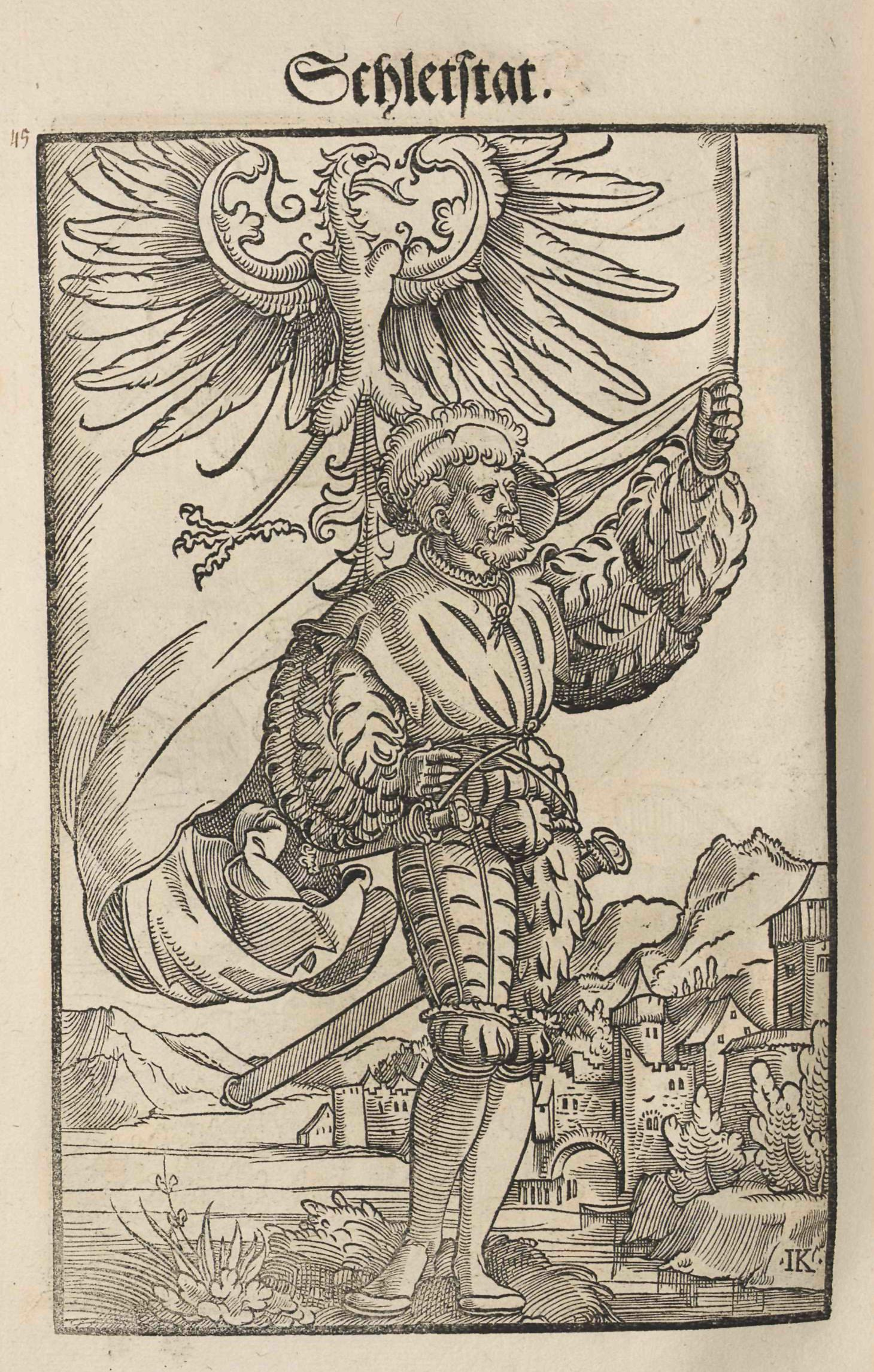
Gravure issue de Wapen des Heyligen Römischen Reichs Teutscher Nation, publié en 1545, représentant les armes de Sélestat (pendant la Renaissance, l'aigle remplaçait le lion).

L'octroi du statut de Ville d'Empire a entraîné une croissance démographique, nourrie par l'installation de gens venus des campagnes, qui trouvaient à Sélestat une protection en cas de conflit ainsi que des libertés et une situation propice à l'enrichissement. La première enceinte, devenue trop étroite, est remplacée par une deuxième en 1280, puis par une troisième au début du XVIe siècle. Sélestat acquiert un certain prestige militaire en 1444, au cours de la guerre de Cent Ans. L'Alsace est alors pillée par des Écorcheurs, anciens mercenaires des Armagnacs. Une milice sélestadienne parvient à vaincre une bande près de Lièpvre, tuant 300 hommes.
À la fin du Moyen Âge, la population sélestadienne peut être évaluée entre cinq et six mille habitants. Cela fait de Sélestat la quatrième ville d'Alsace, derrière Strasbourg (18 000 habitants), Colmar et Haguenau (5 000 habitants chacune). À la fin du Moyen Âge, il existe deux écoles à Sélestat : une en langue allemande, l'autre en langue latine, réservée aux garçons. La ville possède aussi un hôpital, d'abord construit pour porter secours aux plus pauvres, ainsi qu'une léproserie, construite hors les murs.

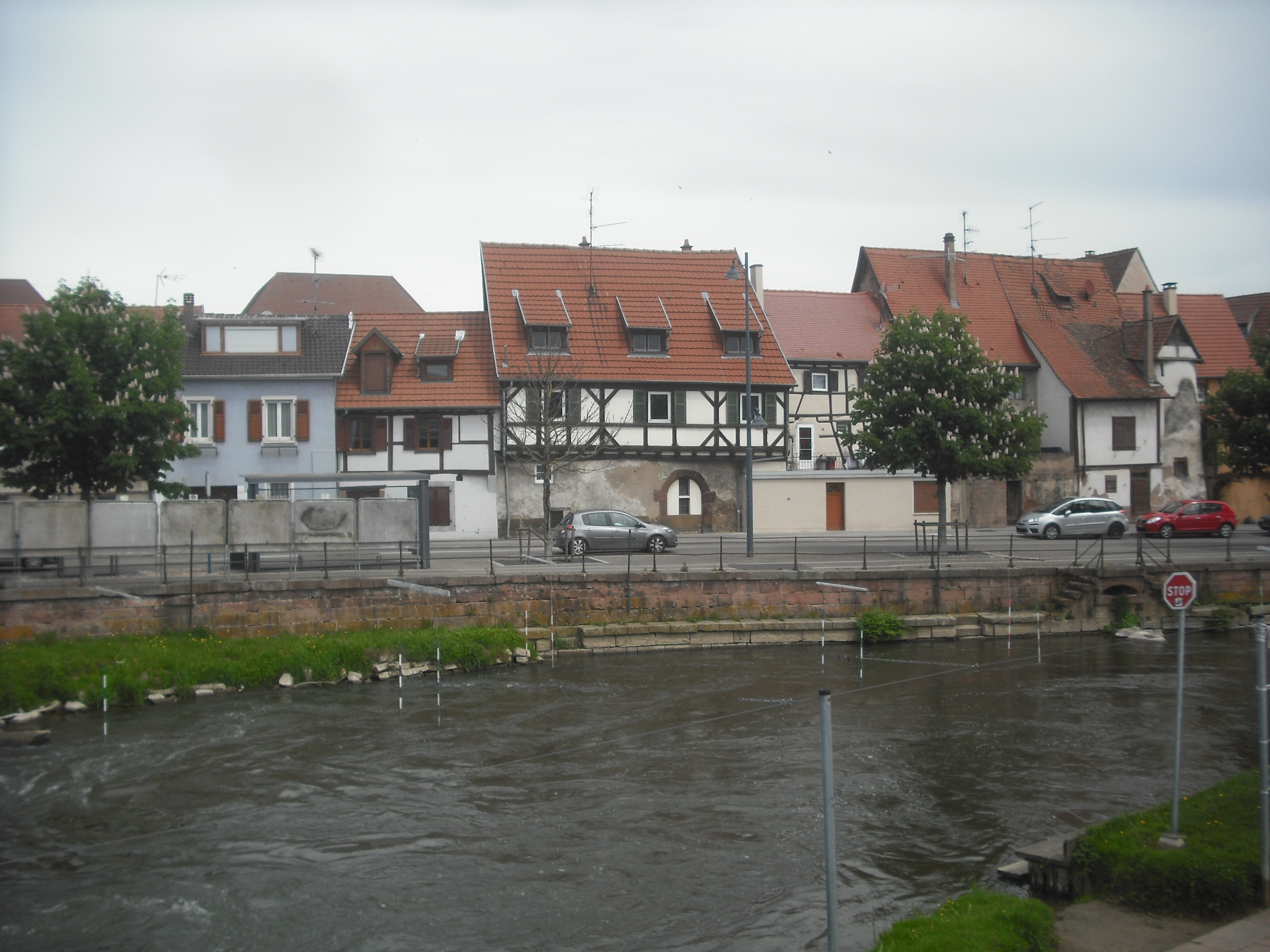
Site du port sur l'Ill à la Renaissance.

À cause d'un réseau routier dangereux et peu développé, le transport fluvial est prépondérant, cependant les nombreux marchés profitent de la situation de la ville sur le grand axe commercial qui remonte le Rhône puis descend le Rhin en passant le col du Saint-Gothard. Le port sur l'Ill voit transiter des produits très divers : foin, céréales, vin, poisson, verre, fer, sel, etc.. D'abord installé dans un méandre situé à l'emplacement de la place du Vieux-Port, le port rejoint le cours principal de l'Ill en 1398 à cause de l'ensablement du méandre. La prospérité économique, affirmée à partir du XIIe siècle, s'amplifie au cours des deux siècles suivants pour connaître son apogée vers 1500. À la fin du Moyen Âge, les activités liées à l'agriculture, la viticulture et la pêche dominent toujours.
La densité des échanges économiques, ainsi que la prospérité de la ville et de ses institutions expliquent le développement de l'humanisme de la Renaissance à Sélestat au milieu du XVe siècle. Celui-ci s'implante à partir de l'école latine, qui forme notamment Beatus Rhenanus, Mathias Schurer, Martin Bucer et Jacques Wimpfeling. Au début du XVIe siècle, elle jouit d'une grande réputation et compte près de mille élèves. Érasme, ami de Beatus Rhenanus, visite Sélestat à quatre reprises entre 1515 et 1522. L'école, de concert avec le curé de la ville, répand aussi largement les idées protestantes parmi la population sélestadienne. Cela occasionne des conflits avec les autorités municipales, fidèles à Rome. De son côté, la minorité juive est à nouveau chassée de la ville en 1477, avant d'obtenir le droit d'y revenir deux ans plus tard.

### Déclin

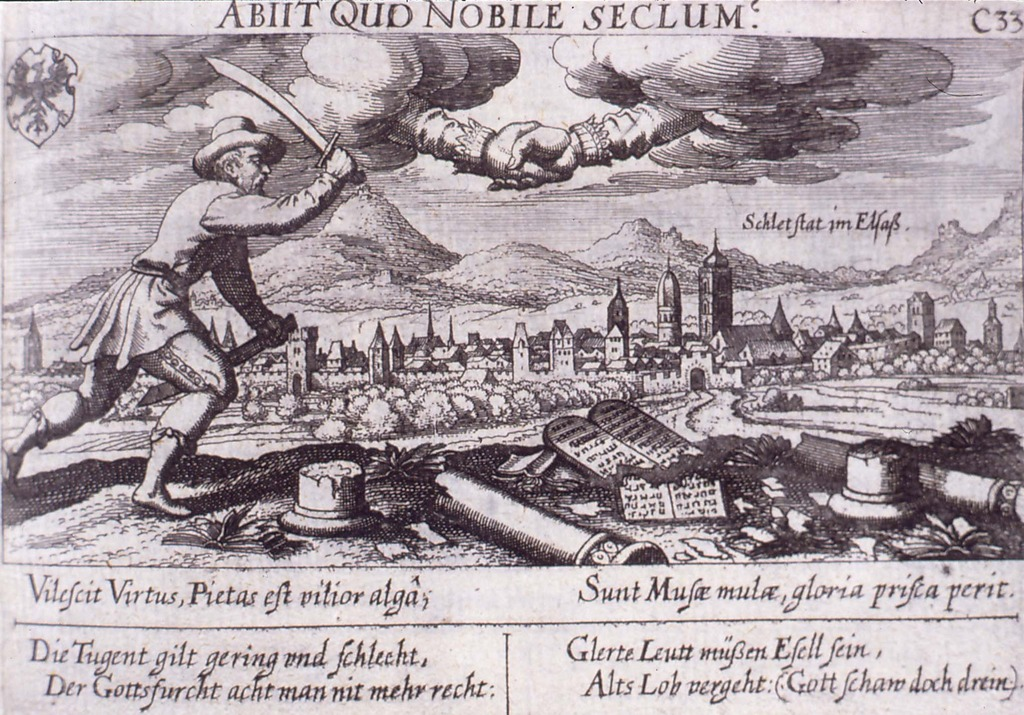
« Les temps illustres sont-ils passés ? », gravure du début du XVIIe siècle illustrant Sélestat avec des colonnes et les Tables de la Loi brisées au premier plan.

Dès les années 1520, l'école humaniste de Sélestat tombe en décadence, tandis que la puissance politique et économique de la ville s'affaiblit. Le Saint-Empire et l'Europe occidentale dans son ensemble connaissent alors d'importants troubles sociaux, principalement dus au développement du protestantisme, qui a pu être interprété comme un appel à la révolte contre l'ordre établi. La guerre des paysans est une des premières manifestations de ces troubles. Elle a lieu à partir du 20 avril 1525 en Alsace et elle se caractérise par des soulèvements populaires. L'ordre est rétabli à Sélestat au bout d'un mois, lorsque les insurgés sont défaits à Scherwiller par le duc de Lorraine. D'autres révoltes localisées ont lieu périodiquement par la suite, comme en 1534, lorsque la foule attaque les monastères de la ville. Par ailleurs, Sélestat souffre indirectement du départ de Mulhouse de la Décapole en 1515 et de l'arrivée de Landau en 1521. Cela déplace en effet le centre géographique de l'alliance vers le nord et Sélestat perd sa position centrale. Au cours du XVIe siècle, la ville entre dans une phase de récession qui s'affirme plus tard au XVIIe siècle, lors de l'annexion française. Par la suite, elle n'a jamais retrouvé le poids qu'elle a pu avoir en Alsace aux XVe et XVIe siècles.

### Rattachement au royaume de France

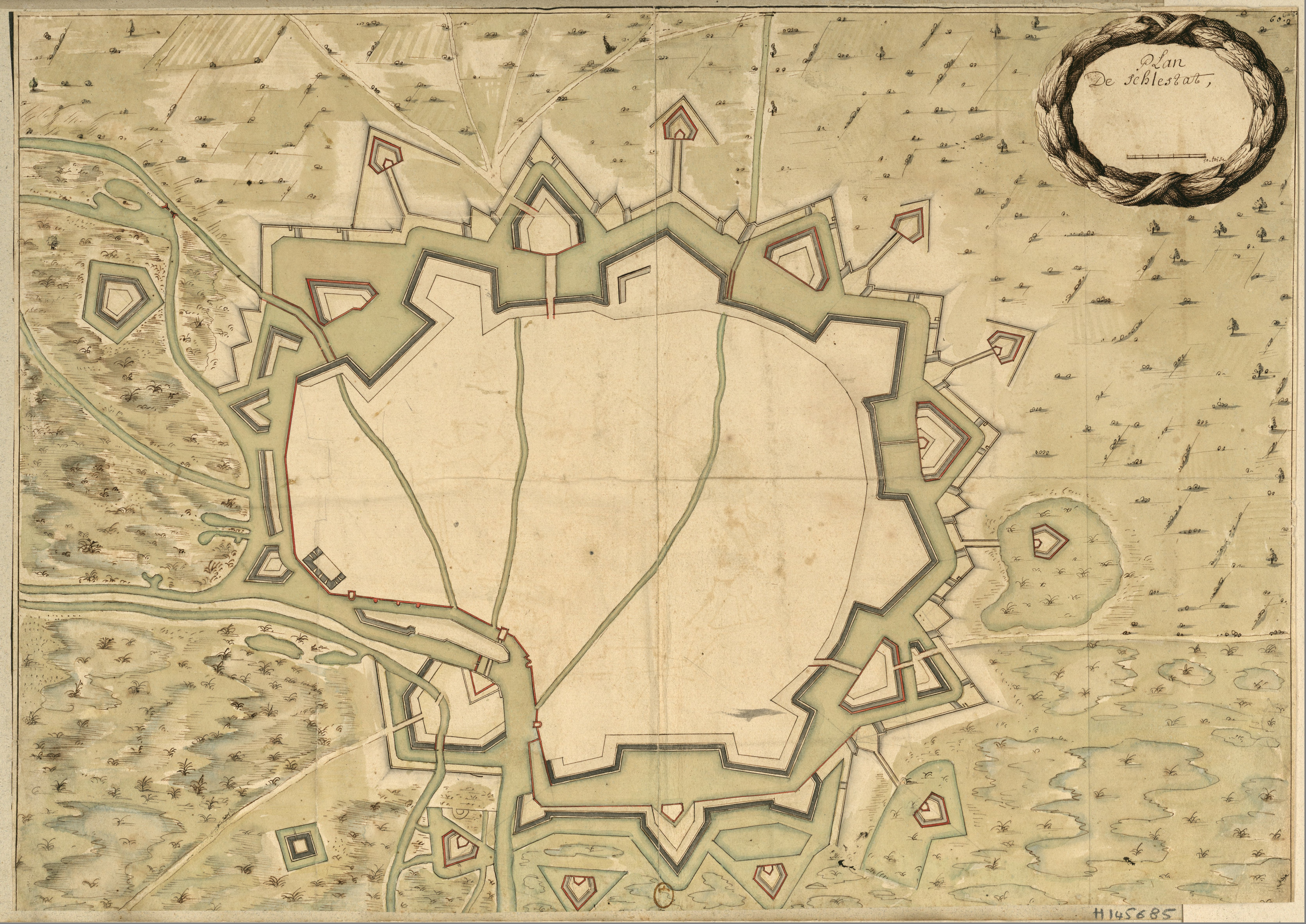
Plan des fortifications de Sélestat construites par Tarade et Vauban.

Sélestat est rattachée une première fois à la France au cours de la guerre de Trente Ans. Ce conflit, qui prolonge en bonne partie les guerres de religion du XVIe siècle, se déroule de 1618 à 1648 et concerne pratiquement tous les États européens. Sélestat est d'abord attaquée par les Suédois le 12 novembre 1632, après que ceux-ci eurent pris Benfeld. Les Sélestadiens ne se rendent que le 12 décembre. Le 14 octobre 1634, les Suédois laissent la ville à leurs alliés français. Le 23 octobre 1634 les troupes françaises commandée par le capitaine de Chastillon font leur entrée dans Sélestat. La population est alors majoritairement fidèle aux Habsbourg qui dirigent le Saint-Empire. L'annexion de Sélestat et du reste de la Décapole par le royaume de France est officialisée par les traités de Westphalie signés en 1648. Les villes de la Décapole conservent cependant leur immédiateté impériale vis-à-vis du Saint-Empire, et la France, affaiblie par la Fronde, n'est pas assez puissante pour imposer l'autorité de Louis XIV, alors mineur. Ainsi, en 1664, malgré une visite de Mazarin, la bourgeoisie de Sélestat prête serment à Léopold Ier du Saint-Empire.
La guerre de Hollande, qui a lieu de 1672 à 1678, oppose à nouveau la France au Saint-Empire et des combats ont lieu en Alsace. La situation de guerre permet aux Français d'imposer la destruction des remparts de Sélestat en 1673. Ce fait affirme symboliquement le contrôle royal sur la ville, car la défense des villes libres d'Empire ne relève normalement que de leur administration municipale. La destruction des remparts empêche aussi les Impériaux de se servir de la ville comme place forte au cas où ils reprendraient l'Alsace. Cela se produit effectivement en octobre 1674, mais ils sont chassés de la province en janvier 1675. Le traité de Nimègue, signé à l'issue de la guerre en 1679, met fin à la Décapole. De 1675 à 1691, Jacques Tarade puis Vauban construisent de nouvelles fortifications. La ville possède alors une grande importance stratégique, puisqu'elle se trouve aux frontières du royaume et participe ainsi à la « ceinture de fer ». L'atout stratégique de Sélestat réside principalement dans sa situation au débouché d'une vallée vosgienne ainsi qu'à une faible distance du Rhin. Par ailleurs, Strasbourg, mieux placée, n'a été prise par les Français qu'en 1681, et Sélestat a donc d'abord joué un rôle de substitution. La construction des remparts a nécessité le creusement du canal de Châtenois, ouvrage long de cinq kilomètres, qui permettait d'acheminer les pierres depuis la montagne. Abandonné en 1692, il a rapidement disparu.
Le titre de « ville libre » est maintenu par les Français, mais Sélestat et sa vie politique sont étroitement contrôlées par le pouvoir royal. Les finances municipales sont constamment en déficit et les institutions, comme dans la plupart des villes alsaciennes, sont affaiblies par des tensions sociales entre la grande bourgeoisie, qui contrôle toute la vie politique locale, et le reste de la population. L'économie sélestadienne est cependant soutenue par le rôle militaire de la ville et la présence d'une garnison d'au moins trois régiments. L'État français mène en Alsace une Contre-Réforme destinée à réimposer définitivement la religion catholique. Des jésuites, des recollets et des capucins s'installent dans la ville au cours du XVIIe siècle, tandis que les juifs en sont expulsés en 1642.
Louis XIV visite la ville en 1681 et 1683 puis Louis XV en 1744.

### De 1789 à 1870

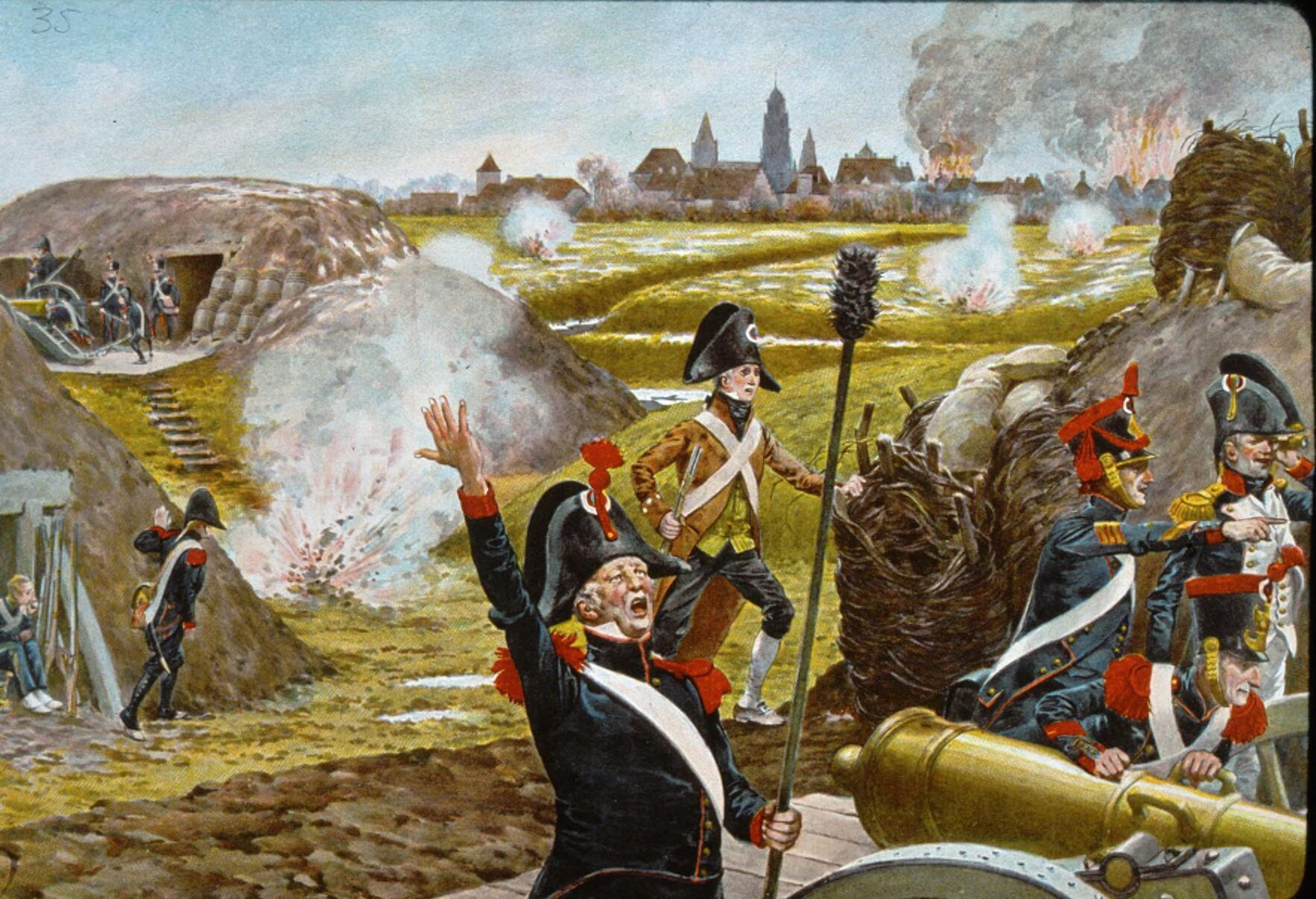
Le siège de Sélestat en 1814 illustré par Frédéric Régamey en 1905.

En 1789, au début de la Révolution française, Sélestat est toujours soumise à de fortes tensions sociales, aggravées par des scandales de corruption. Le syndic Dominique Herrenberger, réformateur, tente d'obtenir la démission des bourgmestres, sans succès. L'administration locale est finalement supprimée en 1790, lors de la création des communes. L'atmosphère reste toutefois troublée. La ville est très religieuse, et seule une petite partie de la population adhère aux idées révolutionnaires. La situation alimentaire est fragile et aggravée par le passage continuel des armées. La réorganisation territoriale révolutionnaire affirme la perte d'importance de la ville depuis le XVIe siècle : Sélestat ne devient pas chef-lieu de district en 1790, ni chef-lieu d'arrondissement en 1800. Elle est en effet intégrée au district de Benfeld puis à l'arrondissement de Barr (la sous-préfecture est cependant déplacée de Barr à Sélestat en 1806). En outre, à la création des départements du Bas-Rhin et du Haut-Rhin en 1790, la ville s'est retrouvée en marge des deux et coupée de Colmar avec laquelle elle avait des liens importants.

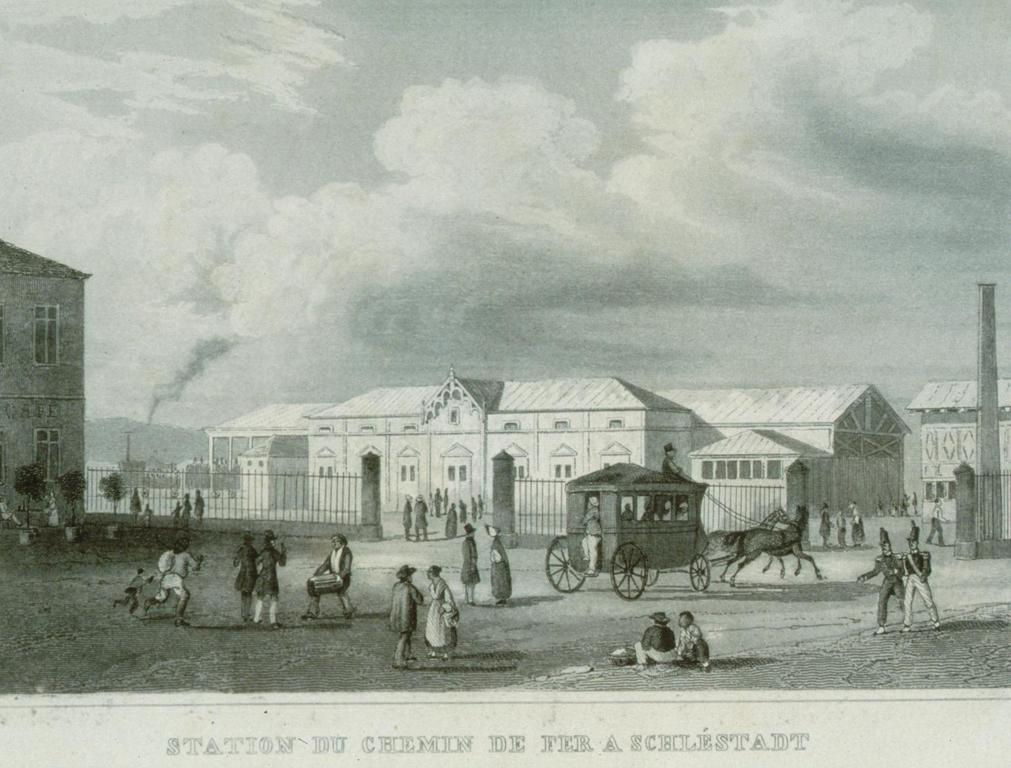
La gare de Sélestat en 1842, peu après son ouverture.

Sous le Premier Empire, la situation se calme, mais les finances municipales restent désastreuses. Sélestat souffre des Guerres napoléoniennes. En 1813, ses actes de décès indiquent la mort de 536 soldats, tués au cours de la campagne de Russie. L'année suivante, la ville est assiégée par les Bavarois, mais elle ne tombe pas, malgré des bombardements, plusieurs centaines de morts et une épidémie de typhus. En 1815, après la bataille de Waterloo, Sélestat subit un blocus conduit par des Wurtembergeois, des Saxons et des Autrichiens pendant deux mois.
L'industrie apparaît de façon assez précoce. En 1800, Sélestat compte déjà un certain nombre de petits établissements, comme une tuilerie, une scierie, douze tanneries et onze moulins, servant surtout à la production de farine. La production de toiles métalliques pour la papeterie, bien implantée à Sélestat depuis le XVIIIe siècle, connaît un essor important grâce aux avancées technologiques dans le domaine de l'imprimerie. Trois usines de toiles apparaissent ainsi au début du XIXe siècle. Elles représentent alors l'essentiel de la production industrielle de la ville. Au cours du XIXe siècle, Sélestat ne devient cependant pas un grand centre industriel, confirmant définitivement son rôle de ville moyenne. D'ailleurs, la construction de la ligne de Strasbourg-Ville à Saint-Louis en 1840 n'entraîne pas d'essor important. La stagnation économique et démographique est en grande partie due aux fortifications, qui empêchent l'extension urbaine. En 1828, Charles X passe à Sélestat puis Louis Philippe en 1831 et Louis-Napoléon Bonaparte en 1850.

### Depuis 1870

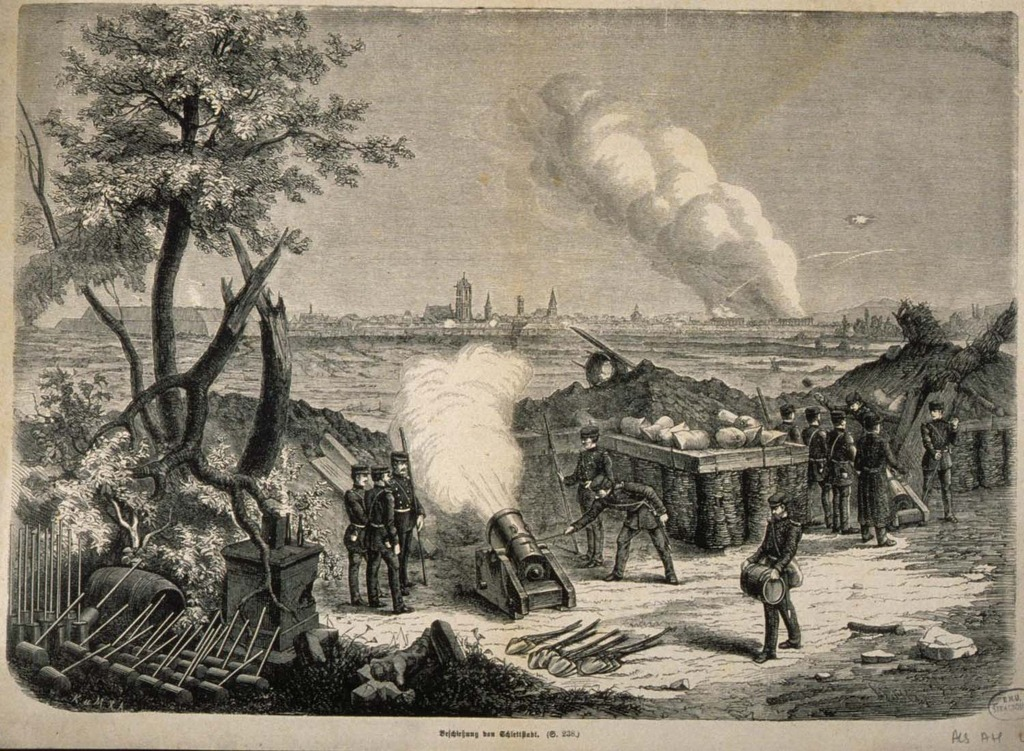
L'attaque allemande sur Sélestat en 1870.

Lors de la guerre franco-prussienne de 1870, les États allemands belligérants prennent progressivement de nombreuses villes du nord-est de la France. Ainsi, Strasbourg tombe le 28 septembre. Investie le 20 octobre, Sélestat est bombardée par 10 000 obus du 23 au 24 octobre qui font une cinquantaine de morts. La ville est en grande partie incendiée et les 2 000 hommes et 120 canons qui y stationnent doivent capituler. Le traité de Francfort, signé en 1871, donne l'Alsace et la Moselle au nouvel Empire allemand. De nouveaux services administratifs, militaires et scolaires sont ouverts, notamment l'école normale, mais l'industrie locale ne se développe pas vraiment.
En 1874, après un accord entre la municipalité et l'administration militaire allemande, la destruction des remparts commence. Cela permet à la ville de s'étendre et un nouveau quartier, moderne et aéré, est construit hors de l'emprise des anciens murs, comme à Strasbourg et à Metz.
Sélestat ne renoue avec la croissance économique et démographique qu'au cours du XXe siècle, et principalement après la Seconde Guerre mondiale. Sa population double presque entre 1946 et 1999, alors qu'elle a stagné autour de 10 000 habitants tout au long du XIXe siècle et du début du XXe siècle. Les deux guerres mondiales ont occasionné un grand nombre de morts : près de mille Sélestadiens meurent au cours de la Première Guerre mondiale et 256 sont tués au cours de la Seconde Guerre mondiale, qui occasionne aussi des attaques aériennes sur la ville lors de sa libération, qui dure de décembre 1944 à février 1945. La commune reçoit d'ailleurs la Croix de guerre 1914-1918 et la Croix de guerre 1939-1945. Comme le reste de l'Alsace, elle redevient française en 1918 avant d'être incluse dans le Troisième Reich de juillet 1940 à 1945, dans le cadre de l'annexion de fait qui affecte le Haut-Rhin, le Bas-Rhin et la Moselle.
Sélestat reçoit les visites des présidents de la République Raymond Poincaré en 1918 et 1919, Alexandre Millerand en 1923, Vincent Auriol en 1948, le général de Gaulle en 1959 et Valéry Giscard d'Estaing en 1976.
L'ouverture des usines de la Société alsacienne d'aluminium et de Celluloïd pendant l'entre-deux-guerres, puis la création d'une première zone d'activités après 1945 font de la ville un véritable centre industriel. La croissance économique est cependant freinée au cours des années 1960 et 1970, lorsque Strasbourg et Colmar s'affirment comme grands pôles régionaux et lorsque Sélestat perd une bonne part de son carrefour ferroviaire avec la fermeture de lignes secondaires. À partir de la fin des années 1970, le secteur tertiaire devient prépondérant, avec l'ouverture d'établissements scolaires, d'un nouvel hôpital et d'une seconde zone d'activités, qui accueille surtout des petites entreprises artisanales et de commerce.

## Politique et administration

### Situation administrative

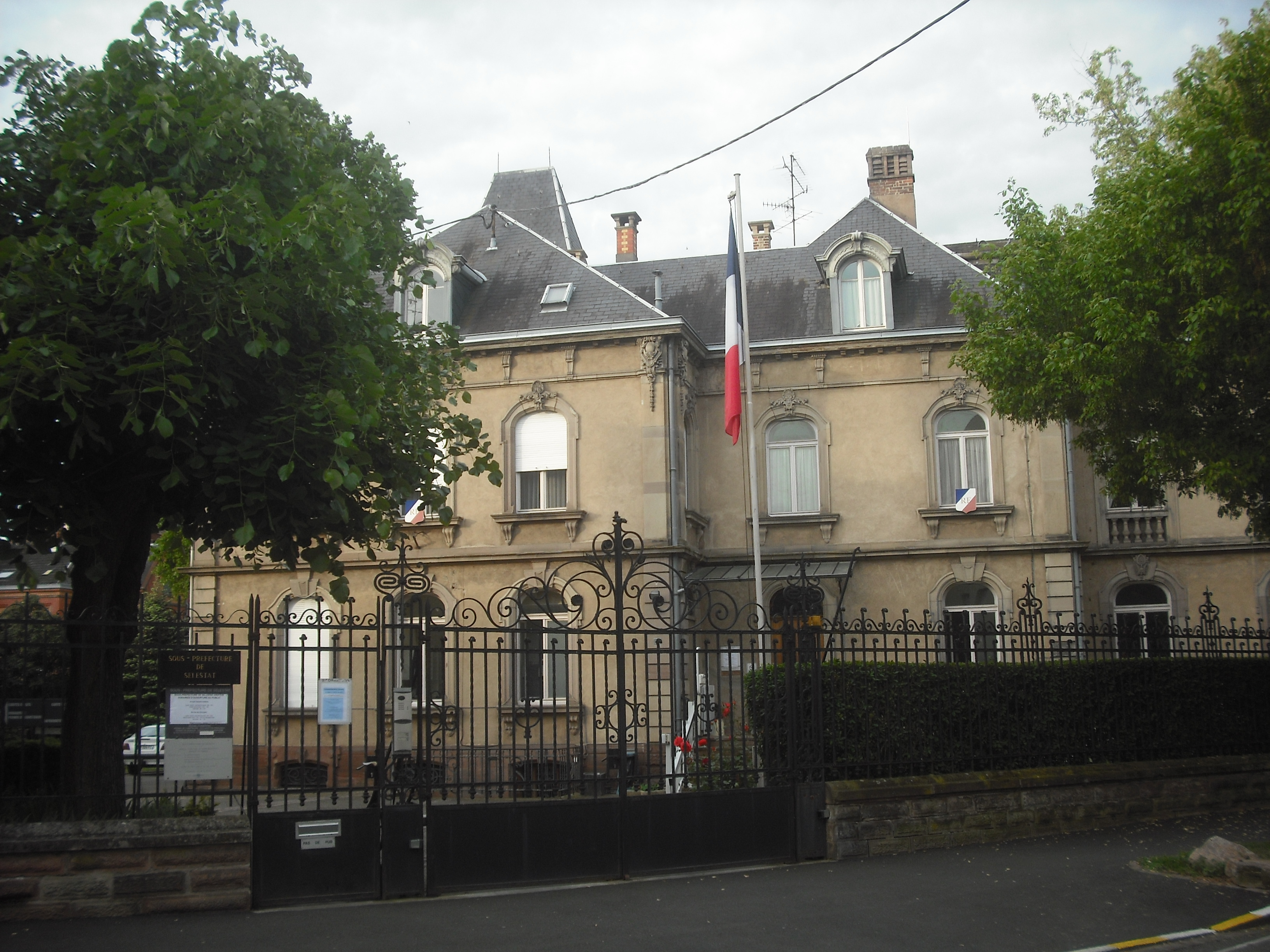
La sous-préfecture.

D'un point de vue administratif, Sélestat est l'une des six sous-préfectures du département du Bas-Rhin, en tant que chef-lieu de l'arrondissement de Sélestat-Erstein. Elle est aussi chef-lieu du canton de Sélestat, qui compte selon le redécoupage cantonal de 2014 29 communes, issues de la fusion des deux cantons de Sélestat et Marckolsheim.
Sélestat est membre de la communauté de communes de Sélestat, dont elle est le siège, et qui compte douze communes. Cette intercommunalité a été créée en 1995 et elle remplace un syndicat intercommunal à vocations multiples qui existait depuis 1969 et qui rassemblait ces mêmes douze communes. La commune se trouve également dans le pays de l'Alsace centrale, qui regroupe huit communautés de communes et qui fonctionne selon la loi Voynet de 1999. Sélestat est sa ville principale ainsi que son siège.
Sélestat relève de la 5e circonscription législative du Bas-Rhin, dont le député est Antoine Herth depuis les élections de 2012.

### Tendances politiques et résultats
Les électeurs de Sélestat, comme ceux de l'Alsace en général, favorisent le plus souvent la droite, comme le laissent apparaître les résultats des dernières consultations. Les Sélestadiens ont cependant élu un maire socialiste en 1989, tout comme les électeurs de Strasbourg et de Mulhouse la même année.
À l'élection présidentielle de 2012, le taux de participation au premier tour était de 79,51 %, Nicolas Sarkozy (UMP) obtenait 28,89 % des suffrages, devançant François Hollande (PS) avec 23,88 %, Marine Le Pen (FN) avec 20,38 % et François Bayrou (MoDem) avec 11,59 %. Le résultat du second tour confirmait celui du premier, Nicolas Sarkozy arrivant une nouvelle fois en tête (56,27 %) devant François Hollande (43,73 %), pour un taux de participation relativement stable (80,19 %).
Aux élections législatives de 2012, le député sortant Antoine Herth (UMP), est arrivé en tête au premier tour avec 44,02 % des voix, devant Daniel Ehret (Verts) avec 29,32 %. Le second tour confirma cette tendance, Antoine Herth devançant Daniel Ehret (58,51 % contre 41,49 %) comme sur l'ensemble de la circonscription.

### Administration municipale
Le nombre d'habitants au dernier recensement étant compris entre 10 000 et 19 999, le nombre de membres du conseil municipal est de 33.
Depuis les élections municipales de 2014, vingt-six sièges sont pourvus par les élus de la liste divers droite « Sélestat, ville de progrès », qui a recueilli 51,39 % des suffrages au second tour. Les deux groupes d'opposition sont « De l'énergie pour Sélestat », divers gauche, qui compte quatre élus, ainsi que « Sélestat 2014, changeons d'allure ! », liste d'union de la gauche, qui obtient trois sièges. Dix-sept femmes sont actuellement membres du conseil municipal.

### Liste des maires
La plupart des maires de Sélestat n'ont effectué qu'un seul mandat et huit maires différents se sont ainsi succédé depuis 1945. Le Dr Maurice Kubler a effectué trois mandats, en poste de 1965 à 1983. Marcel Bauer, le maire actuel, est élu pour son quatrième mandat, en 2001, 2008, 2014 et 2020. Les dernières décennies ont été marquées par le décès de deux maires au cours de leur mandat, François Kretz en décembre 1987 et Gilbert Estève en juin 1996.
| Période      | Période                   | Identité        | Étiquette       | Qualité |
| ------------ | ------------------------- | --------------- | --------------- | --- |
| octobre 1945 | mai 1953                  | Joseph Klein    | MRP             | Cadre de la SALEC puis d'EDF, syndicaliste CFTC |
| mai 1953     | mars 1965                 | Albert Ehm      | MRP puis UNR    | Professeur de philosophie Député du Bas-Rhin (5e circ.) (1958 → 1978) Conseiller général de Sélestat (1949 → 1979) |
| mars 1965    | mars 1983                 | Maurice Kubler  | RI puis UDF-PR  | Chirurgien Président du SIVOM de Sélestat (1969 → 1983) |
| mars 1983    | décembre 1987 (décès)     | François Kretz  | UDF-PR          | Médecin Conseiller général de Sélestat (1980 → 1987) |
| janvier 1988 | mars 1989                 | Robert Weber    | UDF-PR          | Dirigeant d'un cabinet de consultant |
| mars 1989    | juin 1996 (décès)         | Gilbert Estève  | PS              | Magistrat Conseiller général de Sélestat (1988 → 1996) Conseiller régional d'Alsace (1986 → 1996) Vice-président du conseil régional d'Alsace (1992 → 1996) Président du SIVOM puis de la CC de Sélestat (1989 → 1996)                               |
| juin 1996    | mars 2001                 | Pierre Giersch, | PS              | Ingénieur des travaux ruraux retraité Vice-président du SIVOM de Sélestat et environs (1989 → 1996) Président de la CC de Sélestat (1996 → 2001) |
| mars 2001    | En cours (au 31 mai 2020) | Marcel Bauer    | RPR puis UMP-LR | Professeur de mathématiques retraité Conseiller général (1998 → 2015) puis départemental de Sélestat (2015 → 2021) Vice-président du conseil départemental (2015 → 2020) Président de la CC de Sélestat (2001 → 2020) Réélu pour le mandat 2020-2026 |

### Instances judiciaires  et sécurité

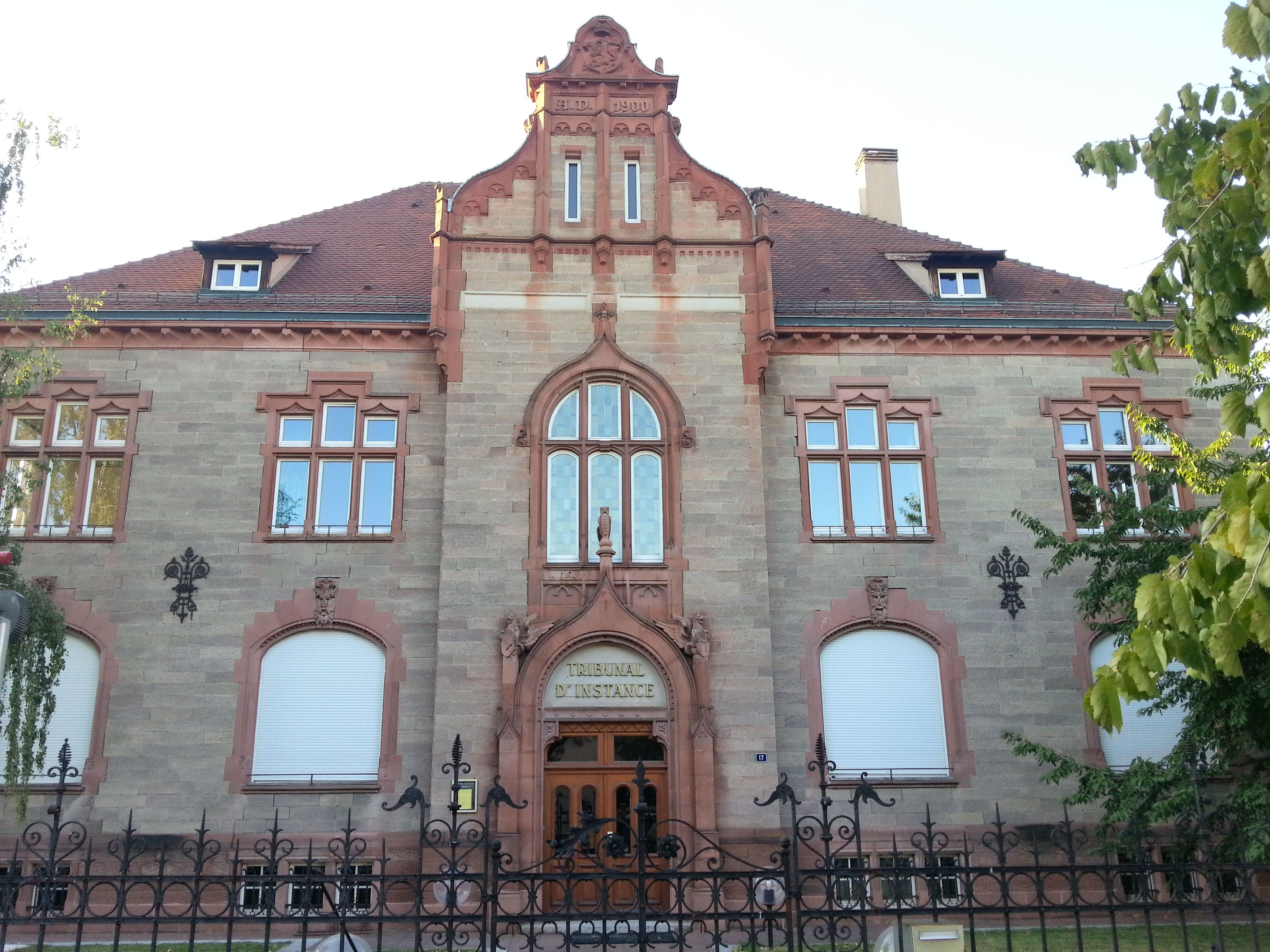
Le tribunal d'instance de Sélestat.

Sélestat possède un tribunal d'instance et un tribunal paritaire des baux ruraux, situés en bordure ouest de la vieille ville. Le tribunal d'instance dépend du tribunal de grande instance et de la cour d'appel de Colmar. La ville dépend par ailleurs du tribunal pour enfants et du conseil de prud'hommes de Colmar, de la cour d'assises et du tribunal administratif de Strasbourg, et de la cour administrative d'appel de Nancy.
Sélestat possède un commissariat de police municipale, un commissariat de police nationale, une gendarmerie, un escadron de gendarmerie mobile, stationné au quartier Cambours, ainsi qu'un bureau des douanes.
En 2008, selon l'Insee, Sélestat affiche un taux de criminalité de 75,96 actes pour 1 000 habitants, et elle se place ainsi à la 21e place parmi les autres villes de France de moins de 25 000 habitants. Le taux sélestadien pour 2008 est similaire à la moyenne nationale hors Paris, 77,26 ‰, ainsi qu'à celui d'autres petites villes comme Provins, Dinan ou Auch. Il est inférieur au taux de Strasbourg (81,32 ‰) et Mulhouse (87,71 ‰), mais cependant supérieur à celui de Colmar (70,61 ‰).

### Politique environnementale

#### Espaces naturels

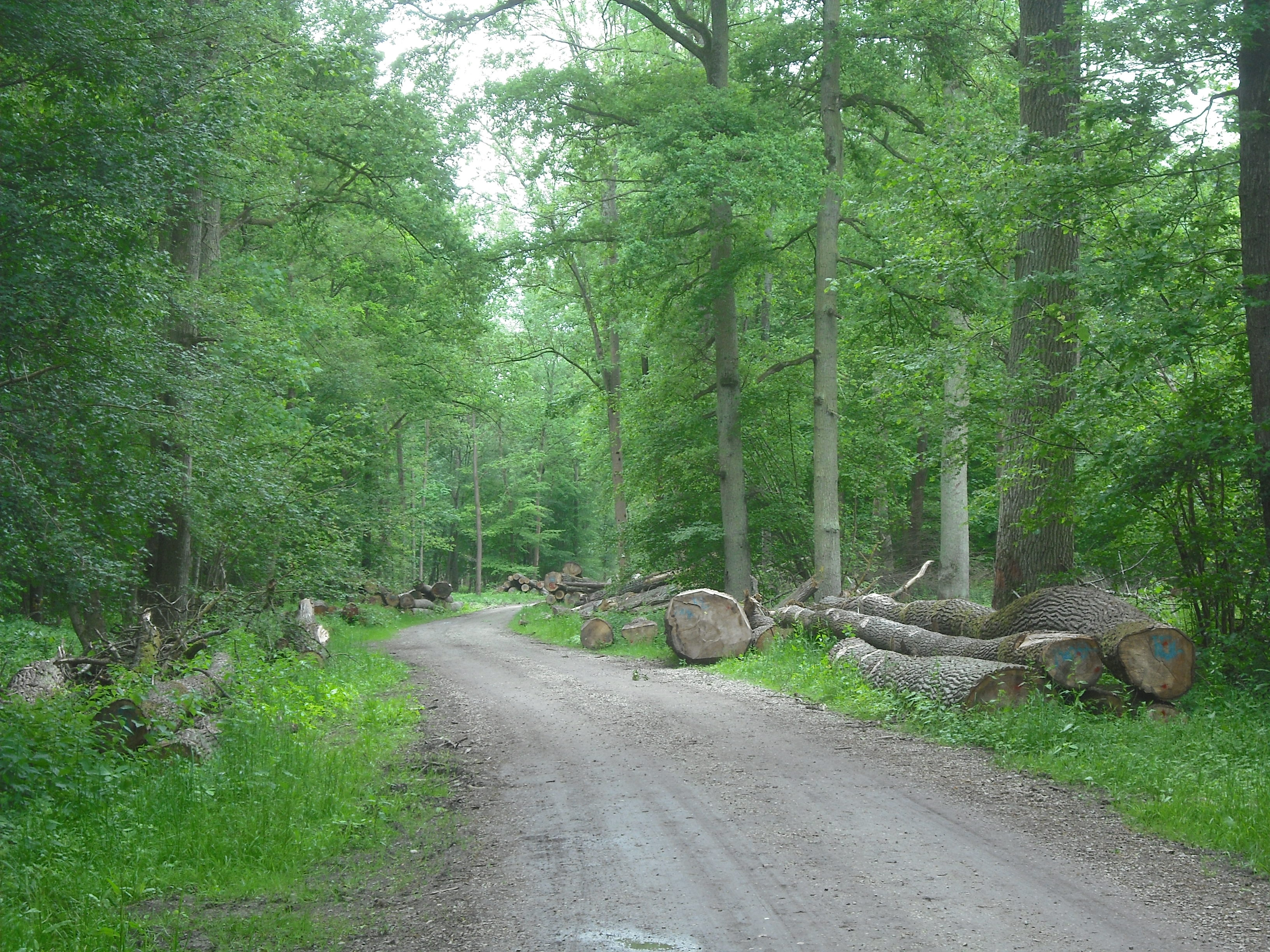
La forêt de l'Illwald.

Sélestat possède un patrimoine naturel à la fois riche et fragile et la politique environnementale de la municipalité vise principalement à protéger ce patrimoine. La ville gère par exemple la réserve naturelle régionale de l'Illwald ainsi que les forêts communales, avec le concours de l’Office national des forêts, ce qui implique l'exploitation du bois, la mise en place de plans de circulation, la conduite d'études hydrauliques, la restauration et l'entretien des cours d'eau, la lutte contre les espèces nuisibles et invasives, la sensibilisation du public avec par exemple la mise en place de sentiers de découverte, et la création de partenariats avec des associations de protection et du réintroduction d'espèces animales. Les forêts communales ont reçu le label PEFC.
La commune possède un plan pluriannuel pour la restauration du Ried, afin d'améliorer son équilibre hydraulique, menacé par l'artificialisation des cours d'eau. Des méandres, des épis, des îlots ou des talus ont ainsi été créés, et un ancien méandre de l'Ill a été restauré de manière expérimentale. La municipalité encourage enfin les activités agricoles traditionnelles dans les espaces ouverts du Ried, afin de conserver un milieu qui est devenu rare en Alsace depuis la généralisation de la culture du maïs.

#### Espaces verts

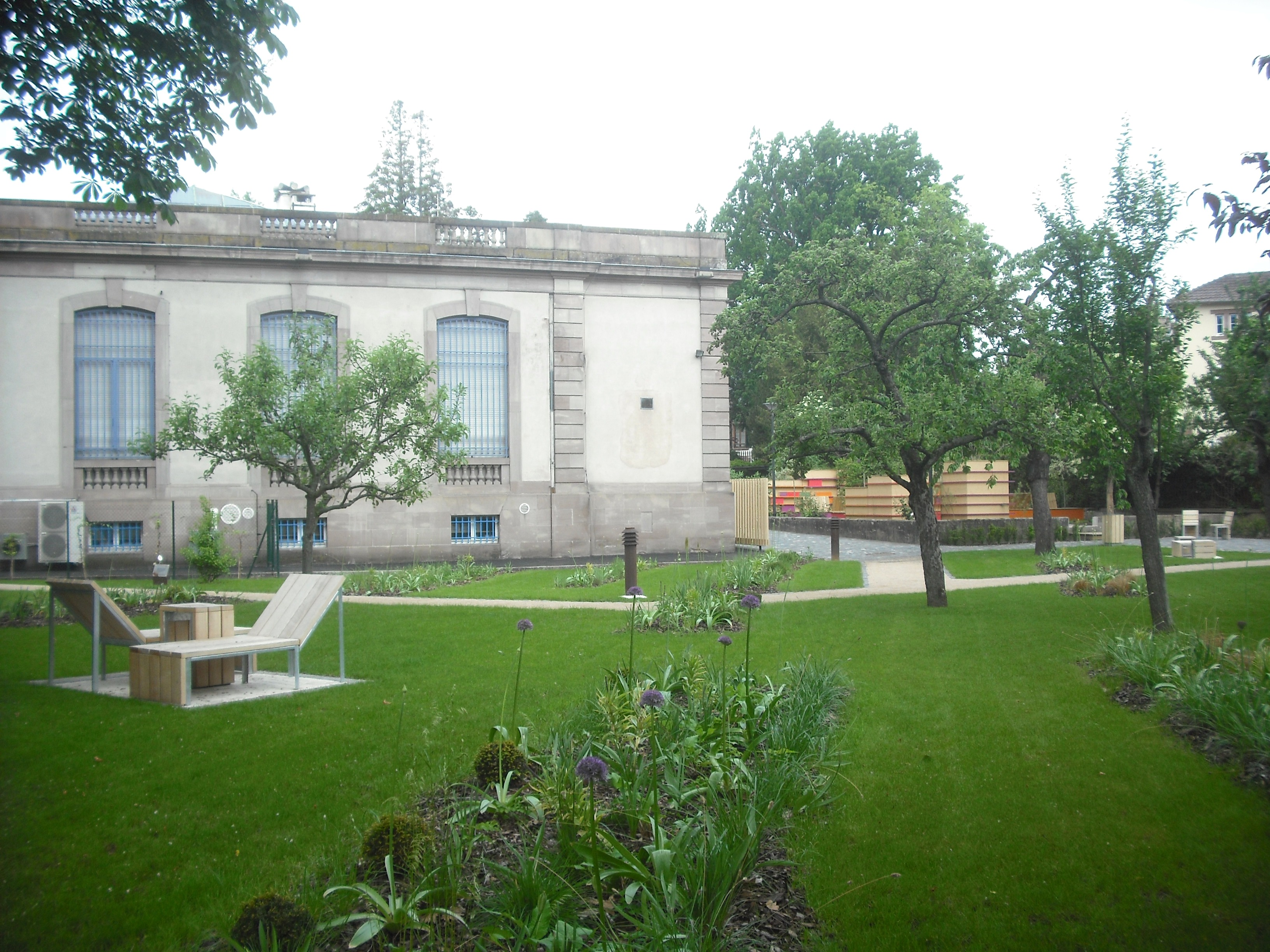
Le jardin Hortus-Beatus.

Parmi les espaces verts du centre-ville, il y a le parc des Remparts, dont l'aménagement doit s'étaler de 2012 à 2020, le jardin Hortus-Beatus, qui rend hommage à l'humaniste sélestadien Beatus Rhenanus, ouvert en 2014, et le jardin du Dahlia, qui devient en hiver le « jardin du Sapin ». Ce dernier espace rend ainsi hommage au corso fleuri de la ville ainsi qu'au sapin de Noël, dont la première mention écrite a été faite à Sélestat en 1521.
En outre, Sélestat compte plus de 4 000 arbres d'alignement représentant une centaine d'essences, 12 000 m2 de massifs de fleurs, plus de 13 235 m2 de rosiers et d'arbustes et 1 200 jardinières et vasques à fleurs. La production florale est entièrement effectuée dans les serres municipales.
Dans son palmarès 2013, le Conseil national des villes et villages fleuris de France a attribué trois fleurs à la commune au Concours des villes et villages fleuris.

#### Développement durable
Sélestat est engagée dans une politique de développement durable. La municipalité vise à réduire ses consommations énergétiques et son empreinte écologique, principalement en réduisant les produits phytosanitaires, en utilisant des produits écologiques pour ses activités et en constituant un parc municipal de véhicules à énergie alternative.
La collecte et la valorisation des déchets sont du ressort de la communauté de communes de Sélestat, qui adhère au Syndicat mixte de collecte et de traitement des ordures ménagères (SMICTOM) d'Alsace Centrale. La déchèterie la plus proche de Sélestat se trouve sur la commune voisine de Scherwiller. Le SMICTOM organise la collecte des déchets ménagers et des emballages recyclables en porte à porte et il met à disposition des conteneurs pour l'apport volontaire de verre, de papier, d'emballages et d'ordures ménagères. Les emballages recyclables sont envoyés au centre de tri de Scherwiller, où se trouve aussi une unité de compostage qui utilise des déchets ménagers et végétaux. Une partie des déchets ménagers est enfin envoyée à l'incinérateur de Strasbourg ou au centre de stockage de Châtenois.
Par ailleurs, l'ensemble des communautés de communes qui forment le pays d'Alsace centrale se sont engagées dans une dynamique de développement durable avec l'établissement d'un plan climat-énergie, visant à limiter la consommation d'énergie et la production de gaz à effet de serre. Les moyens d'action sont résumés dans un livre blanc rédigé en 2013.

### Jumelages
Au 23 mars 2016, Sélestat est jumelée avec :
- Montignies-sur-Sambre (Belgique) depuis 1959 (devenue une section de Charleroi en 1977[116]) ;
- Waldkirch (Allemagne) depuis 1966 ;
- Granges (Suisse) depuis 1988 ;
- Dornbirn (Autriche) depuis 2006.

## Population et société

### Démographie

#### Évolution démographique
L'évolution du nombre d'habitants est connue à travers les recensements de la population effectués dans la commune depuis 1793. Pour les communes de plus de 10 000 habitants les recensements ont lieu chaque année à la suite d'une enquête par sondage auprès d'un échantillon d'adresses représentant 8 % de leurs logements, contrairement aux autres communes qui ont un recensement réel tous les cinq ans,.
En 2022, la commune comptait 19 523 habitants, en évolution de +2,09 % par rapport à 2016 (Bas-Rhin : +3,17 %, France hors Mayotte : +2,11 %). Le maximum de la population a été atteint en 2006 avec 19 459 habitants.
Sélestat a été l'une des plus grandes villes d'Alsace du Moyen Âge à la fin du XVIIIe siècle. En 1801, elle était la troisième ville la plus peuplée derrière Strasbourg et Colmar, avec 7 375 habitants. Mulhouse et Haguenau étaient légèrement plus petites, avec respectivement 7 197 et 7 009 habitants. Sélestat a définitivement perdu sa place de grande ville au cours du XIXe siècle. À cette époque, les remparts et la fonction militaire de la ville ont empêché l'étalement urbain et Sélestat n'est pas devenue un pôle d'attraction lors de l'exode rural, très important après 1850 en France, au contraire de villes comme Strasbourg, Mulhouse, Colmar, Saverne, Haguenau ou encore Guebwiller. Ainsi, de 1851 à 1936, la croissance démographique a été inférieure à 10 % à Sélestat, alors qu'elle a bondi de 43 % à Saverne et 101 % à Haguenau. Par ailleurs, la ville semble avoir atteint un seuil de surpeuplement au cours des années 1830. En effet, jusqu'à la destruction de l'enceinte en 1874, 10 000 habitants vivaient sur seulement 32 hectares.
La commune a finalement connu une augmentation significative de sa population après la Seconde Guerre mondiale. Elle est ainsi passée de 11 363 habitants en 1936 à 19 181 en 2009. Cependant, cette hausse n'a pas permis à la ville de retrouver son envergure passée. Contrairement à la tendance observée dans la France entière, la forte croissance d'après 1945 n'est pas due d'abord aux flux migratoires, qui n'ont été responsables que de 20 à 40 % de la hausse jusqu'aux années 1960, mais à un mouvement naturel particulièrement élevé qui a duré jusqu'aux années 1970. Ainsi, de 1968 à 1975, la commune a un taux de natalité de 20,1 ‰ (taux national : 16,9 ‰), alors que le taux de mortalité s'élève à 10,8 ‰ (taux national identique). Après 1975, le taux de natalité baisse à 16 ‰ puis tombe à 14,8 ‰ pour la période 1999-2009 (France entière : 13 ‰). Le solde migratoire, légèrement négatif de 1968 à 1990, était évalué à +0,5 % sur la période 1999-2009. L'ensemble du centre de l'Alsace lui-même est resté peu attractif jusqu'aux années 1990, car il se situait en marge des aires urbaines de Colmar et Strasbourg. Depuis, il connaît une hausse démographique, qui s'explique principalement par l'extension de l'influence de Strasbourg.
| 1793  | 1800  | 1806  | 1821  | 1831  | 1836  | 1841  | 1846  | 1851   |
| ----- | ----- | ----- | ----- | ----- | ----- | ----- | ----- | ------ |
| 6 907 | 7 464 | 8 068 | 9 070 | 9 646 | 9 700 | 8 634 | 9 844 | 10 365 |

| 1856  | 1861   | 1866   | 1871  | 1875  | 1880  | 1885  | 1890  | 1895  |
| ----- | ------ | ------ | ----- | ----- | ----- | ----- | ----- | ----- |
| 9 950 | 10 184 | 10 040 | 9 307 | 9 088 | 8 979 | 9 172 | 9 418 | 9 304 |

| 1900  | 1905  | 1910   | 1921  | 1926   | 1931   | 1936   | 1946   | 1954   |
| ----- | ----- | ------ | ----- | ------ | ------ | ------ | ------ | ------ |
| 9 336 | 9 699 | 10 604 | 9 943 | 10 165 | 10 959 | 11 363 | 10 722 | 11 705 |

| 1962   | 1968   | 1975   | 1982   | 1990   | 1999   | 2006   | 2011   | 2016   |
| ------ | ------ | ------ | ------ | ------ | ------ | ------ | ------ | ------ |
| 13 818 | 14 635 | 15 248 | 15 112 | 15 538 | 17 179 | 19 459 | 19 181 | 19 124 |

| 2021   | 2022   | - | - | - | - | - | - | - |
| ------ | ------ | - | - | - | - | - | - | - |
| 19 300 | 19 523 | - | - | - | - | - | - | - |

#### Pyramide des âges
En 2018, le taux de personnes d'un âge inférieur à 30 ans s'élève à 35,6 %, soit en dessous de la moyenne départementale (35,9 %). À l'inverse, le taux de personnes d'âge supérieur à 60 ans est de 25,2 % la même année, alors qu'il est de 24,5 % au niveau départemental.
En 2018, la commune comptait 9 365 hommes pour 9 995 femmes, soit un taux de 51,63 % de femmes, légèrement supérieur au taux départemental (51,36 %).
Les pyramides des âges de la commune et du département s'établissent comme suit.
| Hommes | Classe d’âge | Femmes |
| ------ | ------------ | ------ |
| 0,3    | 90 ou +      | 1,5    |
| 6,4    | 75-89 ans    | 9,1    |
| 16,0   | 60-74 ans    | 16,9   |
| 19,9   | 45-59 ans    | 20,5   |
| 19,6   | 30-44 ans    | 18,4   |
| 20,8   | 15-29 ans    | 18,1   |
| 17,0   | 0-14 ans     | 15,5   |

| Hommes | Classe d’âge | Femmes |
| ------ | ------------ | ------ |
| 0,6    | 90 ou +      | 1,6    |
| 6,6    | 75-89 ans    | 8,7    |
| 16,2   | 60-74 ans    | 16,7   |
| 20,7   | 45-59 ans    | 20     |
| 19     | 30-44 ans    | 18,8   |
| 19,5   | 15-29 ans    | 18,5   |
| 17,5   | 0-14 ans     | 15,7   |

#### Ménages
En 2009, la commune comptait 8 367 ménages. La part de ménages d'une seule personne, 33,8 %, était semblable à la moyenne nationale, 33,6 %, tout comme la proportion de ménages avec famille, 64,1 % à Sélestat et 63,8 % dans la France entière.
| Ménages de :          | 1 personne | 2 pers. | 3 pers. | 4 pers. | 5 pers. | 6 pers. ou + |
| --------------------- | ---------- | ------- | ------- | ------- | ------- | ------------ |
| Sélestat              | 35,5 %     | 33,0 %  | 14,5 %  | 10,9 %  | 3,9 %   | 2,0 %        |
| France métropolitaine | 33,7 %     | 33,0 %  | 14,6 %  | 12,3 %  | 4,6 %   | 1,7 %        |
| Sources des données:' |            |         |         |         |         |              |

### Enseignement

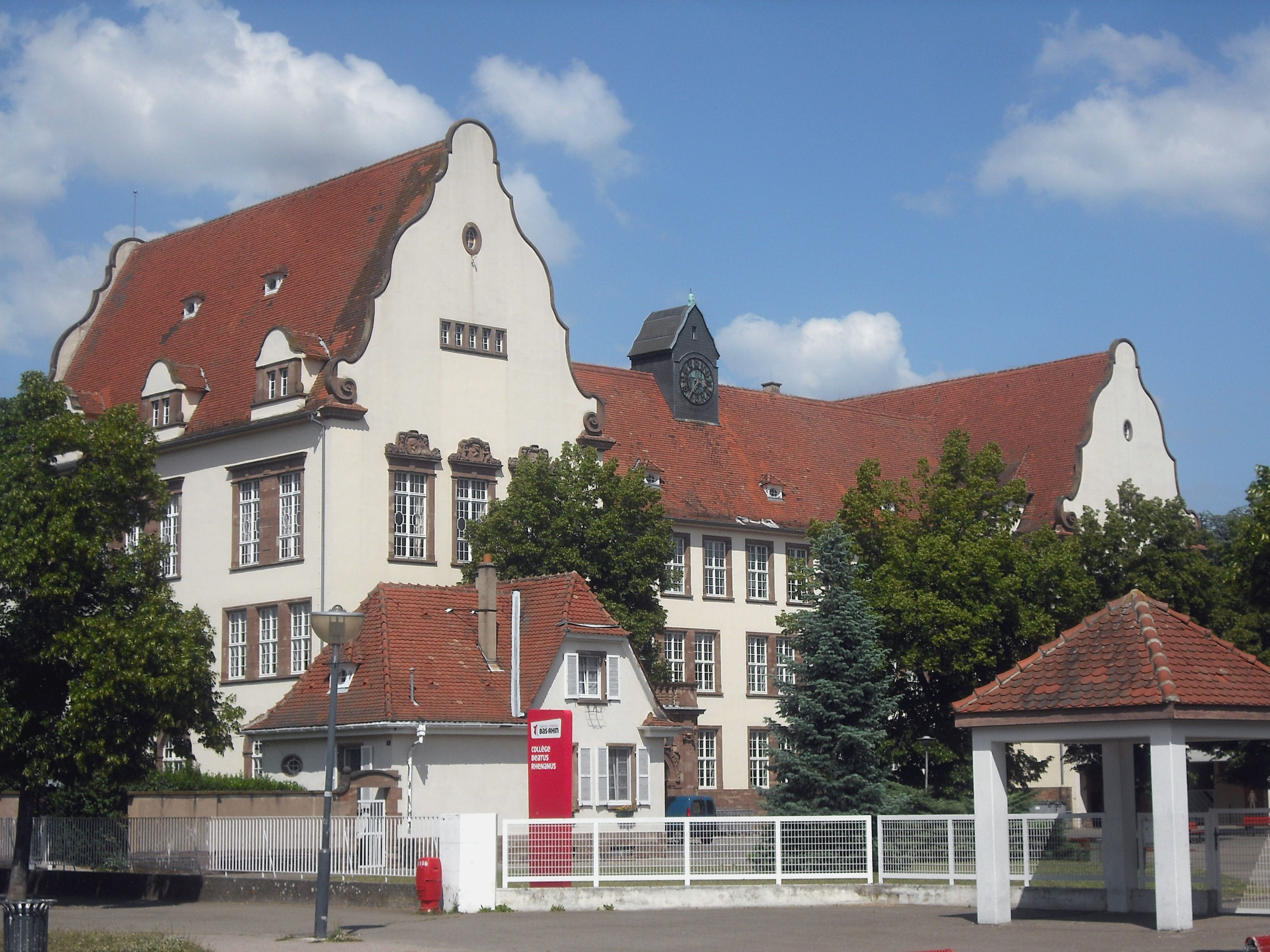
Le lycée Docteur-Koeberlé.

Sélestat est située dans l'académie de Strasbourg.
La commune compte sept écoles maternelles : les écoles Froebel, Oberlin, Pestalozzi, Schuman et Wimpfeling ; ainsi que quatre écoles élémentaires : l'école du Centre, du Quartier-Ouest, Jean-Monnet et Sainte-Foy. Tous ces établissements sont publics.
Sélestat possède également deux collèges, Beatus-Rhenanus et Jean-Mentel, ainsi que trois lycées. Docteur-Koeberlé est un lycée d'enseignement général et technologique, Jean-Baptiste-Schwilgué est général et professionnel industriel, et Schweisguth est un lycée professionnel économique et un centre de formation d'apprentis (CFA).
Sélestat a enfin une école supérieure du professorat et de l'éducation dépendant de l'Université de Strasbourg.
Le Centre de formation des musiciens intervenants, CFMI de Sélestat, composante de la faculté des Arts de l'Université de Strasbourg dispense le Diplôme Universitaire de Musicien Intervenant. Il est domicilié boulevard de Nancy, dans le bâtiment de l'ancien hôpital civil.

### Établissements culturels

Le FRAC d'Alsace.

La plupart des établissements culturels de Sélestat sont regroupés sur la rive droite de l'Ill, face au centre-ville. L'ensemble, baptisé « front culturel de l'Ill », regroupe la médiathèque intercommunale, l'Agence culturelle d'Alsace et le Fonds régional d'art contemporain d'Alsace.
L'Agence culturelle d'Alsace, au rayonnement régional, existe depuis 1976. Ses objectifs sont variés : soutien à l'audiovisuel, aménagement culturel de la région, développement de l'offre de formation culturelle, etc. L'agence gère aussi le FRAC d'Alsace, qui a pour but de diffuser et de soutenir l'art contemporain dans la région. Ce dernier est installé à Sélestat depuis 1995.

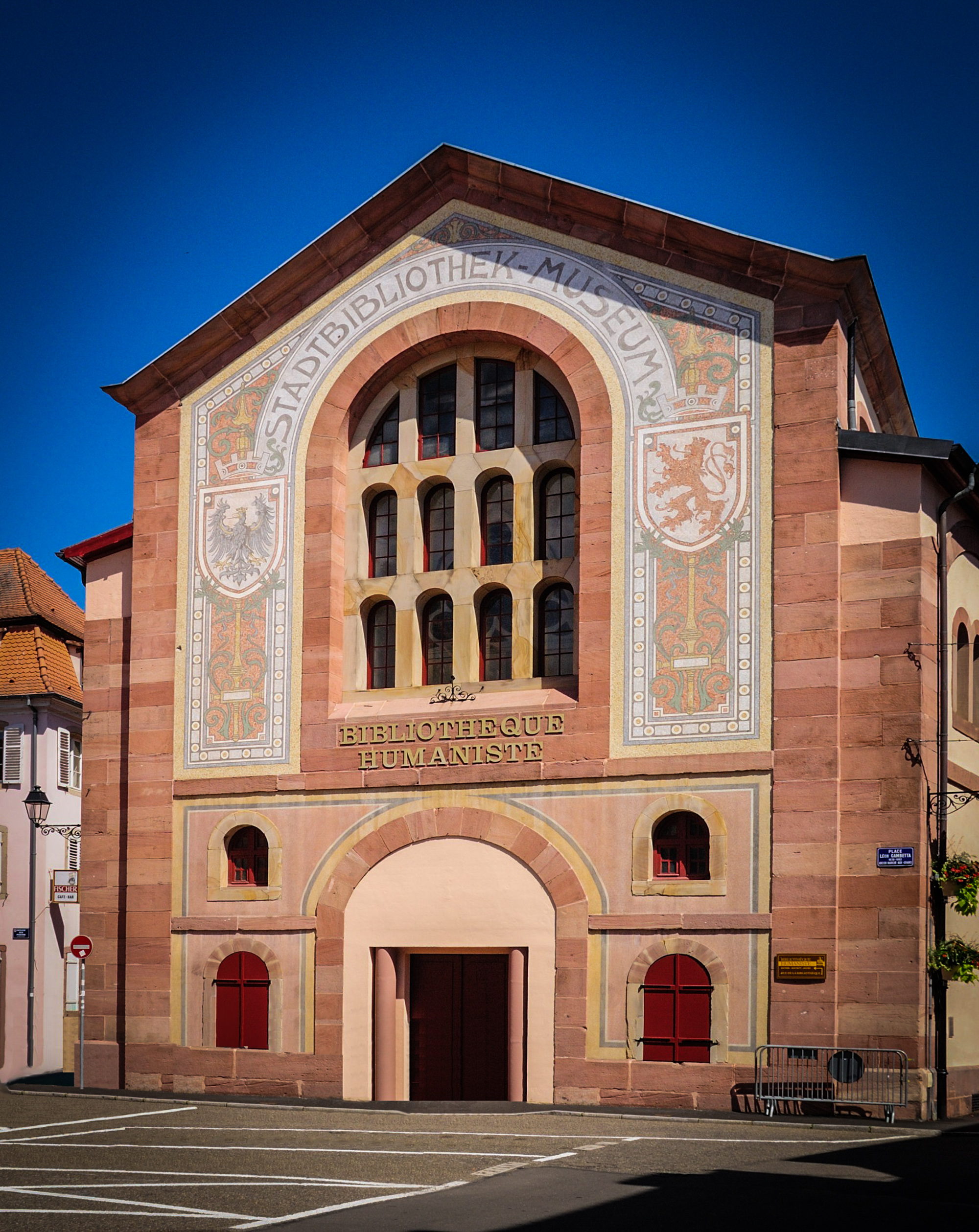
La Bibliothèque humaniste.

La médiathèque intercommunale, qui fonctionne en réseau avec les bibliothèques de Baldenheim, Châtenois, Ebersheim et Scherwiller, occupe un bâtiment de 2 500 mètres carrés. L'ensemble du fonds intercommunal comprend plus de 105 000 documents, dont 42 000 livres adultes, 27 000 livres jeunesse, 24 000 disques audio et près de 8 000 DVD et vidéos.
Les Tanzmatten, dont le nom signifie « les prés où l'on danse », est un complexe situé près de l'Ill et du centre-ville. Il comprend une salle de spectacle, une galerie d'exposition et une salle de fêtes. La salle de spectacle a une scène de 200 m2 et une capacité de 200 à 800 spectateurs. L'équipement sert principalement au service culturel de la ville, qui y organise des événements tout au long de l'année (théâtre, danse, musique, cirque, spectacles pour enfants). L'équipement a été inauguré en 2000.
La Bibliothèque humaniste a servi de bibliothèque municipale jusqu'en 1997. Depuis, elle fonctionne comme un centre d'étude et de recherche, ainsi que comme un musée. Elle a été constituée à partir des fonds de l'École latine de Sélestat et de la collection personnelle de Beatus Rhenanus et elle possède environ 7 000 documents, dont 450 manuscrits, 550 incunables et 2 500 imprimés du XVIe siècle. Cette bibliothèque attire principalement un public de chercheurs. Une partie du fonds a été numérisée.
Sélestat compte un cinéma, le Sélect, dont les trois salles totalisent 400 places. Il occupe le bâtiment d'un ancien théâtre. Sa programmation privilégie les films grand public, mais il projette aussi des films Art et Essai.

### Manifestations culturelles et festivités

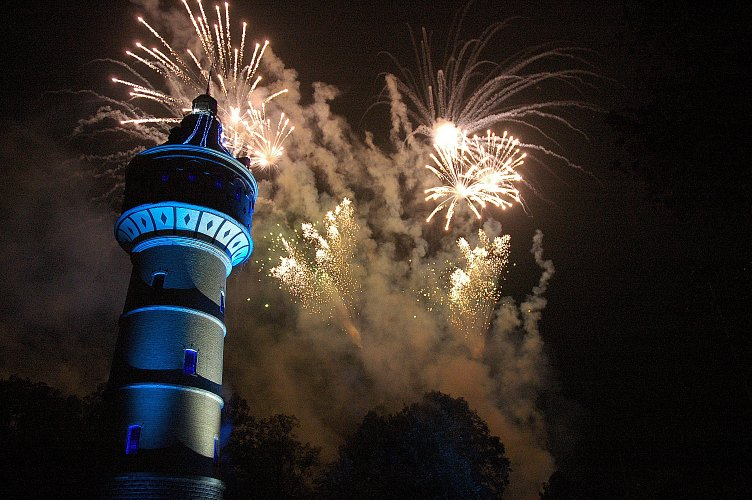
Feu d'artifice au château d'eau.

Le corso fleuri de Sélestat est une des plus grandes manifestations florales de l'Est de la France. Il existe depuis 1927 et il se déroule un jour par an, en été. Lors de l'événement, deux cortèges sont organisés, un premier en soirée, et un second la nuit tombée. Les chars, décorés de dahlias, répondent à un thème qui change chaque année. Des concerts de plein air et un feu d'artifice ont également lieu. Un autre défilé, le carnaval des Machores, a lieu en mars. Il hérite d'une ancienne tradition des bouchers de la ville.
Le festival En mai chante existe depuis 2005 et il a connu diverses appellations, comme Chansons en herbe. Consacré à la chanson française, il se déroule en mai aux Tanzmatten et il a pour objectif de rassembler de jeunes chanteurs avec des chanteurs plus connus.
Sélestat possède sa biennale d'art contemporain, Sélest'art, organisée en automne. L'exposition, fondée en 1984, était annuelle avant de devenir une biennale en 1993. Les œuvres sont exposées à travers la ville et elles répondent à un thème propre à chaque édition. Initialement, la biennale privilégiait les artistes de la région, mais elle s'est diversifiée au fil des ans. Parmi les artistes exposés figurent Daniel Buren, Ben, Sarkis, Agnès Varda et Philippe Cognée, Valentin Carron, Jérémy Deller, Benedetto Bufalino, Raphael Zarka, Tony Matelli. Deux œuvres sont pérennes : Point de rencontre : le rêve de Sarkis, exposé depuis 1993 sur une partie des remparts, et La Lame de Marc Couturier, visible sur un pignon de la vieille ville depuis 1998.
L'association Zone51, qui a organisé pendant plusieurs années le festival Léz'Arts Scéniques, est aussi à l'origine d'un autre festival annuel de musiques électroniques, Epidemic Experience. Il existe depuis 2003 et il a lieu aux Tanzmatten en hiver. Il a par exemple reçu X Makeena, Popof, Manu le Malin et Marco Bailey.Elle a aussi lancé deux autres festival : un de reggea le Summer Festival et un de metal / hard rock le rock your brain fest.
Sélestat possède enfin un festival du dessin d'humour, Sélest'ival, organisé depuis 2004 par une association locale, une fête foraine de printemps, et une fête médiévale, qui se tient chaque été dans la rue des Chevaliers, avec un marché, une parade en costumes et des animations.

### Santé
Le centre hospitalier de Sélestat comprend 341 lits et places, dont 144 en médecine, 63 en chirurgie, 26 en gynécologie-maternité et 108 en soins gériatriques. L'hôpital est le premier employeur de la ville, avec un personnel de près de 800 personnes. Il possède notamment un scanner, 3 salles de radiologie, une salle d'échographie, un bloc opératoire de cinq salles et une unité d'électro-encéphalographie et d'exploration du sommeil.
En 2014, Sélestat compte vingt-deux médecins généralistes et de nombreux spécialistes : podologues, neurologues, psychiatres, gynécologues, ophtalmologues, pédiatres ou encore dermatologues, ainsi que cinq pharmacies. La ville possède également deux centres de jour dépendants du centre hospitalier d'Erstein, l'un est destiné aux adultes, l'autre aux enfants de 0 à 16 ans, les deux comportent chacun un centre médico-psychologique.

### Sports

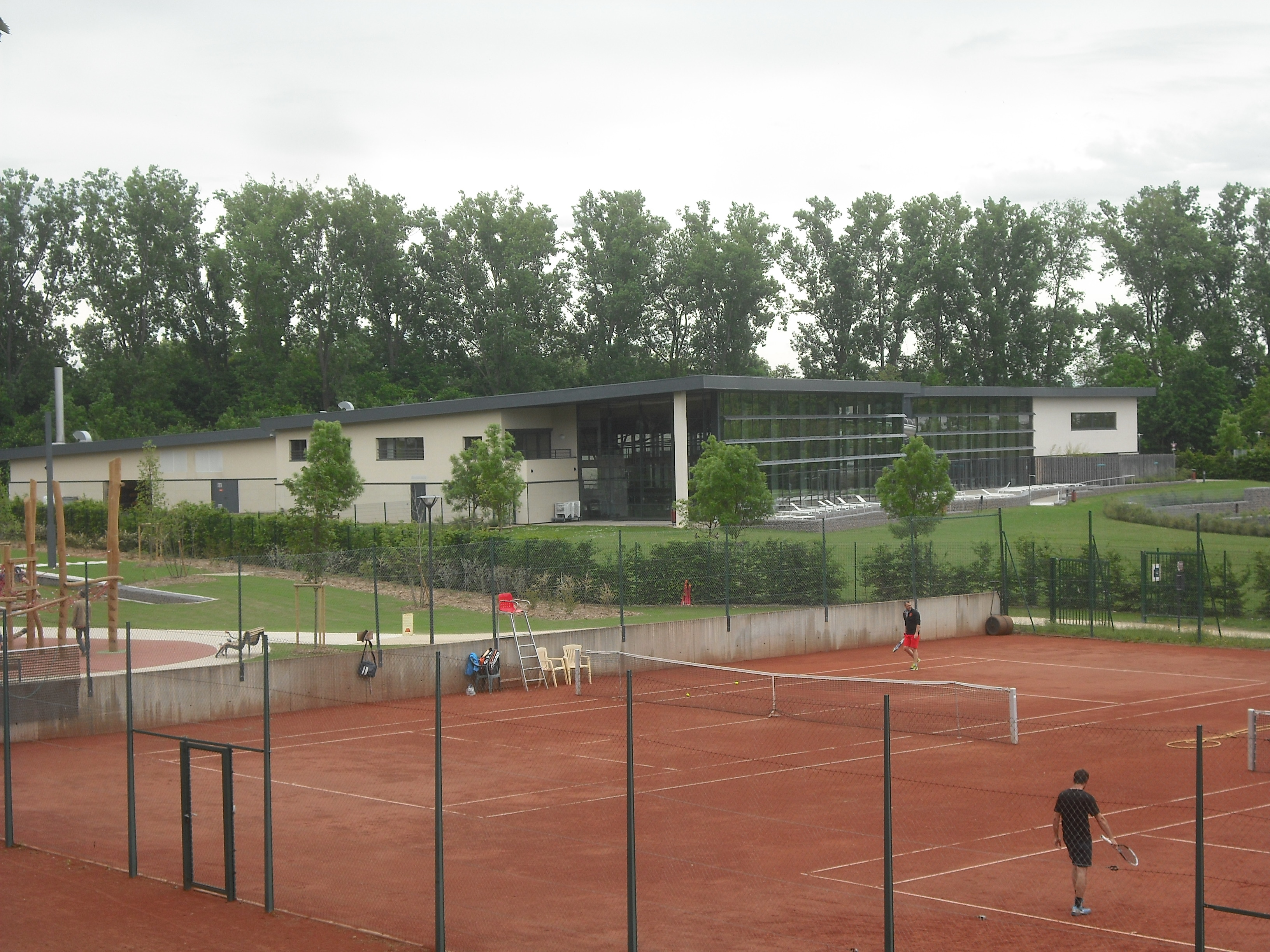
La piscine des Remparts et des courts de tennis.

En 2010, Sélestat a remporté le Challenge de la ville la plus sportive de France organisé par le quotidien L'Équipe, dans la catégorie « ville de moins de 20 000 habitants ». Cette même année, la commune comptait 6 186 licenciés sportifs, soit 32 % de la population, répartis entre 54 clubs représentant 38 disciplines différentes. Plusieurs clubs sélestadiens ont des sportifs ou des équipes engagés en championnat de France, notamment Sélestat Alsace handball et le RC Sélestat Giessen.
La commune possède plusieurs infrastructures sportives, réparties en deux sites principaux. La zone de loisirs du Grubfeld, située près du Giessen, comprend un parcours de santé, des terrains de football et de rugby, un roller park, un boulodrome, une aire d’évolution d’attelage et des stands de tir à l'arc et à la carabine. Les autres infrastructures sont situées près de l'Ill, au sud du centre-ville. Ce site comprend un lac de canotage, la piscine des Remparts, ouverte en 2009, le stade municipal, qui comprend des courts de tennis, deux terrains de football et une piste d'athlétisme, ainsi que le centre sportif intercommunal. Ce dernier comprend un gymnase, des salles pour le judo, l'escrime, d'escalade, l'haltérophilie et le tennis de table ainsi qu'une grande salle pour le handball d'une capacité de 2 200 spectateurs, ouverte en 2010.
Différentes manifestations sportives ont lieu au cours de l'année, comme les courses de Sélestat, avec une épreuve de semi-marathon, des parcours de 5 et 10 km et des « foulées de la jeunesse ». L'événement regroupe habituellement plus de 2 000 participants adultes. Le « SlowUp Alsace », une journée pendant laquelle les voitures laissent la place aux cyclistes et aux piétons sur un vaste itinéraire reliant Sélestat et des villages voisins, a attiré 25 000 participants lors de sa deuxième édition en 2014.
Le complexe Chalemagne 17 avenue du docteur Houillon a été inauguré le 13 juin 2024 alors que la première brique du complexe a été posé le 3 février 2023. Pouvant accueillir les classes de Sélestat et alentours et les rencontres sportives avec un grand gymnase et des salles plus petites, ainsi qu'un bar et des tables de billard.Cependant les travaux continuent avec la reconstructuration du gymases Kœberlé.

### Médias

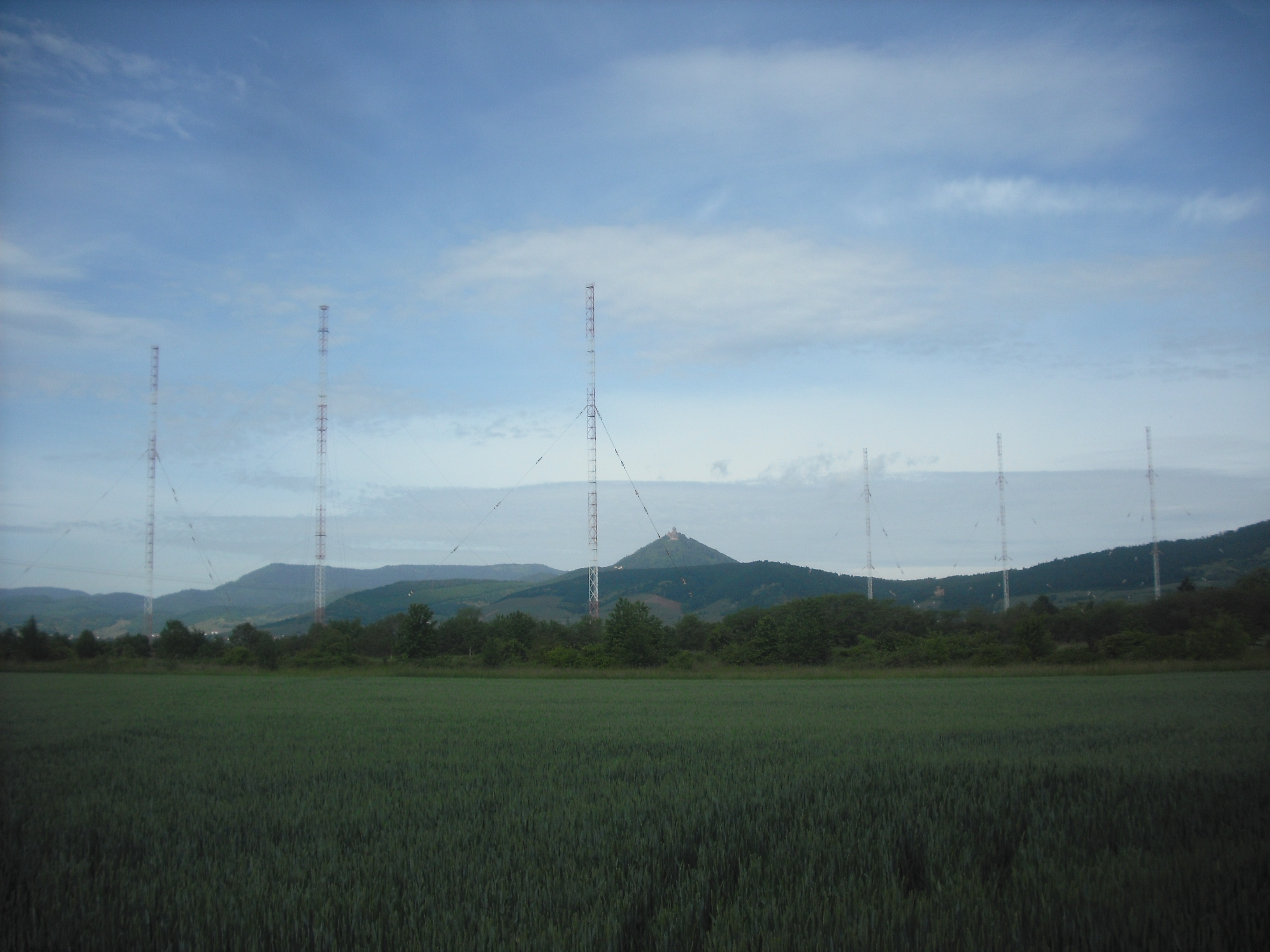
Le centre émetteur de Sélestat et ses six pylônes.

La commune édite un magazine trimestriel d'informations locales, Le Sélestadien, sous-titré D'r Schlettstadter. Il est possible de le consulter sur le site de la ville. En 2006, Sélestat a reçu le label « Ville Internet @@ ».
Les quotidiens DNA et L'Alsace disposent de locaux dans la commune et diffusent une édition locale spécifique à l'Alsace centrale.
La station de radio associative Azur FM a ses locaux à Sélestat. La commune est aussi couverte par d'autres stations alsaciennes, comme France Bleu Alsace, son pendant dialectophone France Bleu Elsass, Top Music, Accent 4 et Radio Dreyeckland, ainsi que par les programmes de France 3 Alsace de la chaîne Alsace20, ou encore de la télé locale TV2Com.
Le centre émetteur TDF Strasbourg-Sélestat se trouve sur la commune, au sud-ouest de la ville. Il a été construit entre 1951 et 1952 sur un ancien terrain de golf afin de remplacer l'émetteur de Brumath. Il comprend six pylônes, trois petits de 90 mètres et trois grands de 115 mètres. Les petits servent à l'émission sur 1 161 kHz et les grands sur 1 278 kHz. Ces derniers servent à relayer les programmes de France Bleu Alsace.

### Cultes
Pour la religion catholique, Sélestat est divisée en deux paroisses, Saint-Georges, la paroisse historique, et Notre-Dame-de-la-Paix, située à Sélestat-Ouest. Ces deux paroisses sont regroupées en la communauté de paroisses Saint-François et Sainte-Claire, qui fait partie de la zone pastorale de Sélestat et du diocèse de Strasbourg. Les messes sont célébrées dans les églises Saint-Georges, Sainte-Foy et Notre-Dame-de-la-Paix. D'autres lieux de culte catholique sont aussi présents sur la commune : la chapelle du Schnellenbuhl, la chapelle Notre-Dame-des-Neiges et la chapelle Notre-Dame-du-Chêne, toutes trois situées dans l'Illwald. L'institut sélestadien de la Famille missionnaire de Notre-Dame possède aussi une église, consacrée à saint Antoine.
Sélestat est à la tête d'une paroisse protestante, couvrant aussi d'autres communes des alentours. Cette paroisse fait partie de l'Union des Églises protestantes d'Alsace et de Lorraine, qui rassemble les deux cultes protestants reconnus officiellement en Alsace, l'Église réformée et le luthéranisme. Les offices protestants de la ville sont célébrés dans :
- l'église protestante de Sélestat[140],[141].
- Centre évangélique de Sélestat[142].
- Église évangélique La Bonne Nouvelle.
- Assemblée de Dieu "Mon Église à Sélestat"[143].

Sélestat constitue une communauté israélite au sein du consistoire du Bas-Rhin. Les offices ont lieu à la synagogue de Sélestat.
Sélestat possède enfin deux lieux de culte musulman. Une mosquée, tenue par une association culturelle et installée dans une salle prêtée par la ville, est plutôt destinée aux pratiquants d'origine maghrébine, tandis qu'une salle de prière a été aménagée par une association turque dans d'autres locaux.

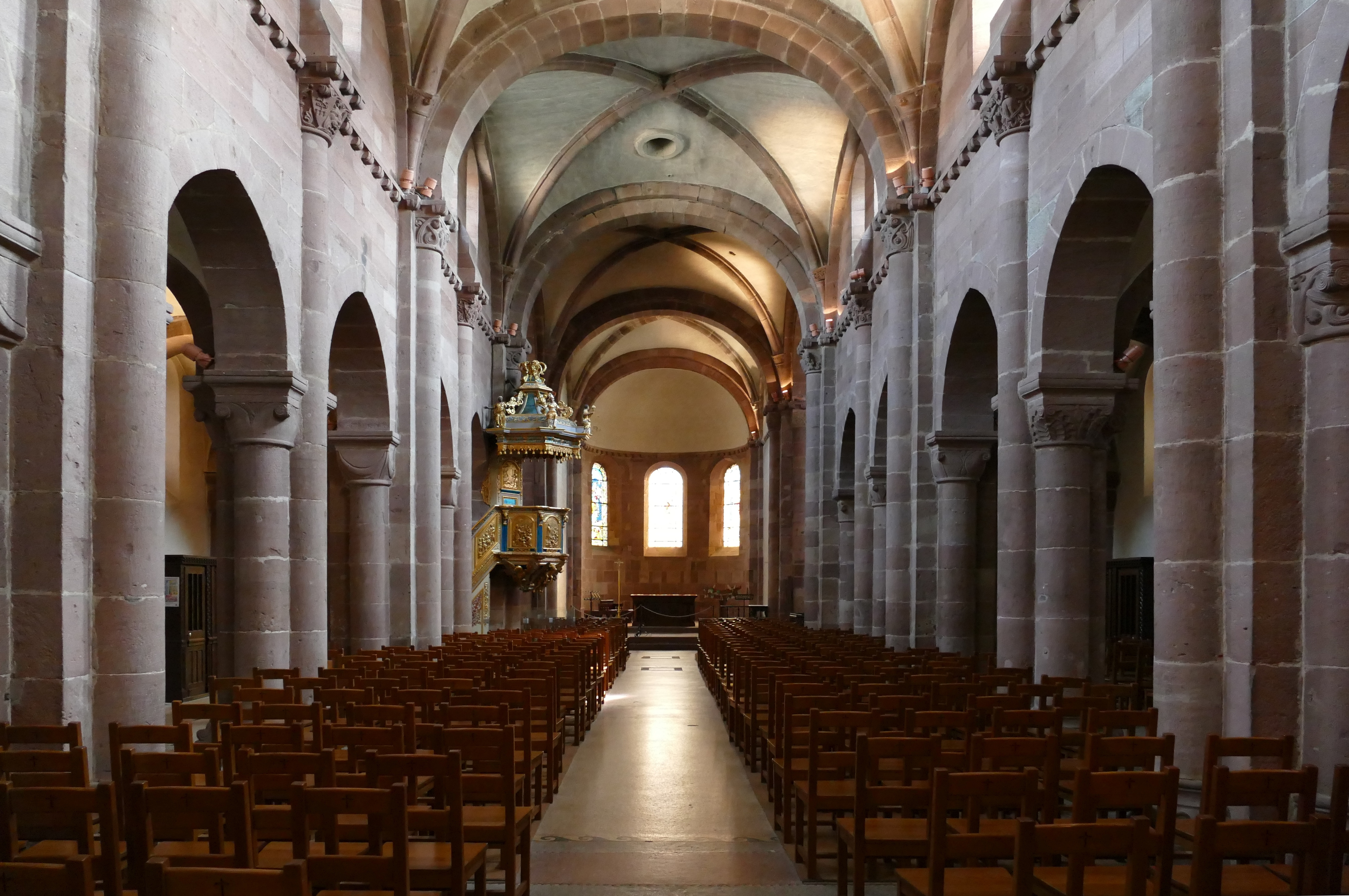
La nef de l'église Sainte-Foy.
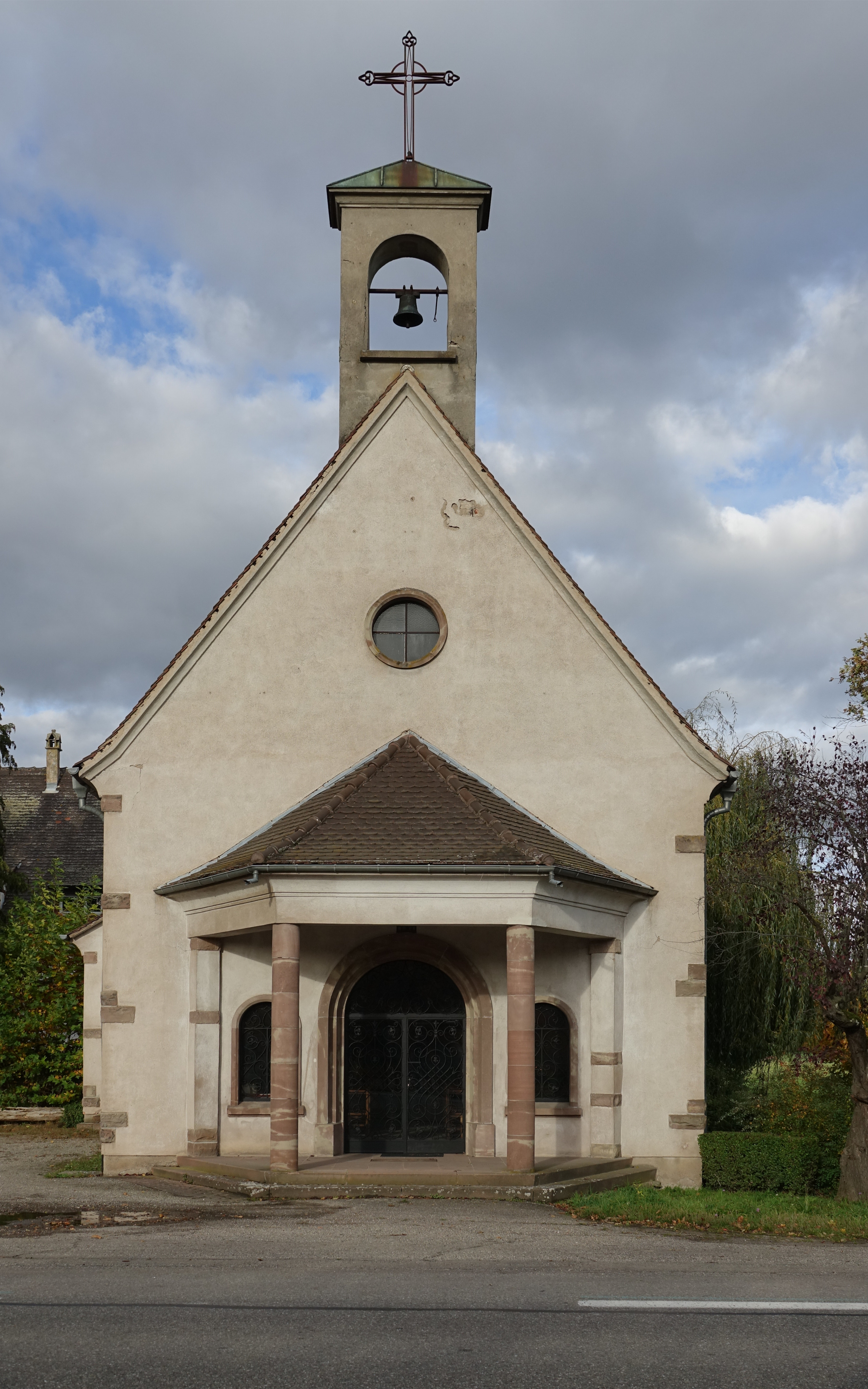
La chapelle Notre-Dame-des-Neiges.
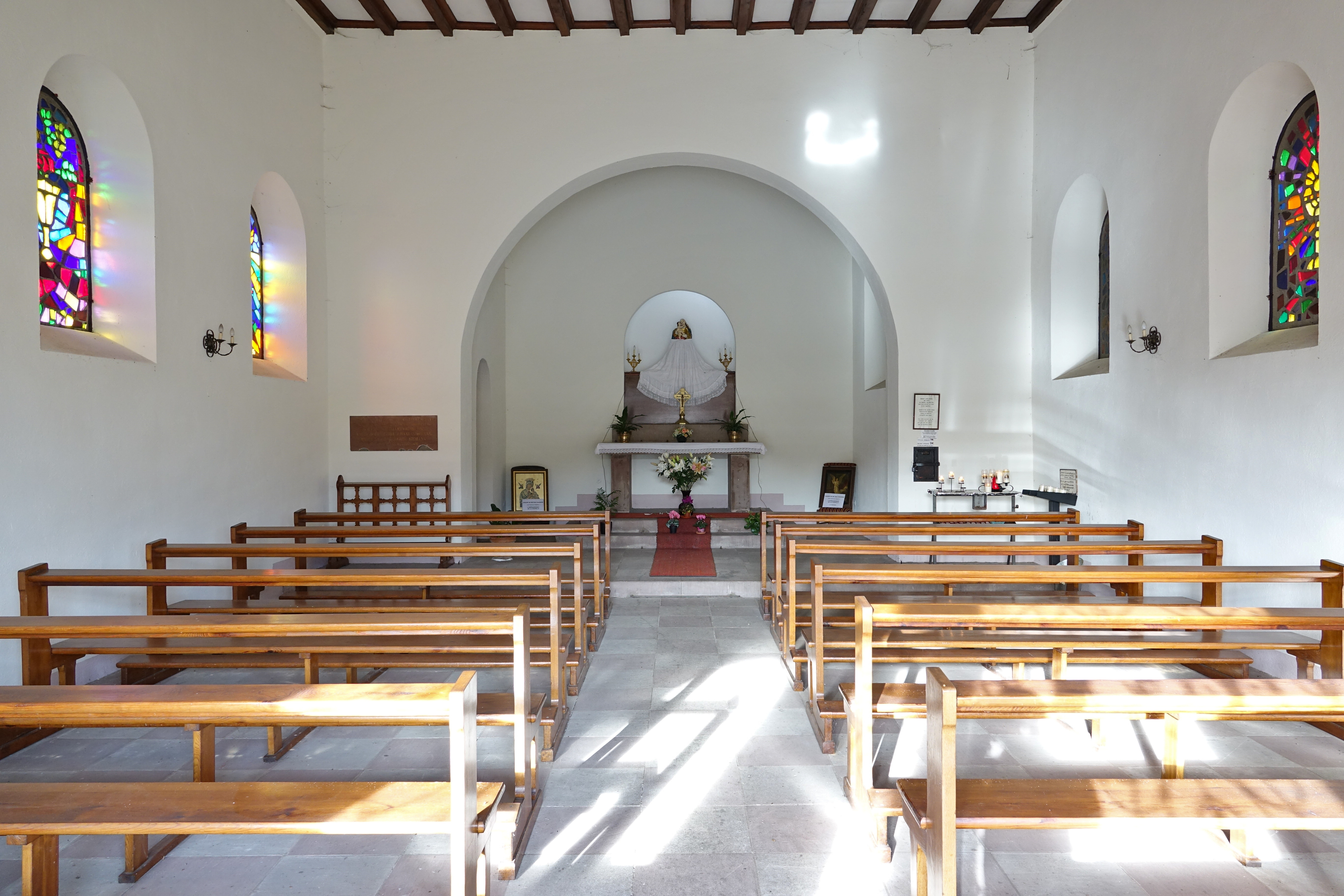
L'intérieur de la chapelle Notre-Dame-des-Neiges.
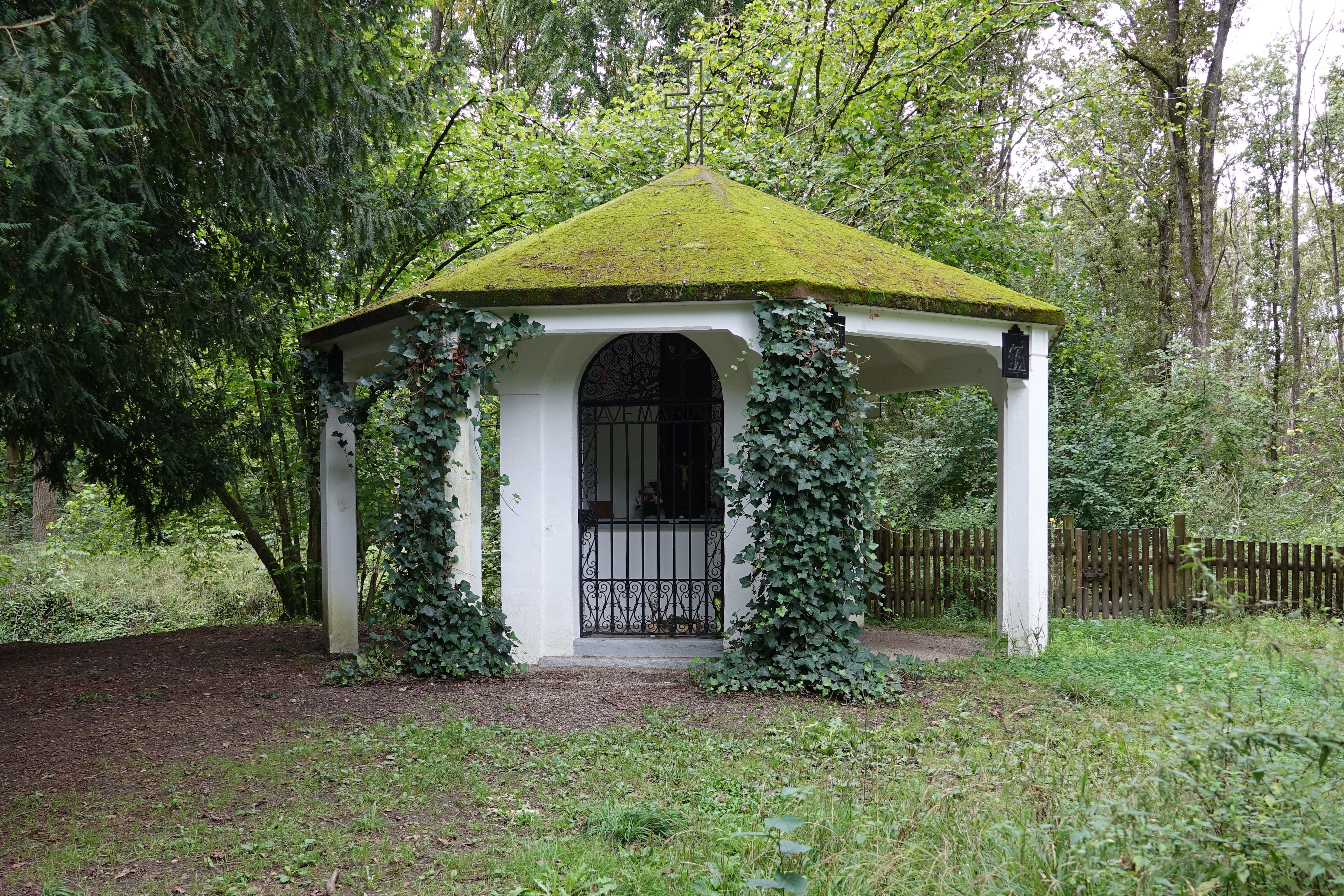
La chapelle Notre-Dame-du-Chêne.

## Économie

### Budget et fiscalité 2021

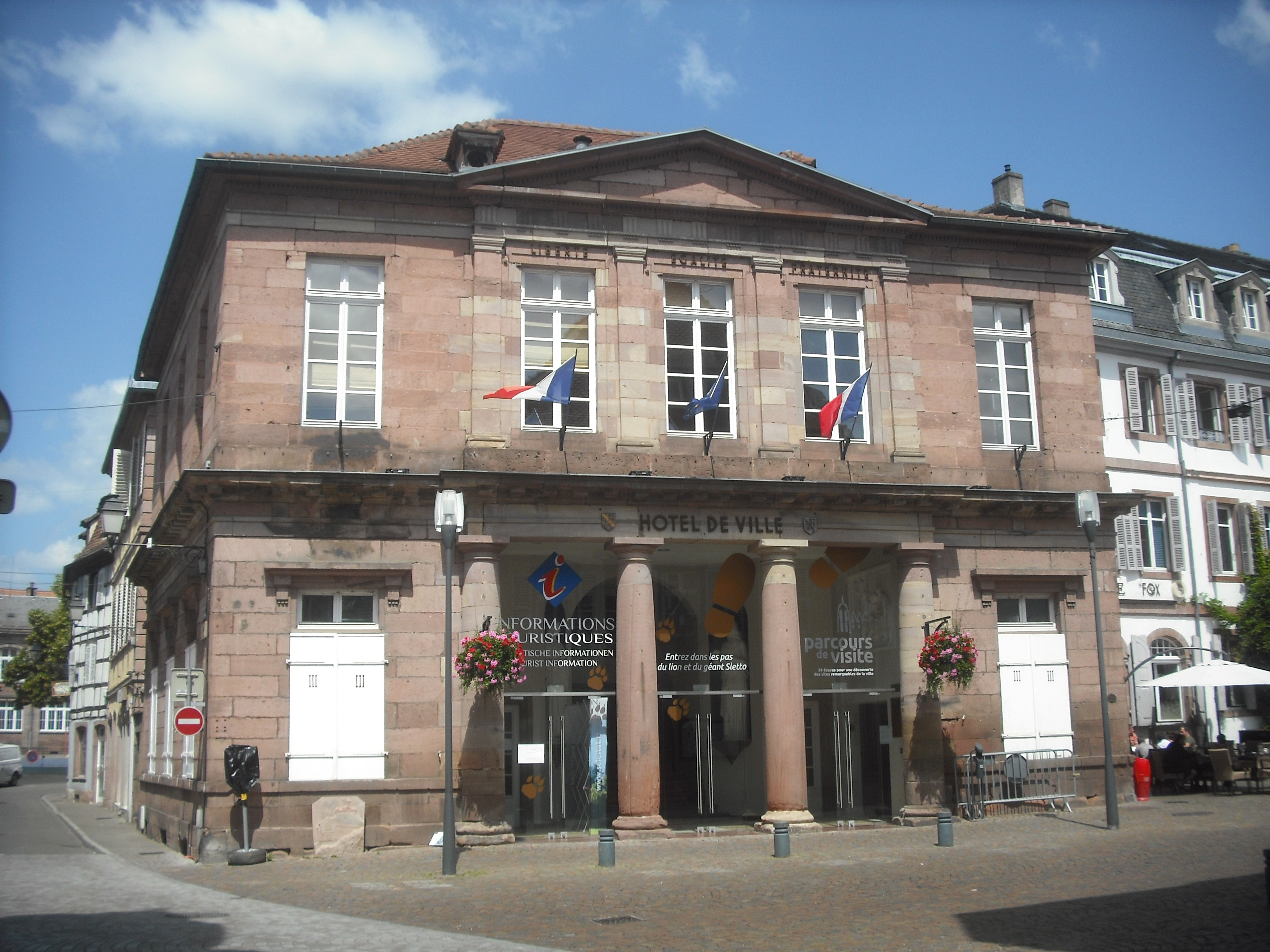
L'hôtel de ville de Sélestat.

En 2021, le budget de la commune était constitué ainsi :
- total des produits de fonctionnement : 24 767 000 €, soit 1 262 € par habitant ;
- total des charges de fonctionnement : 22 447 000 €, soit 1 144 € par habitant ;
- total des ressources d'investissement : 7 957 000 €, soit 405 € par habitant ;
- total des emplois d'investissement : 9 881 000 €, soit 503 € par habitant ;
- endettement : 10 333 000 €, soit 526 € par habitant.

Avec les taux de fiscalité suivants :
- taxe d'habitation : 20,10 % ;
- taxe foncière sur les propriétés bâties : 25,51 % ;
- taxe foncière sur les propriétés non bâties : 46,58 % ;
- taxe additionnelle à la taxe foncière sur les propriétés non bâties : 45,11 % ;
- cotisation foncière des entreprises : 17,65 %.

### Revenus de la population
En 2010, le revenu net déclaré moyen par foyer fiscal s'élevait à 21 943 euros à Sélestat. Ce chiffre est en dessous de la moyenne départementale, 24 723 euros, et de France métropolitaine, 23 996 euros. Il est également inférieur à celui de la zone d'emploi de Sélestat qui comprend soixante autres communes, 23 862 euros. Le pourcentage de foyers fiscaux imposables, 53,6 % en 2010, était lui aussi inférieur aux moyennes départementale, 57,6 %, nationale, 54 %, et du bassin d'emploi, 56,2 %.
Chiffres clés Revenus et pauvreté des ménages en 2020 : médiane en 2020 du revenu disponible, par unité de consommation : 22 790 €.

### Emploi
En 2009, la population âgée de 15 à 64 ans s'élevait à 13 105 personnes, parmi lesquelles on comptait 75,2 % d'actifs dont 65,5 % ayant un emploi et 9,7 % de chômeurs. Parmi les actifs ayant un emploi, les ouvriers sont la catégorie professionnelle la plus représentée, avec 30,3 % du total. Suivent les employés, 27,1 %, les professions intermédiaires, 24,6 %, les cadres et professions intellectuelles, 12 %, les commerçants, artisans et chefs d'entreprise, 5 %, et les agriculteurs, 0,7 %.
Le taux de chômage de la commune (au sens du recensement) s'élevait à 12,9 % en 2011, un chiffre au-dessus de la moyenne départementale, 10,3 %, et de la moyenne nationale, 11,7 %. Le taux de chômage a augmenté depuis 1999, puisqu'il s'élevait alors à 9,6 % (département : 8,6 % ; France entière : 13,5 %).
La commune comptait 12 415 emplois en 2009. Les secteurs d'activité qui comptaient le plus d'emplois étaient le commerce, les transports et les services, avec 44,1 % du total, l'administration publique, l'enseignement, la santé et l'action sociale, 31,1 %, et l'industrie, 19,3 %. Cette même année, 8 617 actifs résidant dans la commune y avaient leur emploi. L’indicateur de concentration d'emploi était de 143,2 %, ce qui signifie que la zone d'emploi offrait alors 1,4 emploi pour chaque habitant actif.
Sélestat compte une proportion significative d'actifs travaillant et résidant dans cette même commune, bien que ce taux tende à baisser. Il est ainsi tombé de 53,5 % des actifs en 1999 à 47,3 % en 2009. Cette dernière année, 33,4 % des actifs travaillaient dans une autre commune du Bas-Rhin, et 16,4 % dans le Haut-Rhin.

### Secteurs d’activité

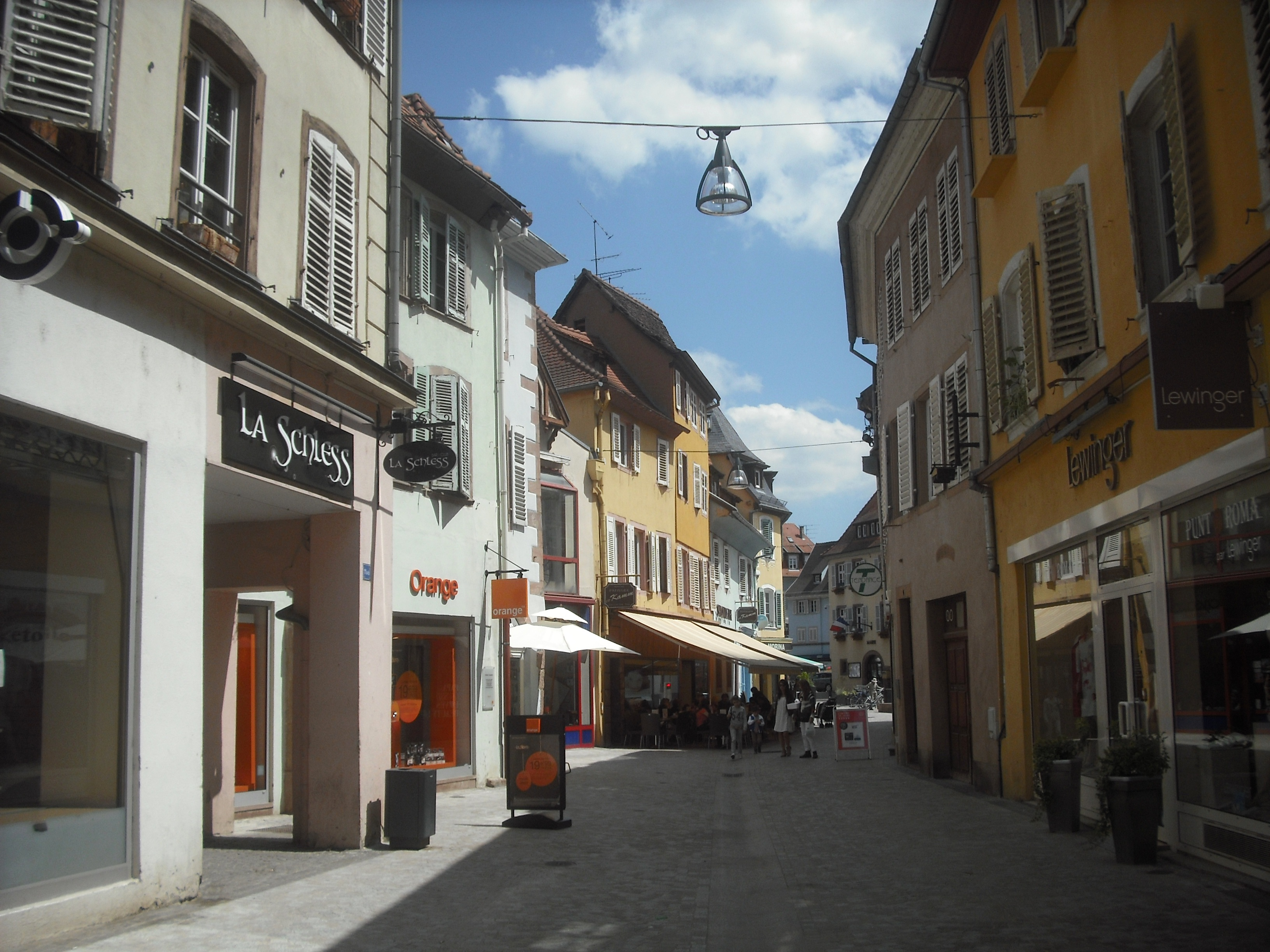
La rue des Clefs, l'une des principales rues commerçantes du centre-ville.

Au 31 décembre 2010, Sélestat comptait 1 823 établissements : 58 dans l’agriculture-sylviculture-pêche, 107 dans l'industrie, 132 dans la construction, 1 240 dans le commerce-transports-services divers et 286 étaient relatifs au secteur administratif. Parmi ces établissements, 964 n'ont aucun salarié (52,8 %), tandis que 197 ont dix salariés ou plus (10,8 %). En 2011, 106 entreprises ont été créées à Sélestat, principalement dans le secteur du commerce et des services divers (65 %). Parmi les entreprises créées, 83 l'ont été par des auto-entrepreneurs.
Grand centre du commerce du vin au Moyen Âge, ville de marchés à l'époque moderne, Sélestat a connu une industrialisation lente au XIXe siècle et elle est principalement devenue un centre de services pour l'Alsace centrale, concentrant des fonctions administratives et commerciales ainsi que des établissements d'éducation. Le secteur des services et du commerce est donc l'activité économique la plus importante à Sélestat.
Néanmoins, la ville compte aussi quelques grands établissements industriels, comme la Société alsacienne de meubles, qui produit des cuisines et des salles de bains pour les marques Schmidt et Cuisinella, Amcor, qui fabrique des emballages en aluminium, Daramic, spécialisé dans les séparateurs de batteries, Albany, qui produit des textiles pour la papeterie, Wanzl, usine de matériel de manutention et DHJ, société productrice de textiles.

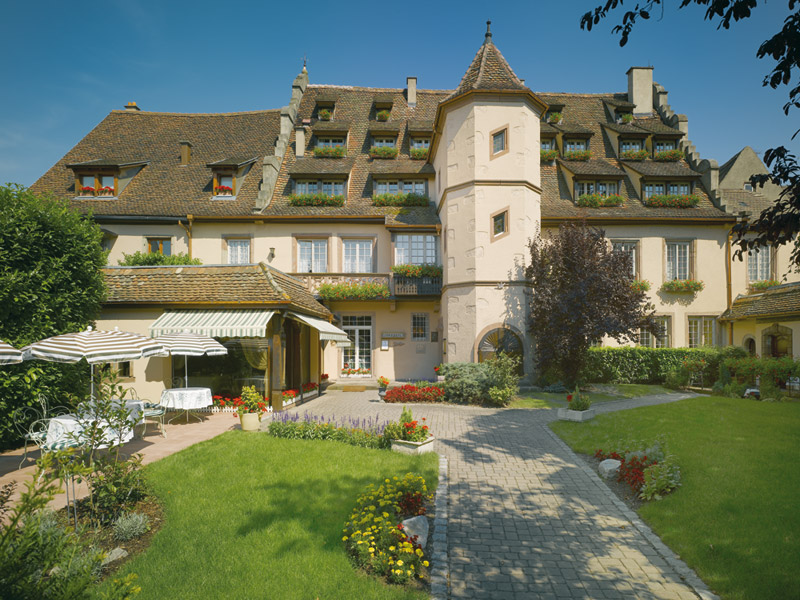
L'hôtel de l'Abbaye de la Pommeraie, du réseau Relais & Châteaux.

L'artisanat est aussi présent, notamment dans la zone d'activités nord, qui regroupe aussi plusieurs grandes enseignes commerciales comme E. Leclerc, BUT, Intersport ou Intermarché. Le centre-ville, avec près de 200 commerces, regroupe de son côté les enseignes indépendantes et de proximité.
Le tourisme à Sélestat est développé et il profite des richesses patrimoniales de la ville ainsi que de la proximité d'attractions diverses, comme le château du Haut-Koenigsbourg, Cigoland, La montagne des singes et la Volerie des aigles. En 2012, la commune comptait six hôtels totalisant 175 chambres et un terrain de camping comprenant 48 emplacements. Sélestat est le siège de l'office intercommunal de tourisme Sélestat-Haut-Koenigsbourg.
Les agriculteurs représentent moins de 1 % de la population active de la commune. Sélestat possède une vieille tradition de maraîchage, mais cette activité a été fortement diminuée après la Seconde Guerre mondiale à cause de la concurrence des Pays-Bas et du sud de la France et de l'extension urbaine. L'agriculture sélestadienne est aussi représentée par la culture du maïs.

## Culture locale et patrimoine

### Le label Ville d'art et d'histoire
Depuis le 19 février 2016, Sélestat est Ville d'art et d'histoire.
Attribué par le ministère de la Culture et de la Communication, le label Ville d'art et d'histoire est décerné aux communes s'impliquant activement dans la connaissance, la protection, la sauvegarde, la valorisation et l'animation de leur patrimoine.
Parmi les objectifs à respecter, la Ville de Sélestat doit notamment :
- poursuivre la sensibilisation des habitants à leur cadre de vie ;
- inciter à un tourisme de qualité ;
- poursuivre l'initiation du jeune public à l'architecture et au patrimoine ;
- présenter la ville dans un centre d'interprétation de l'architecture et du patrimoine.

### Lieux et monuments
Sélestat est la troisième commune alsacienne derrière Strasbourg et Colmar pour la richesse patrimoniale médiévale, bien qu'elle ne soit que la dixième par la population. Elle possède 34 monuments répertoriés à l'inventaire des monuments historiques et 119 lieux et monuments répertoriés à l'inventaire général du patrimoine culturel. Elle possède par ailleurs 34 objets répertoriés à l'inventaire des monuments historiques et 295 objets répertoriés à l'inventaire général du patrimoine culturel. La bibliothèque personnelle de Beatus Rhenanus, conservée à la Bibliothèque humaniste, a été inscrite au registre Mémoire du monde de l'Unesco en 2011.
En 2013, la municipalité a par ailleurs mis en place un parcours touristique fléché à travers la vieille ville, « Dans les pas du lion et du géant Sletto ». Il permet de découvrir 24 sites patrimoniaux.

#### Musées

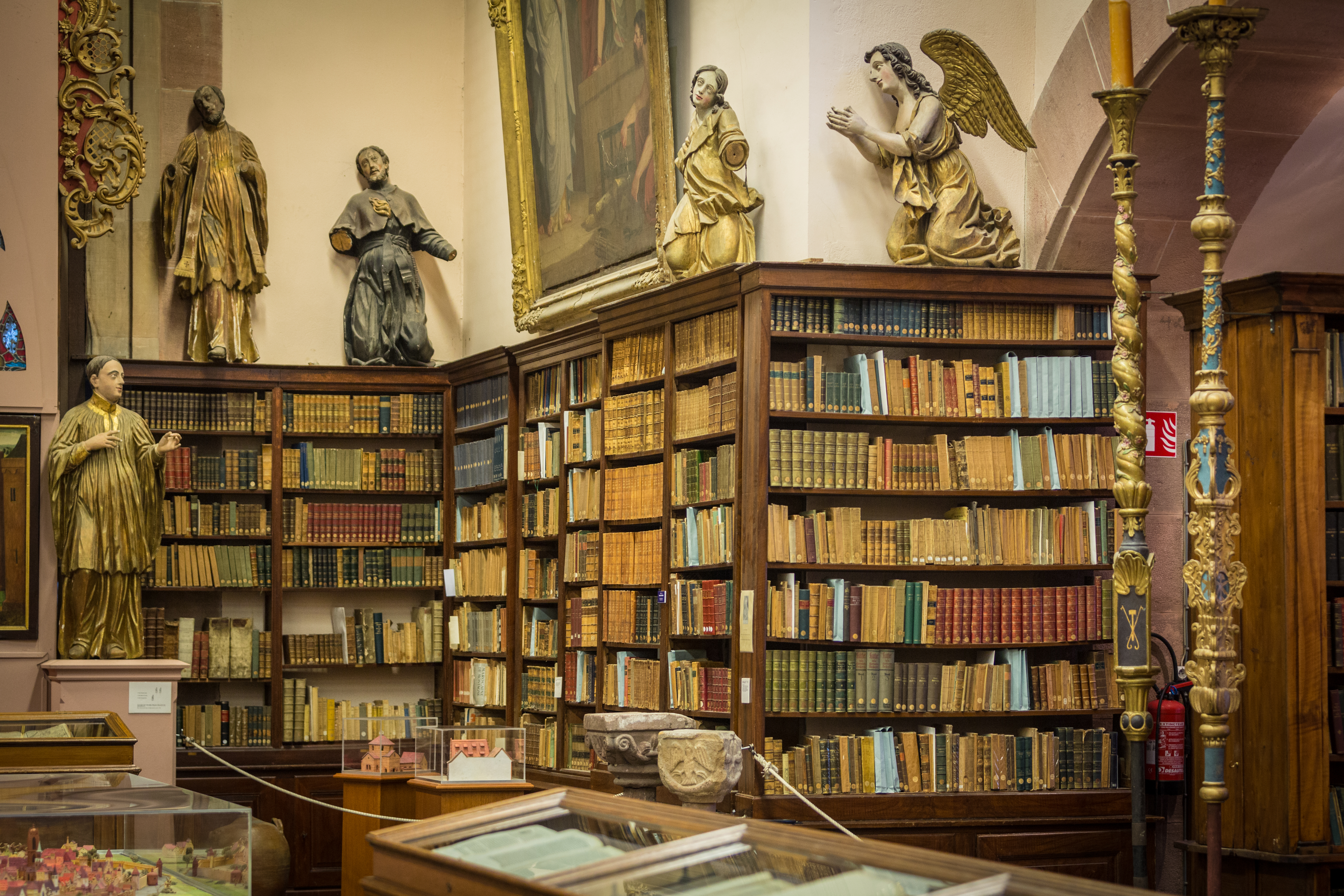
La Bibliothèque humaniste.

La Bibliothèque humaniste accueillait non seulement les chercheurs mais aussi des visiteurs, avant sa fermeture pour un grand chantier de rénovation et d'agrandissement en 2015. Une exposition permanente regroupait une partie des riches collections de documents. Parmi les pièces exposées se trouvent un lectionnaire du VIIe siècle, les premiers livres imprimés en Alsace, œuvre de Jean Mentel, un exemplaire de la Cosmographiae introductio, sur laquelle figure la première mention écrite du mot « America », ainsi qu'un document de 1521 qui contient la première mention du sapin de Noël. La réouverture de la bibliothèque humaniste a lieu le 23 juin 2018,.
La Maison du Pain comprend une exposition permanente qui présente l'histoire du blé et du pain dans le monde ainsi que les outils, les techniques et les machines utilisés par les boulangers. Le musée propose aussi des démonstrations de fabrication de plusieurs sortes de pains ainsi que de spécialités régionales comme le kugelhopf.
Le Fonds régional d'art contemporain possède une collection de plus de mille œuvres, dont les plus anciennes datent des années 1950. Cette collection inclut des œuvres d'Aurélie Nemours, Olivier Debré, Mario Merz ou encore Panamarenko et elle s'enrichit d'année en année. Les œuvres sont placées en réserve et elles sont ponctuellement prêtées ou présentées au public lors d'expositions organisées à travers l'Alsace. Le FRAC organise aussi des expositions dans ses locaux de Sélestat et accueille des artistes en résidence.

#### Édifices religieux

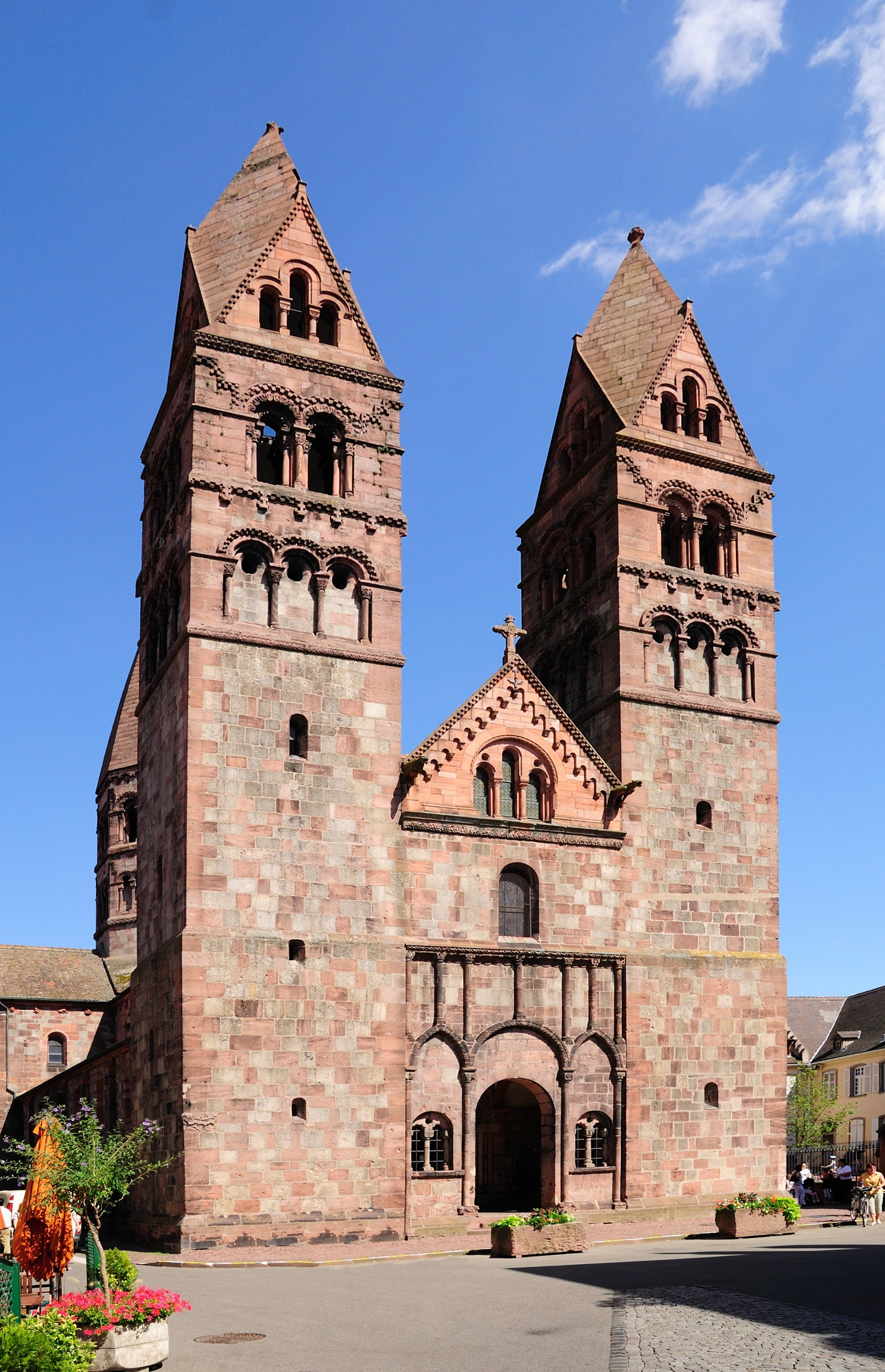
L'église Sainte-Foy de Sélestat.

L'église Sainte-Foy, rue Sainte Foy, typique de l'architecture romane, montre à la fois des similitudes avec les églises de la région rhénane et celles de Lorraine. Sa façade occidentale harmonique, son transept à croisillons rectangulaires et sa tour octogonale placée sur la croisée du transept sont représentatifs de l'architecture romane alsacienne, mais la forme du chevet, avec un chœur, une abside et deux chapelles latérales à absidioles, ne se retrouve que de l'autre côté des Vosges. La décoration ainsi que la forme des ogives montrent aussi une influence lorraine. L'édifice a été construit pendant la seconde moitié du XIIe siècle, sans qu'une date précise puisse être avancée. Il remplace une chapelle construite par Hildegarde d'Eguisheim sur le modèle du Saint-Sépulcre. Il a été fortement remanié à la fin du XIXe siècle, lors d'une vaste campagne de restauration plus ou moins fidèle à l'histoire du lieu. Ces travaux ont permis de découvrir le caveau de la chapelle primitive ainsi qu'un moulage de masque mortuaire, parfois attribué à Hildegarde. Le mobilier date principalement de la fin du XIXe siècle et il est de style néoroman, à l'exception de la chaire en bois polychrome de 1735.

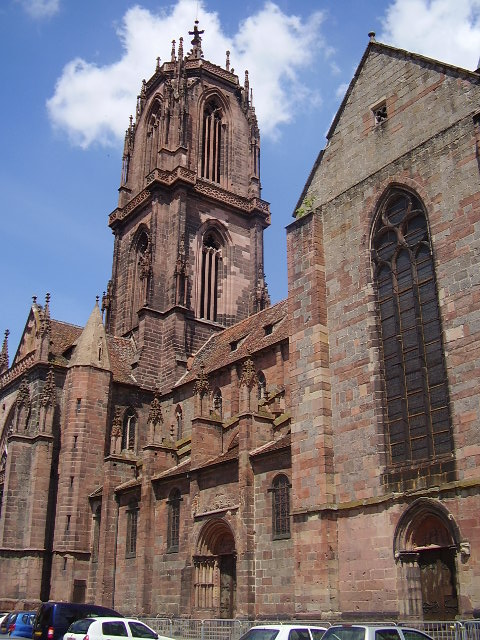
L'église Saint-Georges.

L'église Saint-Georges, rue du Babil, a été construite entre le début du XIIIe siècle et le début du XVe siècle, sur les restes d'une chapelle carolingienne. Son architecture est gothique. La nef et ses bas-côtés sont les éléments les plus anciens, tandis que le chœur, achevé au XVe siècle, est la partie la plus récente. Il est ouvert par de très grandes baies totalisant 288 panneaux de vitraux, dont 55 sont d'origine. Les autres sont de Max Ingrand et datent des années 1960. Le portail principal est orné d'une rosace dont la disposition est semblable à celle de la cathédrale de Strasbourg. La chaire en pierre de style Renaissance, surmontée d'une statue de sainte Hildegarde, a été achevée en 1619. Le 3 février 2024, deux nouvelles cloches y sont bénites par Philippe Ballot, alors administrateur apostolique du diocèse de Strasbourg.
L'église protestante, place du Marché-aux-Pots et rue de Verdun, occupe le chœur de l'ancienne église du couvent des franciscains, le reste ayant été détruit. La façade occidentale a été ajoutée au XIXe siècle. Le chœur, construit vers 1280, a été surmonté d'une flèche en 1430. Haut et effilé, il est typique des églises commandées par les ordres mendiants au XIIIe siècle.
- La chapelle Saint-Quirin du couvent des dominicaines de Sylo, rue de l'Hôpital, construit au XIIIe siècle, conserve un cloître gothique en forme de trapèze et une église à chevet polygonal voûté[B 14],[C 19].

Plusieurs édifices sélestadiens évoquent d'autres établissements religieux disparus, comme le grenier du prieuré des bénédictins, 1 rue Sainte-Foy, l'ancien collège des jésuites, construit aux XVIIe et XVIIIe siècles à l'emplacement de l'ancien prieuré Sainte-Foy, et la commanderie de Saint-Jean, boulevard Leclerc, édifice Renaissance du XVIe siècle qui appartenait aux hospitaliers.
L'Illwald comprend trois chapelles, qui étaient initialement des lieux de pèlerinage.
- La chapelle de la Vierge, de Saint-Ignace et de Saint-François-Xavier du Schnellenbuhl a été construite en 1683 par les jésuites de Sélestat.
- La chapelle du Chêne (milieu du bois) date du XVe siècle, mais l'édifice a été reconstruit après un incendie dans les années 1920.
- La chapelle Notre-Dame-des-Neiges, route de Marckolsheim, dont la première mention date aussi du XVe siècle, a été reconstruite en 1954 après avoir été détruite dans des combats en 1945.
- L'église Notre-Dame-de-la-Paix, rue Louis-Pasteur, à Sélestat-Ouest, date de 1960[B 17].
- L'église Saint-Antoine, rue Saint-Antoine, fondée en 1280, a successivement appartenu aux Frères mineurs, aux récollets, puis aux franciscains qui l'ont fait reconstruire en 1930[B 18]. Il s'agit d'un des rares exemples d'architecture néogothique à Sélestat[C 19].
- Église néo-apostolique, route de Strasbourg
- L'évangélique baptiste, route de Strasbourg
- L'évangélique pentecôtiste, rue Iéna
- Salle du royaume des témoins de Jehovah, rue du Vieux-Chemin de Bergheim

Plusieurs synagogues se sont succédé à Sélestat au fil des siècles. L'édifice actuel, rue de la Synagogue, a été construit en 1890 sur le modèle des synagogues rhénanes, avec un plan centré et un décor néoroman sobre. À l'origine, il était surmonté d'une coupole, qui a disparu lors du saccage du monument en 1940, après l'invasion nazie.
- Le cimetière juif de Sélestat, ouvert en 1622, comprend des centaines de tombes anciennes, dont une série de stèles du XVIIIe siècle montrant l'influence de l'art chrétien sur les pierres tombales juives de l'époque[B 19].

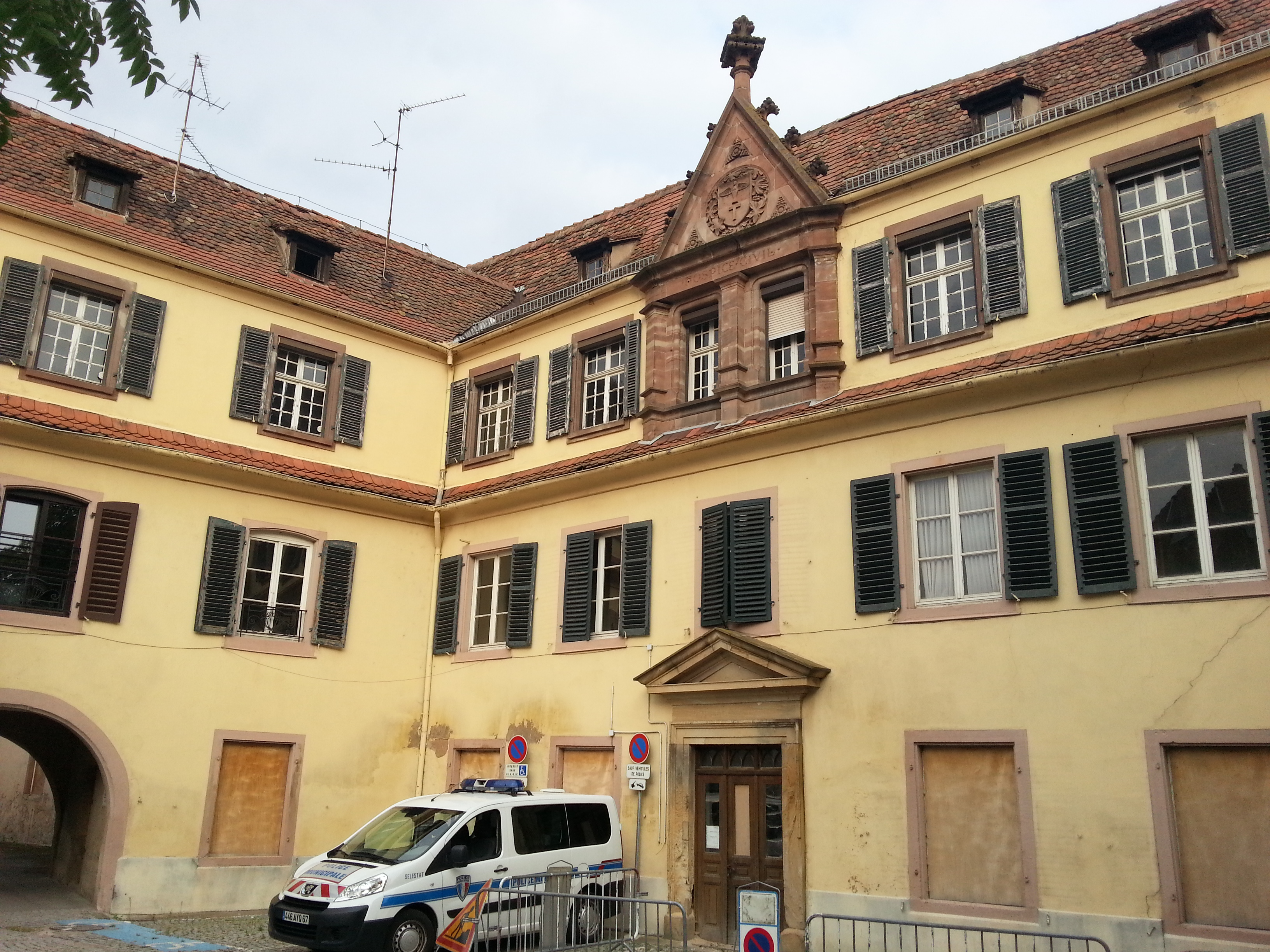
L'ancien couvent des dominicaines de Sylo.

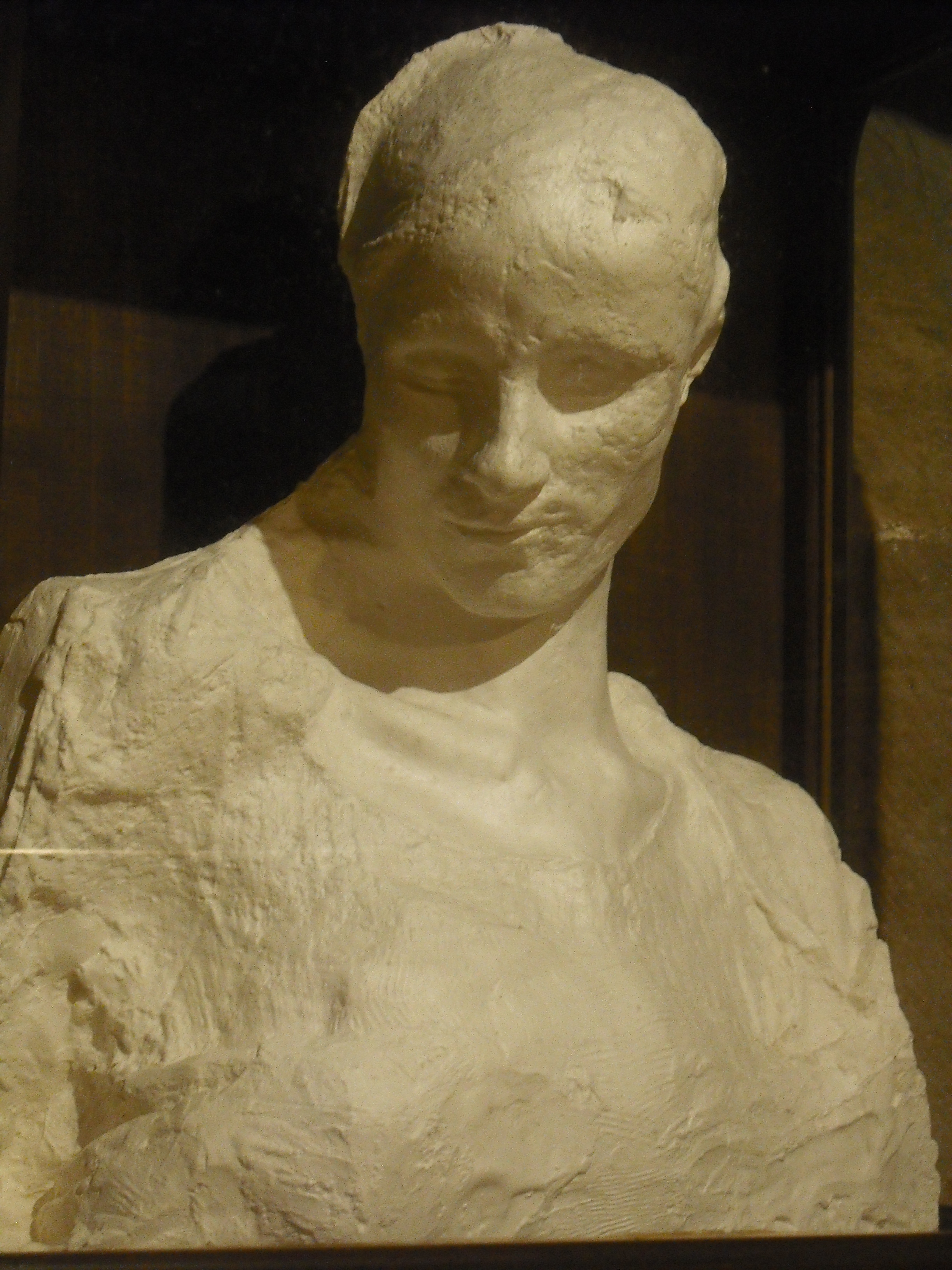
L'« inconnue » de Sainte-Foy.
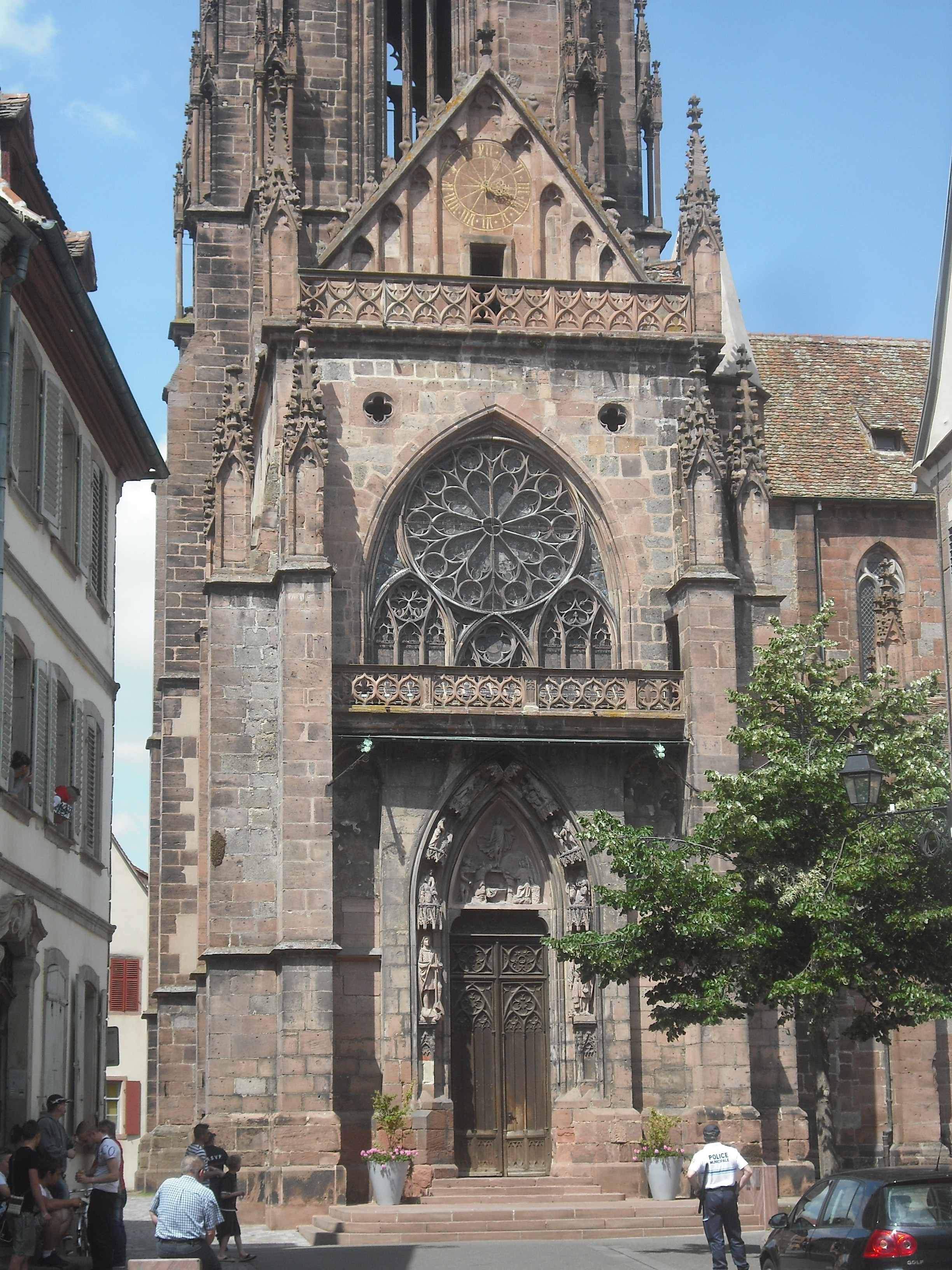
Le portail de Saint-Georges.
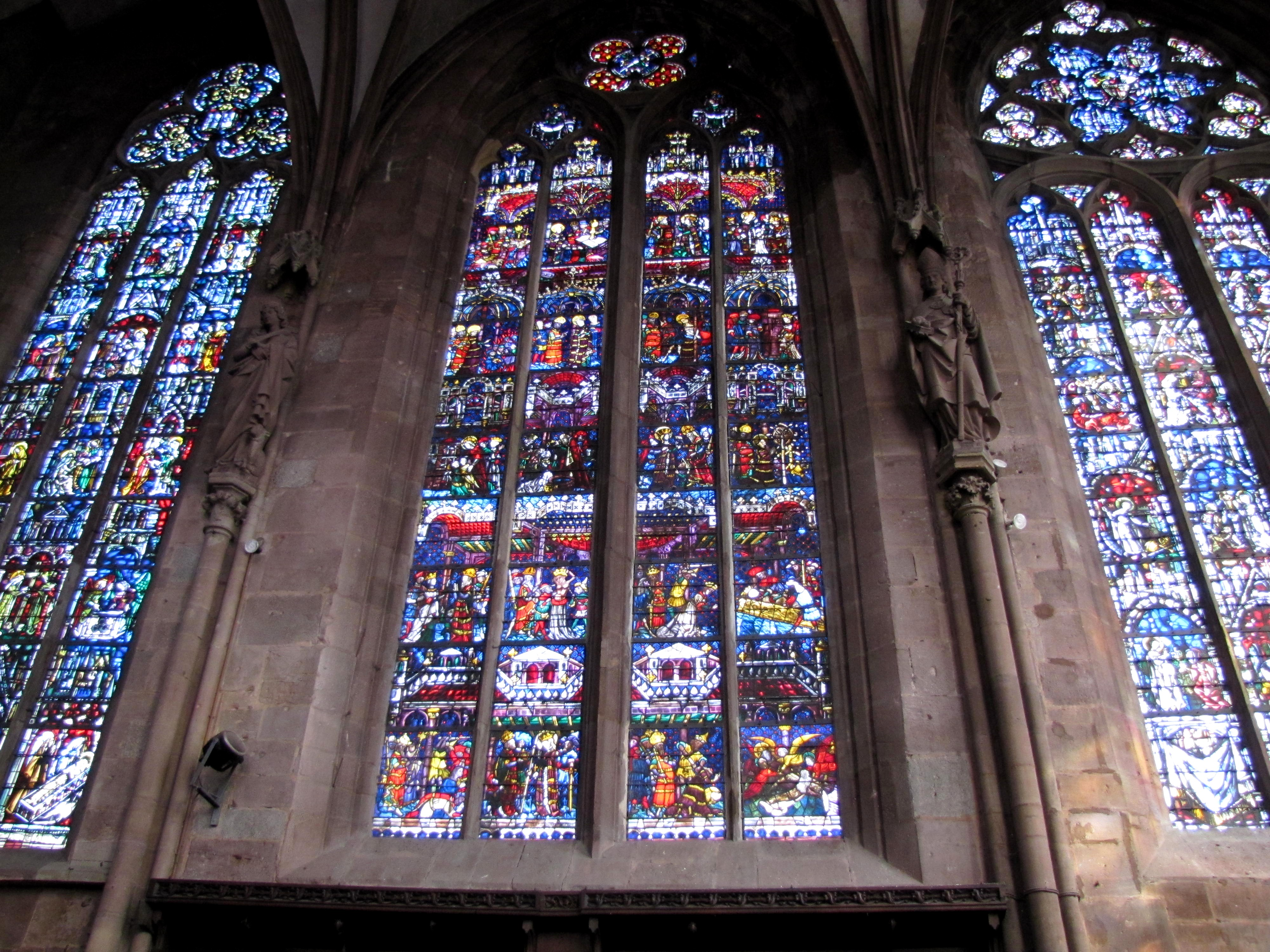
Les vitraux du chœur de Saint-Georges.
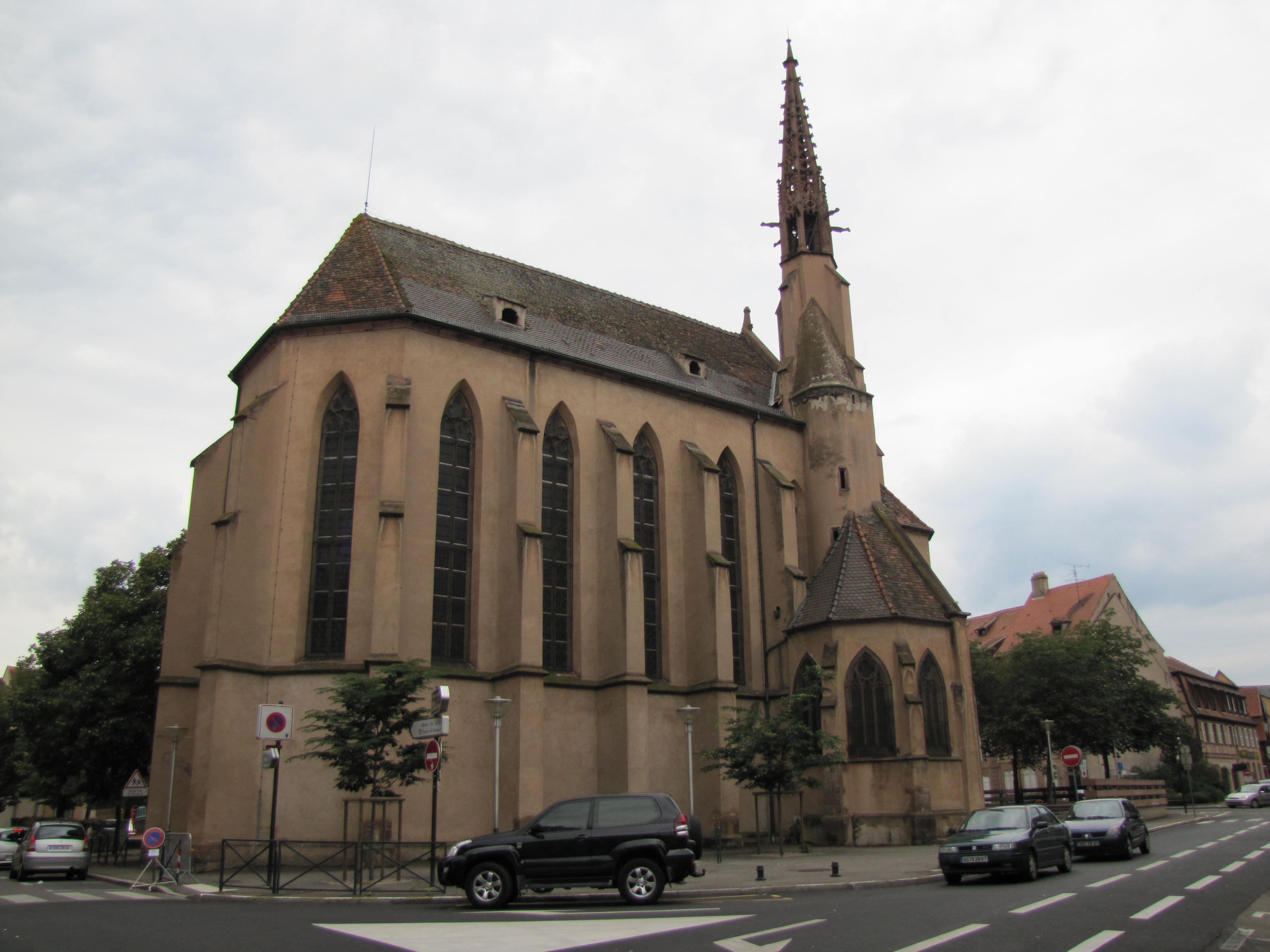
L'église protestante.
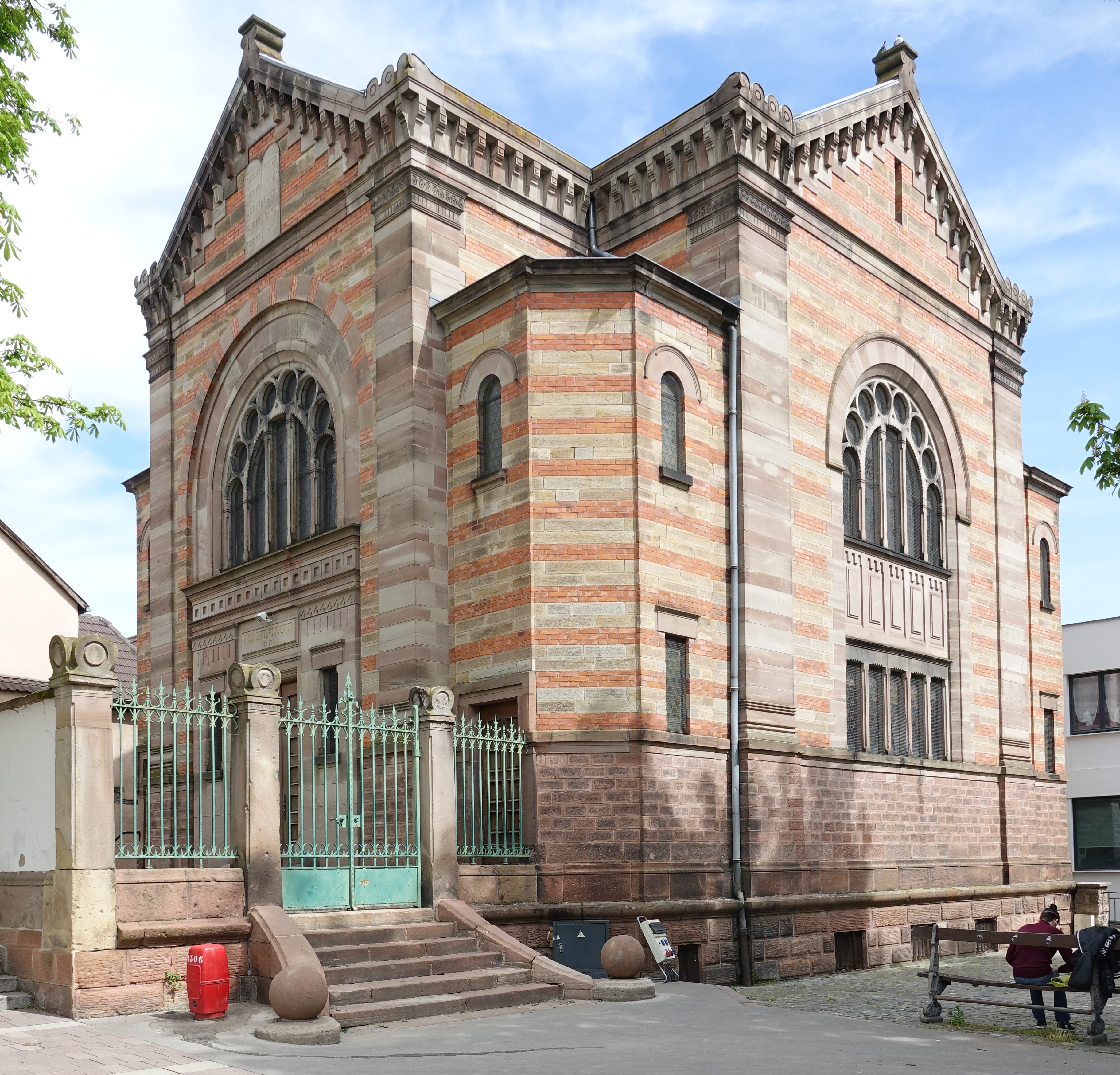
La synagogue.
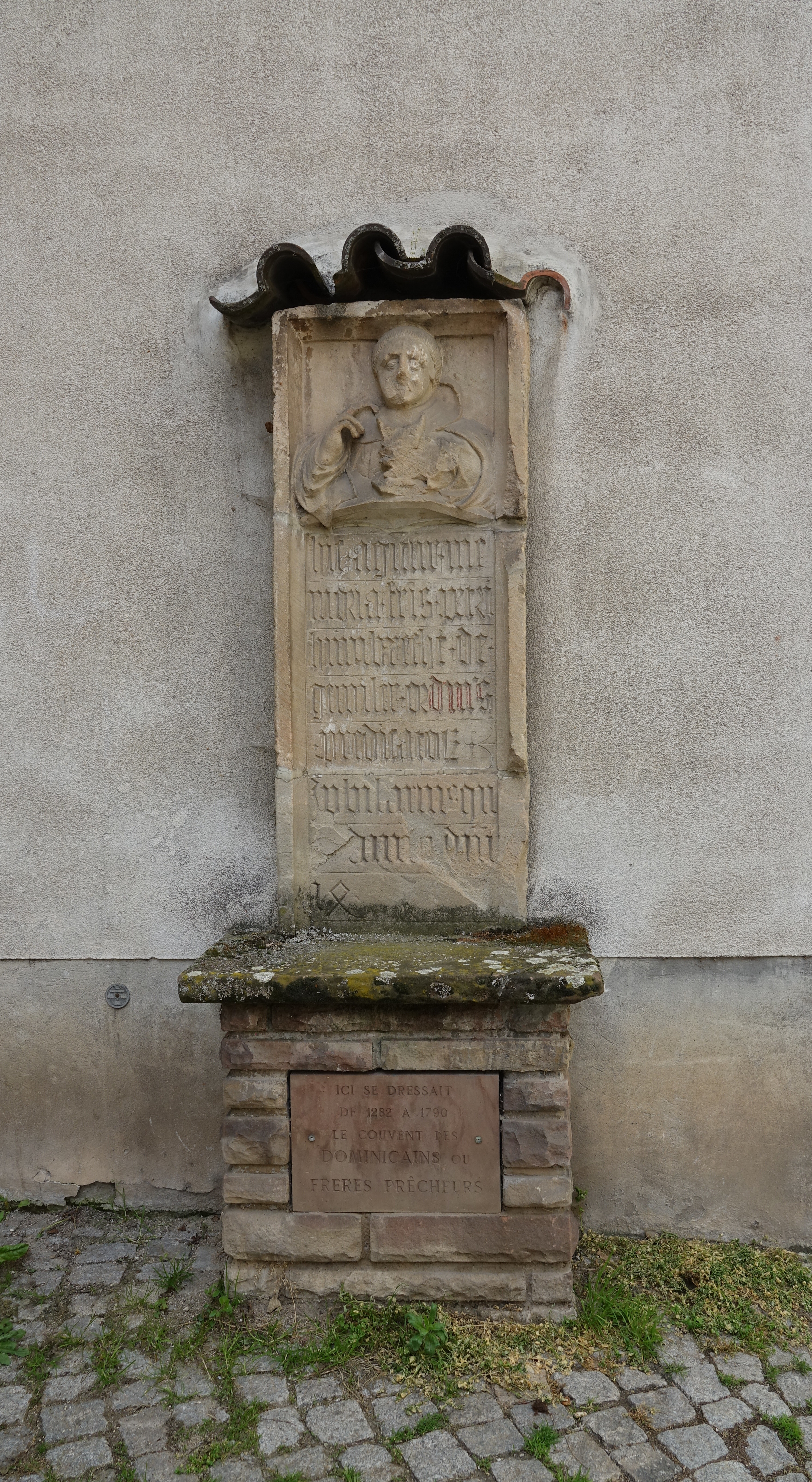
Lieu où se dressait le couvent des Dominicains de 1282 à 1790.

#### Patrimoine militaire

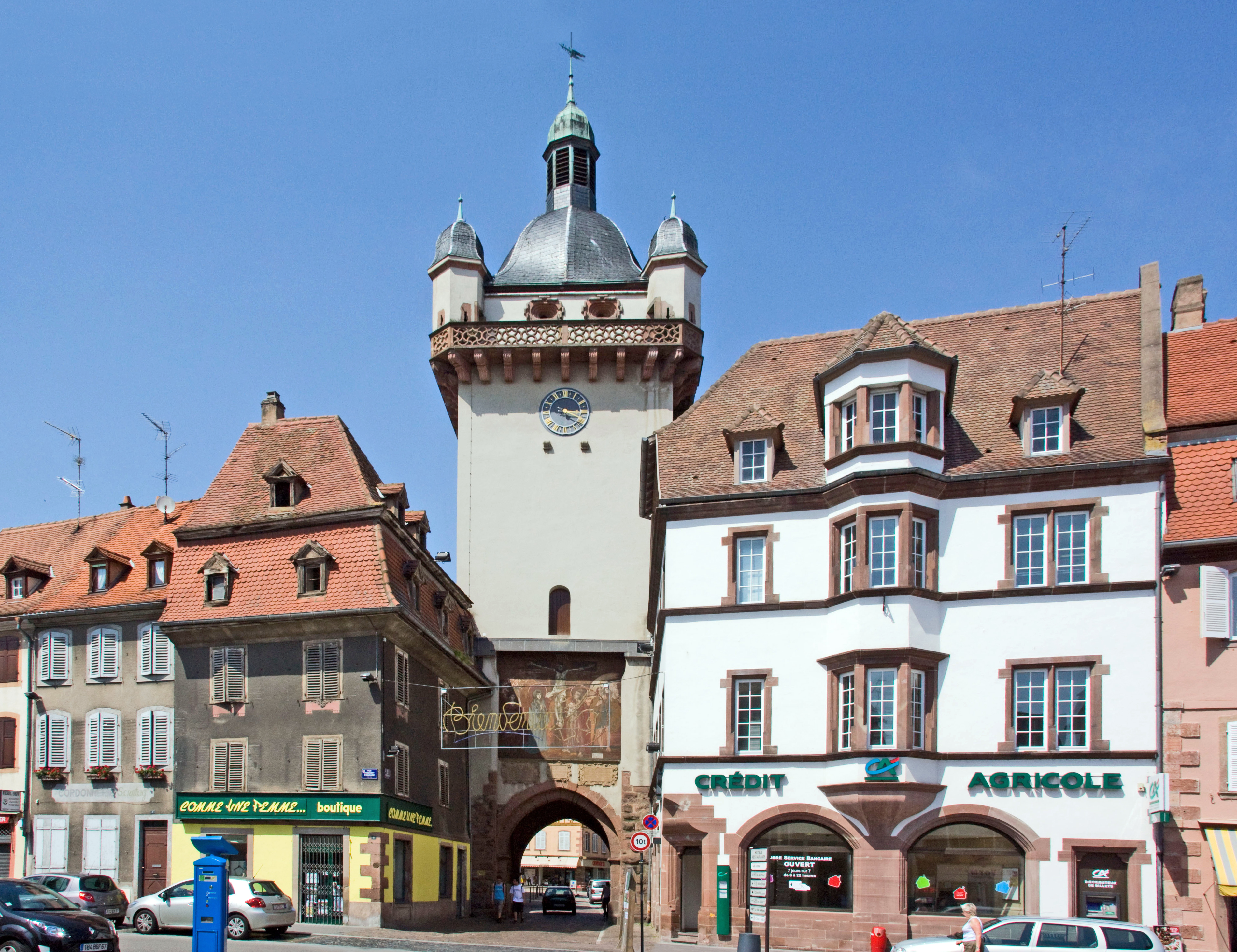
La tour de l'Horloge.

L'enceinte médiévale, construite et étendue à plusieurs reprises entre le XIIIe siècle et le XVIe siècle, a été détruite au XVIIe siècle après l'annexion de la ville à la France. Néanmoins, quatre tours ont subsisté. La Tour des Sorcières, qui faisait aussi office de porte, date du XIIIe siècle. Les arcades au rez-de-chaussée ont été murées au XVIIe siècle, lorsque l'édifice a été reconverti en prison. La Tour neuve ou de l'Horloge servait également de porte. Elle date de la même époque, mais elle a été coiffée en 1614 d'un lanternon et d'échauguettes. La tour visible rue de la Jauge faisait partie de la première enceinte du XIIIe siècle. Elle est encastrée dans une maison datable du XVIe siècle ou du XVIIe siècle, à laquelle elle sert de tourelle d'escalier. Une tour similaire, située sur le quai de l'Ill, est un vestige du Ladhof, le port primitif de la ville. Elle en gardait l'accès et elle peut être datée du XIIIe siècle.

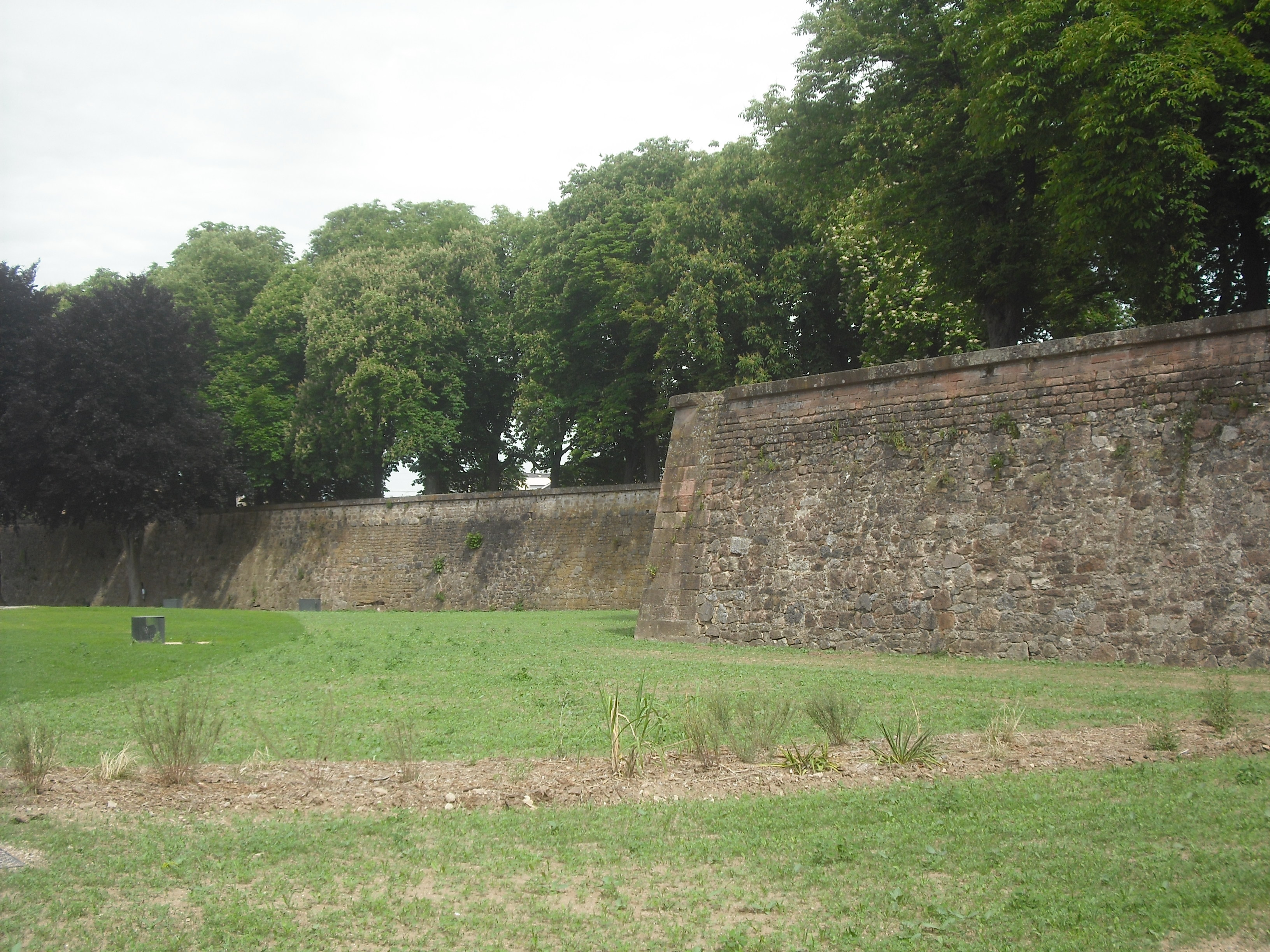
Les remparts de Vauban.

Les remparts construits par Jacques Tarade et Sébastien Vauban au XVIIe siècle ont à leur tour été détruits au XIXe siècle. Jacques Tarade avait fait construire les talus et les fossés, et Vauban avait achevé le chantier en élevant les murs. Il fit aussi aplatir les bastions dessinés par Tarade, qui étaient particulièrement pointus et dotés de flancs concaves, suivant les modèles obsolètes du début du XVIe siècle.
De ces remparts subsistent une portion de mur avec deux bastions (les remparts), les vestiges d'une demi-lune, ainsi que la Porte de Strasbourg. La Porte de Strasbourg, achevée en 1679, est typique de l'architecture du règne de Louis XIV. La façade intérieure la fait ressembler à un petit hôtel particulier tandis que la partie extérieure, en grès rose et surmontée d'un fronton, est monumentale.
Sélestat conserve deux anciens arsenaux et une poudrière. L'arsenal Saint-Hilaire, construit en 1518, est un édifice imposant construit en brique, avec un grenier de trois étages. Néanmoins, il s'est vite révélé insuffisant et il a été secondé par l'arsenal Sainte-Barbe à partir de 1534. Ce dernier, construit vers 1470, est un édifice gothique à pignon crénelé. Il servait initialement de halle ou de grenier. L'escalier extérieur monumental ainsi que le porche ont été ajoutés en 1901, lorsque le bâtiment est devenu une salle des fêtes.
La caserne Schweisguth, qui sert de lycée depuis 1989, a été construite de 1876 à 1880, pendant la période allemande. C'est un grand édifice de quatre étages, rythmé par des pavillons.

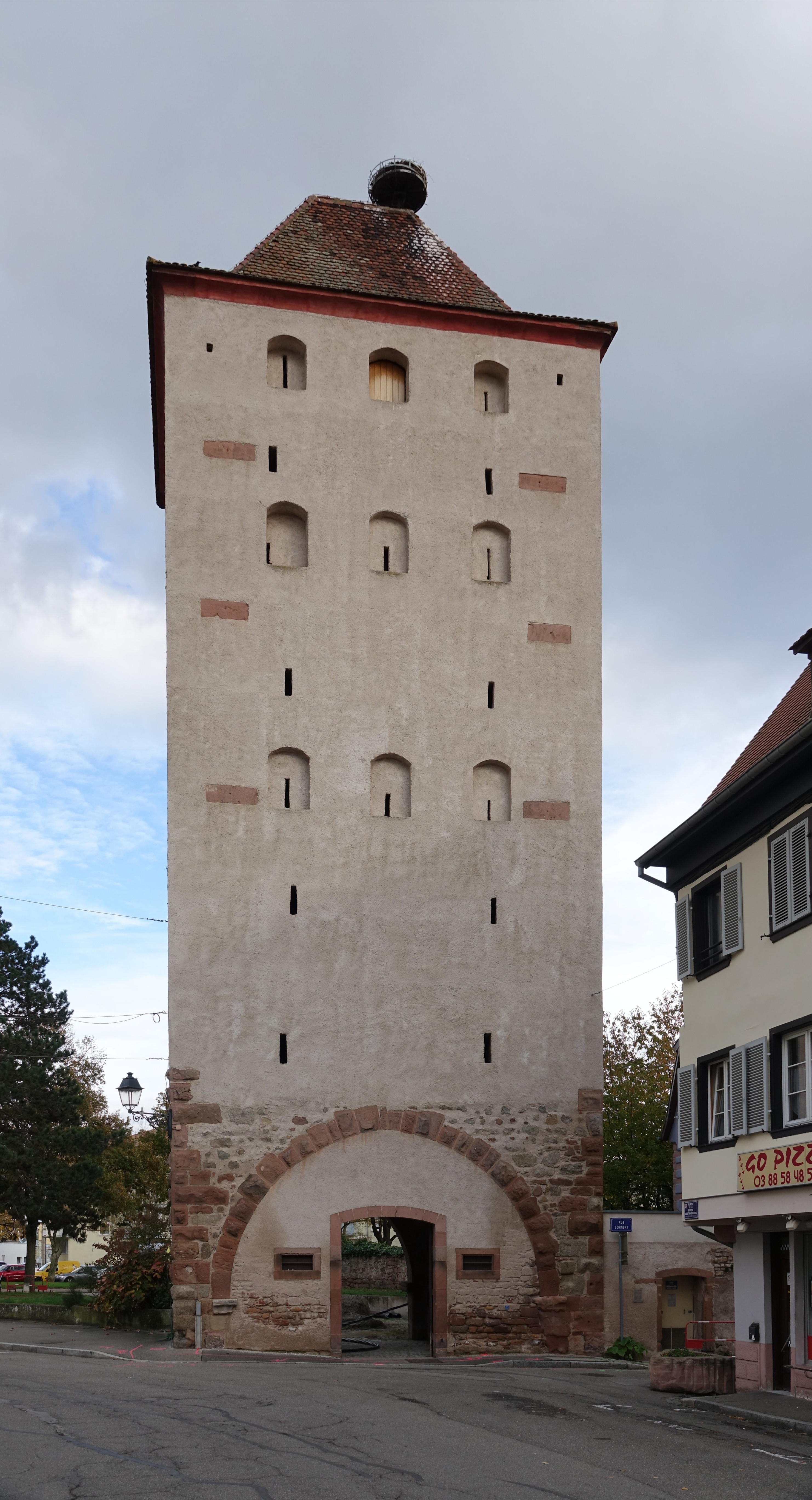
La tour des Sorcières.
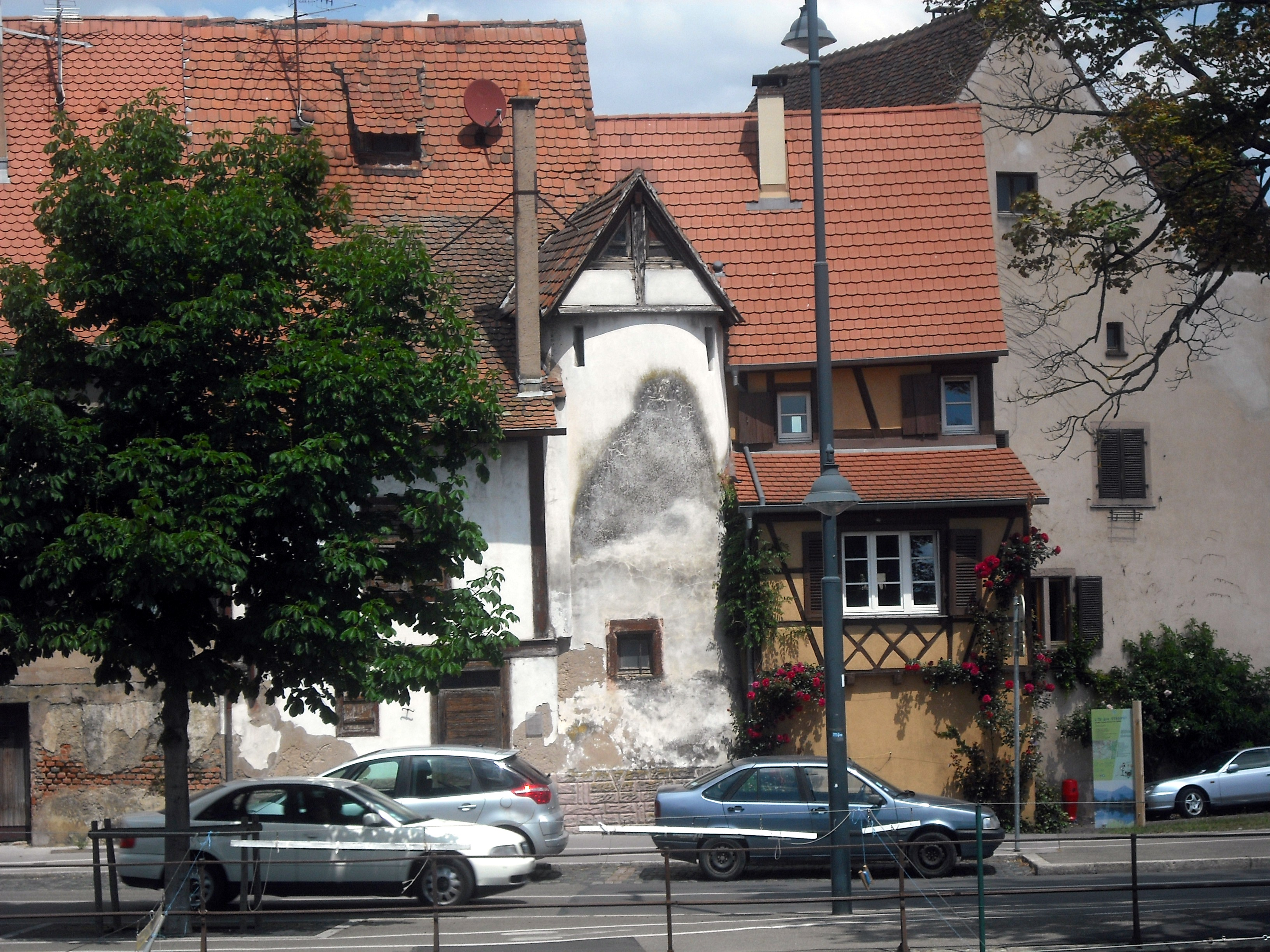
La tour du Ladhof.
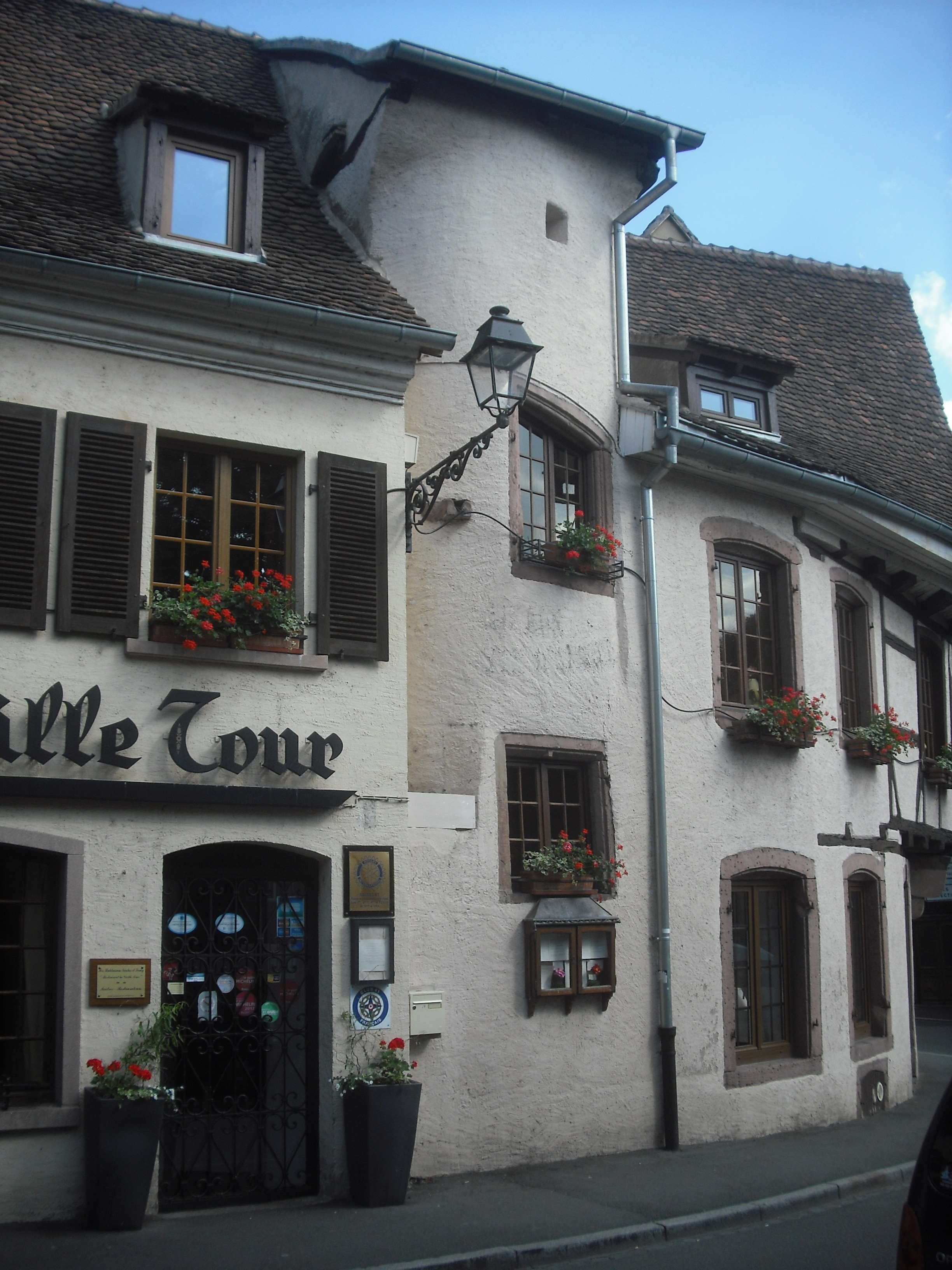
La tour rue de la Jauge.
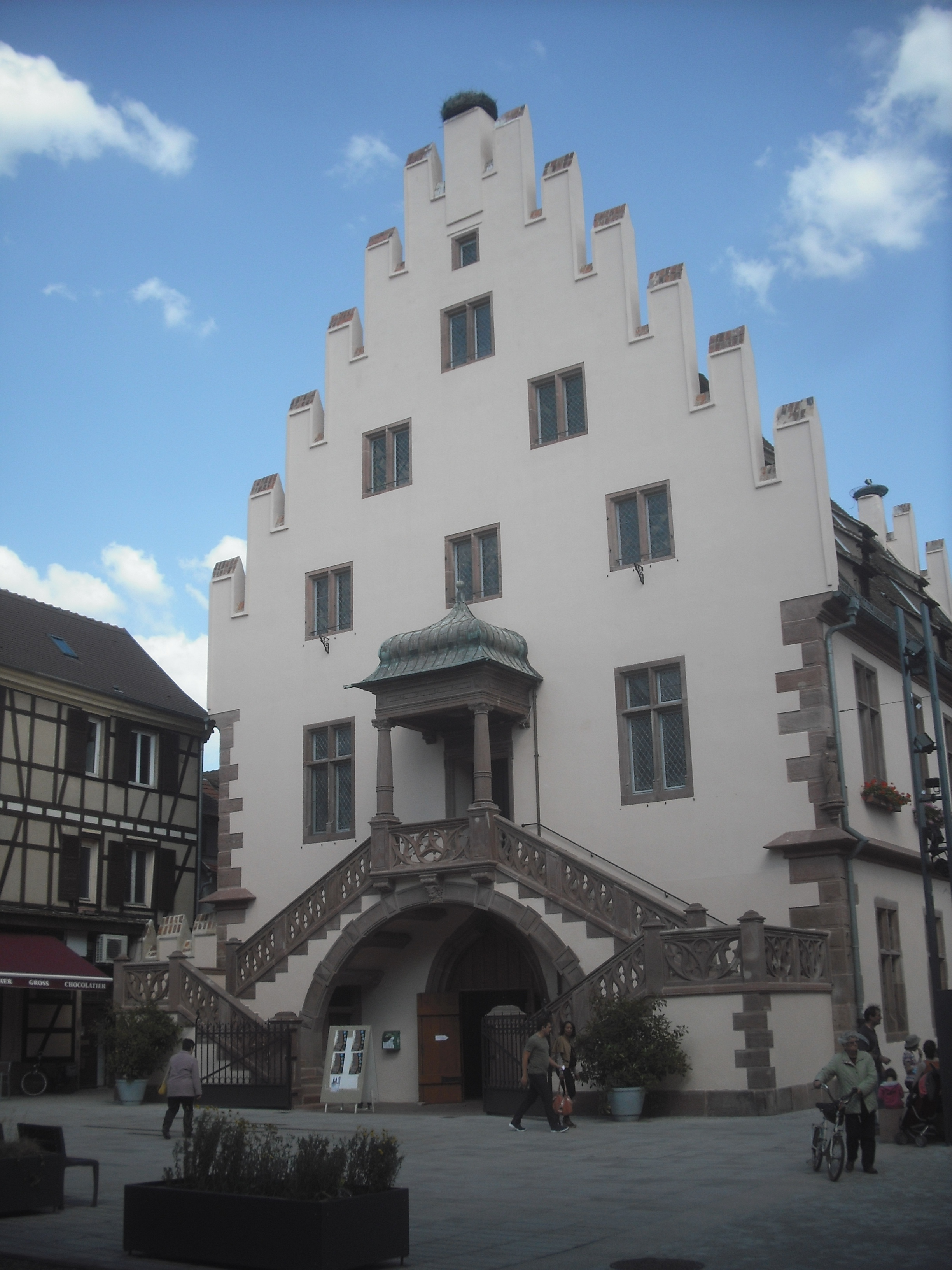
L'arsenal Sainte-Barbe.
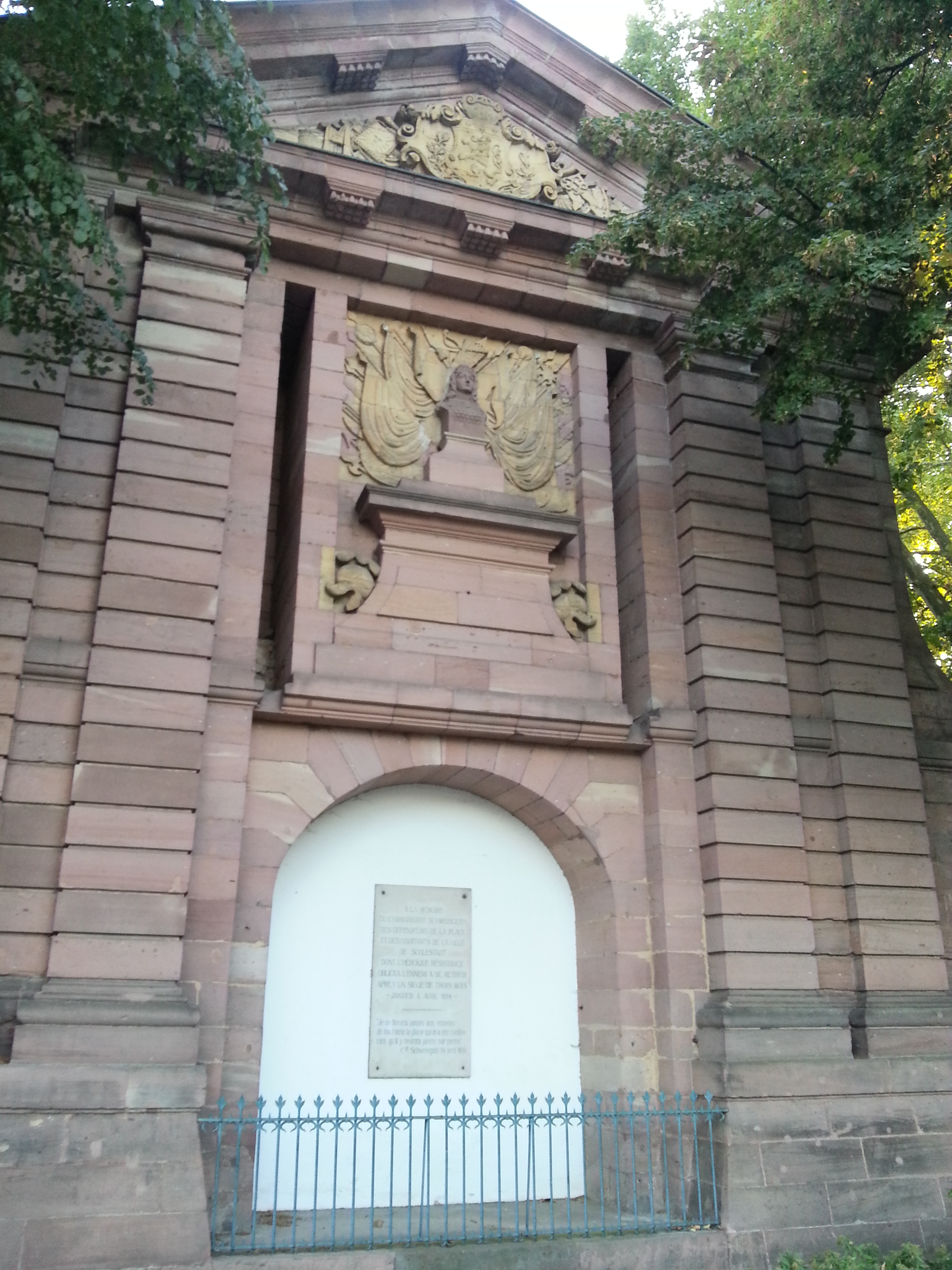
La porte de Strasbourg.

#### Patrimoine civil

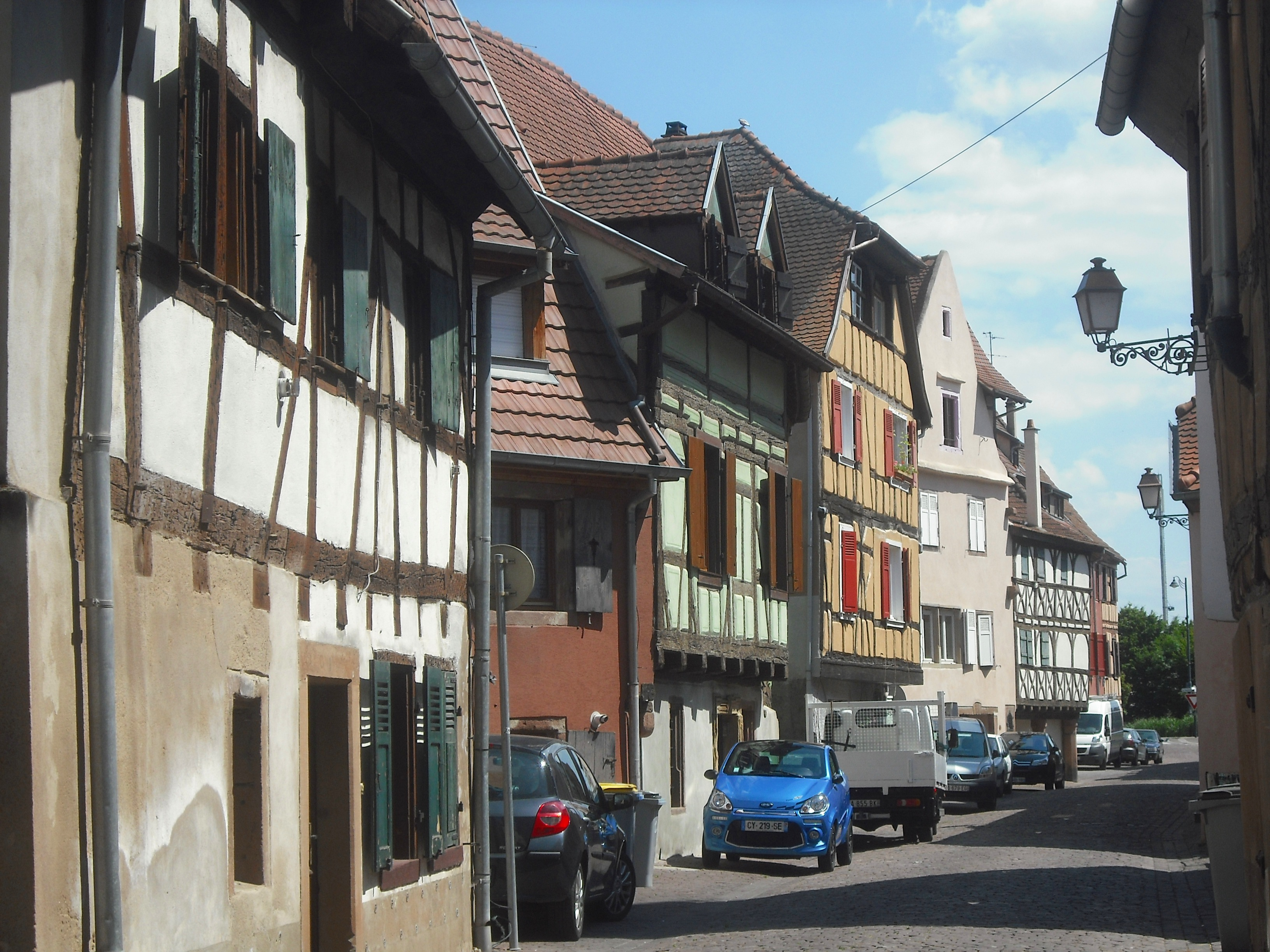
Le quai des Tanneurs.

La vieille ville de Sélestat compte un grand nombre de maisons anciennes. Le quai des Tanneurs, parcouru par un cours d'eau jusqu'au début du XXe siècle, est bordé par plusieurs maisons médiévales caractéristiques, avec un rez-de-chaussée en pierre, un étage à pans de bois et un pignon très pentu qui abritait le grenier de séchage des peaux. Les pans de bois sont généralement assemblés en queue d'aronde, une technique employée avant la Renaissance. Certaines maisons de la rue des Oies et de la rue des Veaux, situées à proximité, présentent un crépi réalisé au XIXe siècle, destiné à masquer les pans de bois qui rappelaient trop les habitations rurales.

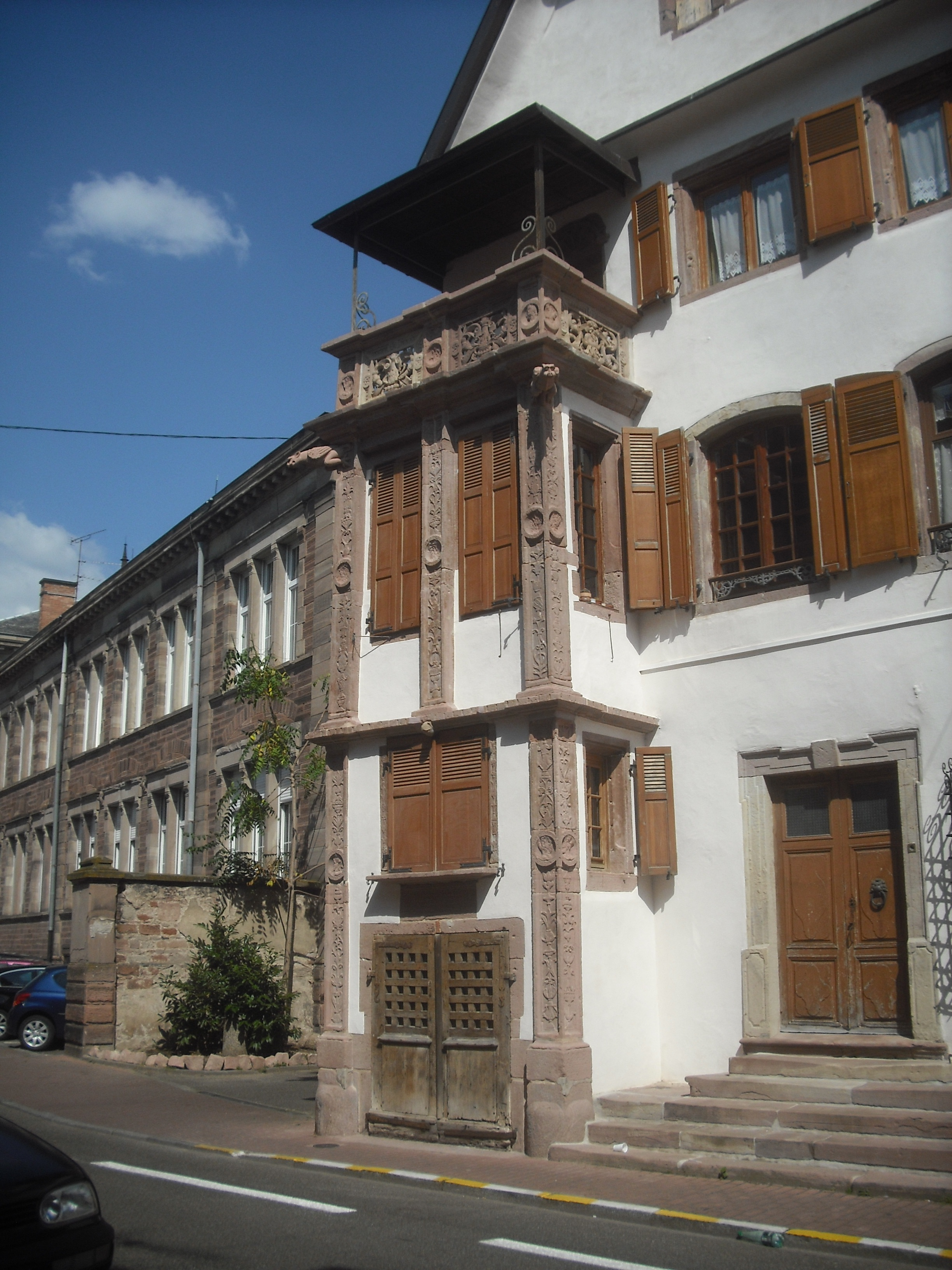
La maison Ziegler et son oriel.

La Renaissance a laissé plusieurs hôtels particuliers et des maisons de notables qui possèdent souvent un oriel, élément caractéristique de l'architecture alsacienne de l'époque. L'hôtel d'Ebersmunster, qui servait de pied-à-terre aux moines d'Ebersmunster, a été construit en 1541. C'est un édifice massif, doté d'un grenier de trois étages destiné à engranger la dîme. Sa façade est animée par un portail monumental à pilastres, chapiteau et médaillons. L'oriel de la maison Ziegler, construite vers 1540, montre l'engouement de l'époque pour l'Antiquité. Il suit en partie les principes du traité de Vitruve et il est orné de quatre médaillons illustrant des personnalités de l'Antiquité. La maison Billex et l'hôtel de Saint-Lô datent de la Renaissance tardive, qui correspond à Sélestat aux temps troublés de la Réforme et de la guerre de Trente Ans.

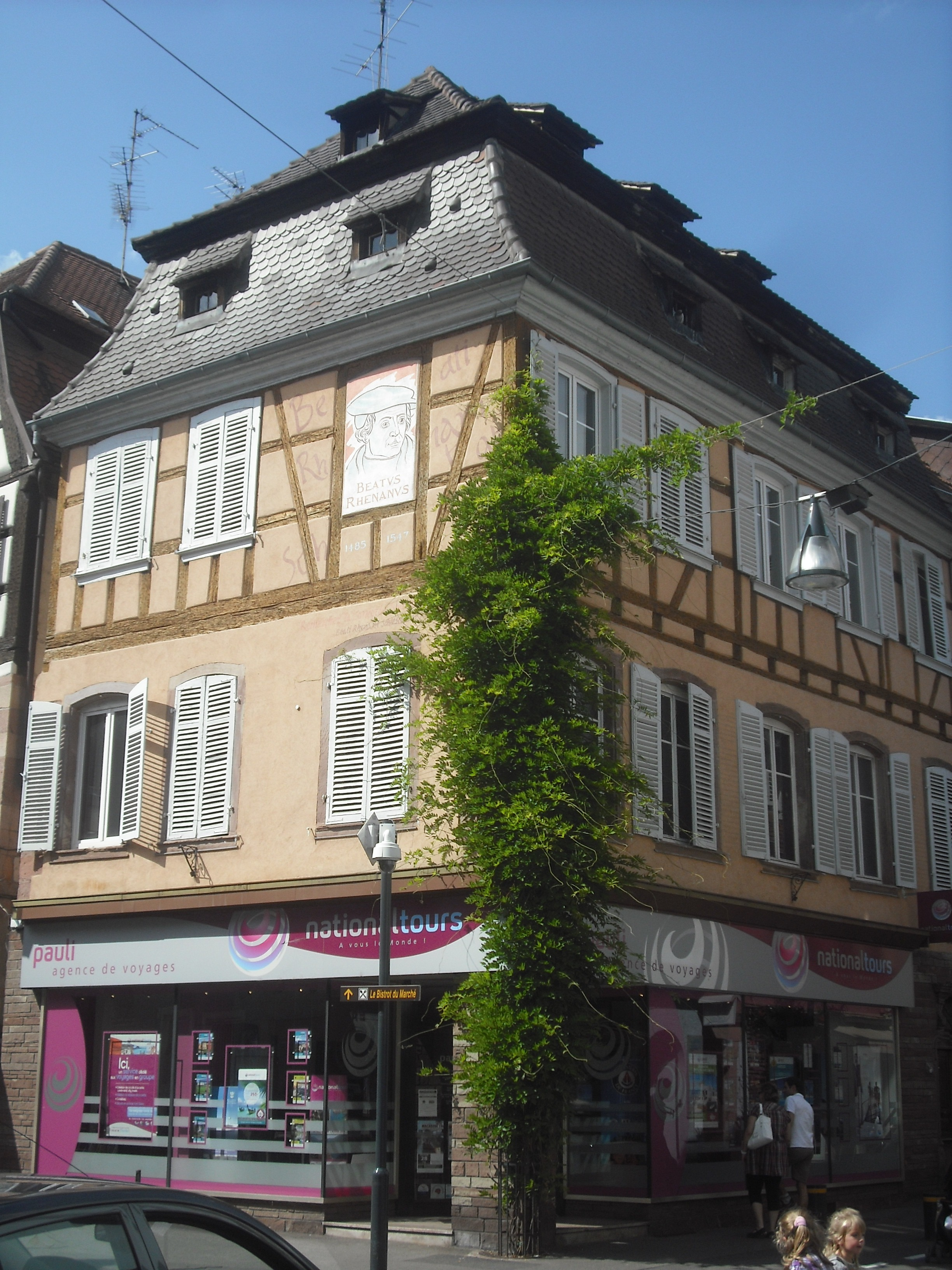
Maison représentative du « style français ».

Un pignon de la place Gambetta, construit en 1569 et orné d'un décor à volutes en 1625, est l'une des premières manifestations de l'architecture baroque à Sélestat. Elle a ensuite connu un développement remarquable jusqu'au XVIIIe siècle, notamment sur les portails d'hôtels particuliers, comme l'hôtel de Chanlas et celui de Fels. L'ancien hôpital bourgeois est un bon exemple de l'architecture française du XVIIIe siècle, avec une façade symétrique rythmée par des chaînages et un fronton cintré.
Le « style français », en vogue en Alsace au XVIIIe siècle, est bien représenté. Les maisons suivant cette mode ont en général un étage en pierre surmonté d'un étage à pans de bois, lui-même coiffé d'un toit à la Mansart. Les maisons répondant à ce style mêlent de cette façon architecture traditionnelle alsacienne et mode française. L'étage en pans de bois, réalisé ainsi par souci d'économie, était habituellement enduit de crépi, afin de renforcer l'aspect cossu de l'édifice et de masquer son caractère germanique.

La médiathèque.

Plusieurs édifices publics ont été construits au cours du XIXe siècle, comme la halle aux blés, qui abrite la Bibliothèque humaniste et qui date de 1845 ou la gare, reconstruite après 1871. La période allemande a laissé plusieurs exemples d'architecture « wilhelmienne », caractérisée par un éclectisme allant des styles rhénans au néoclassicisme et des formes souvent imposantes. De cette époque datent la poste, ouverte en 1884, le tribunal, de 1900, doté d'un style néogothique, ou le lycée Koeberlé, achevé en 1913. Le château d'eau en brique polychrome, inspiré  par celui de Deventer aux Pays-Bas, date de 1903.
L'art déco est représenté par les bains municipaux, ouverts en 1928. La Lieutenance, maison bourgeoise constituée d'éléments médiévaux et de l'époque moderne, a été remaniée en 1920 par son propriétaire Lazare Weiller qui fit notamment ajouter un porche et des communs dans un style néo-renaissance régional. L'architecture contemporaine est illustrée par le front culturel de l'Ill, qui regroupe la médiathèque, les Tanzmatten et l'Agence culturelle d'Alsace. L'ensemble a été réalisé dans les années 1990. Les façades en verre de la médiathèque et de l'agence culturelle permettent de les intégrer aux rives de l'Ill. Les Tanzmatten, achevés en 2001 et dessinés par le cabinet Heintz-Kehr et Rudy Ricciotti, mêlent verre, bois et piliers de soutien asymétriques qui évoquent les roseaux de l'Ill.

### Autres monuments

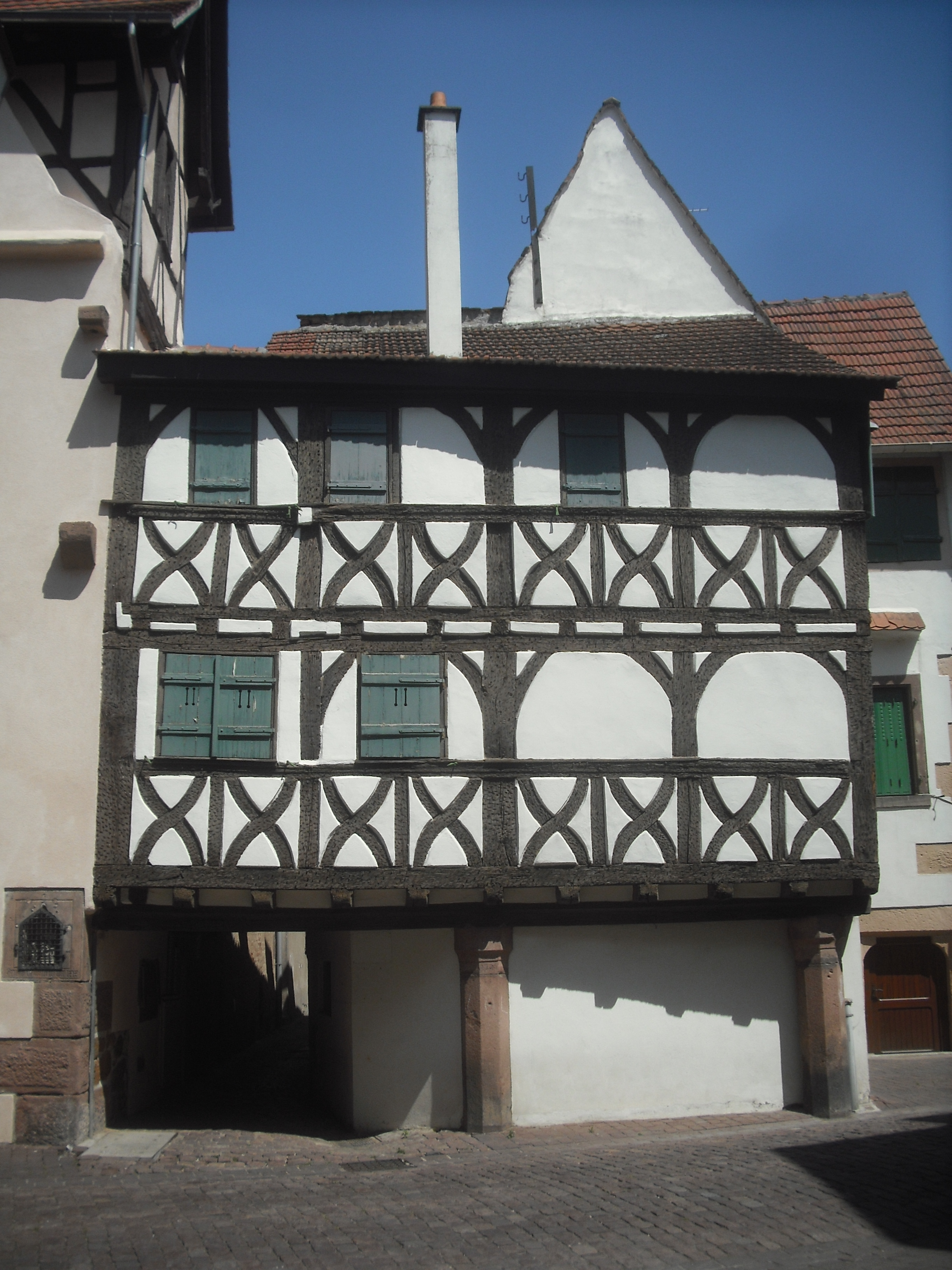
Maison au quai des Tanneurs.
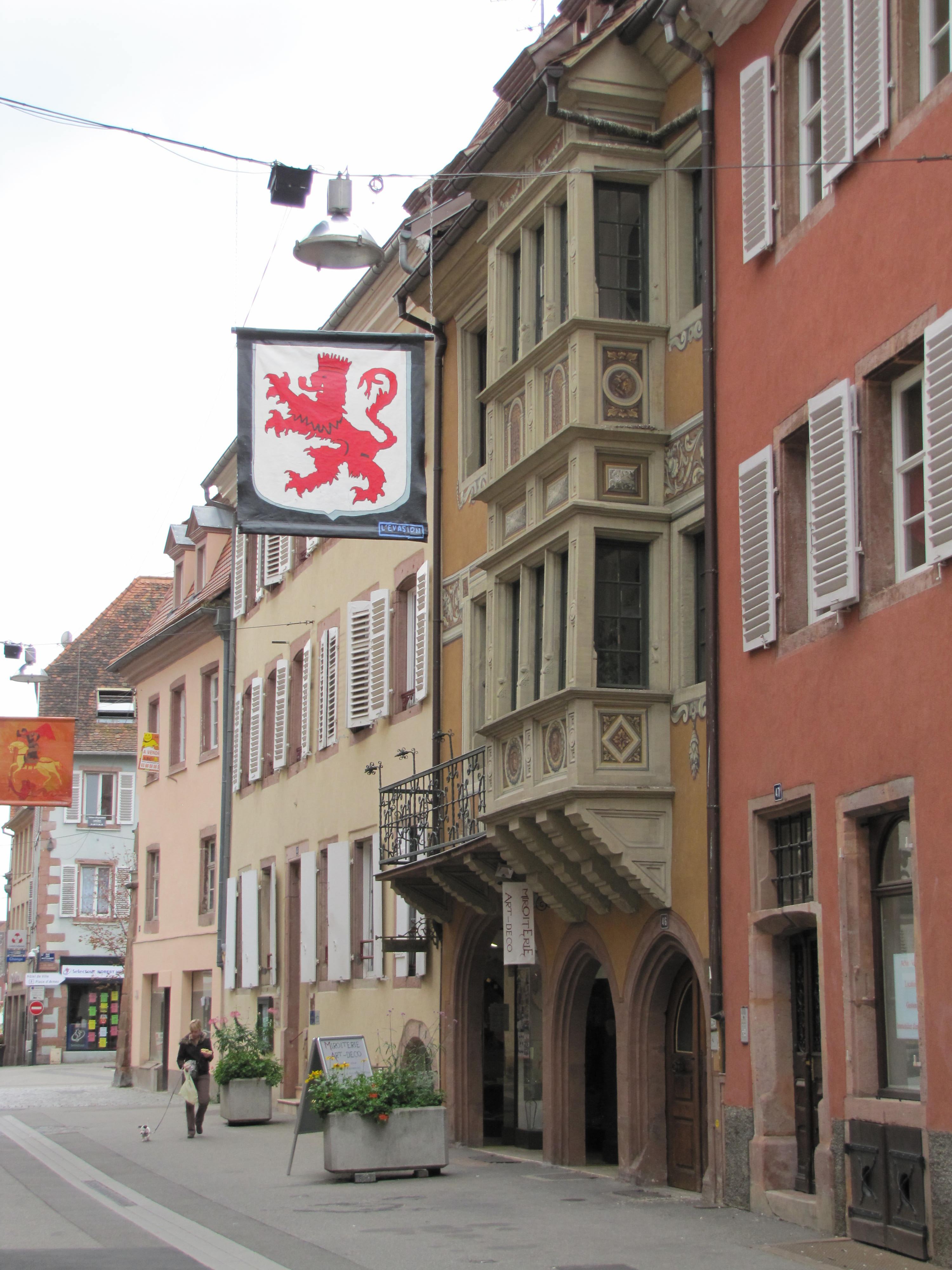
La maison Goll.
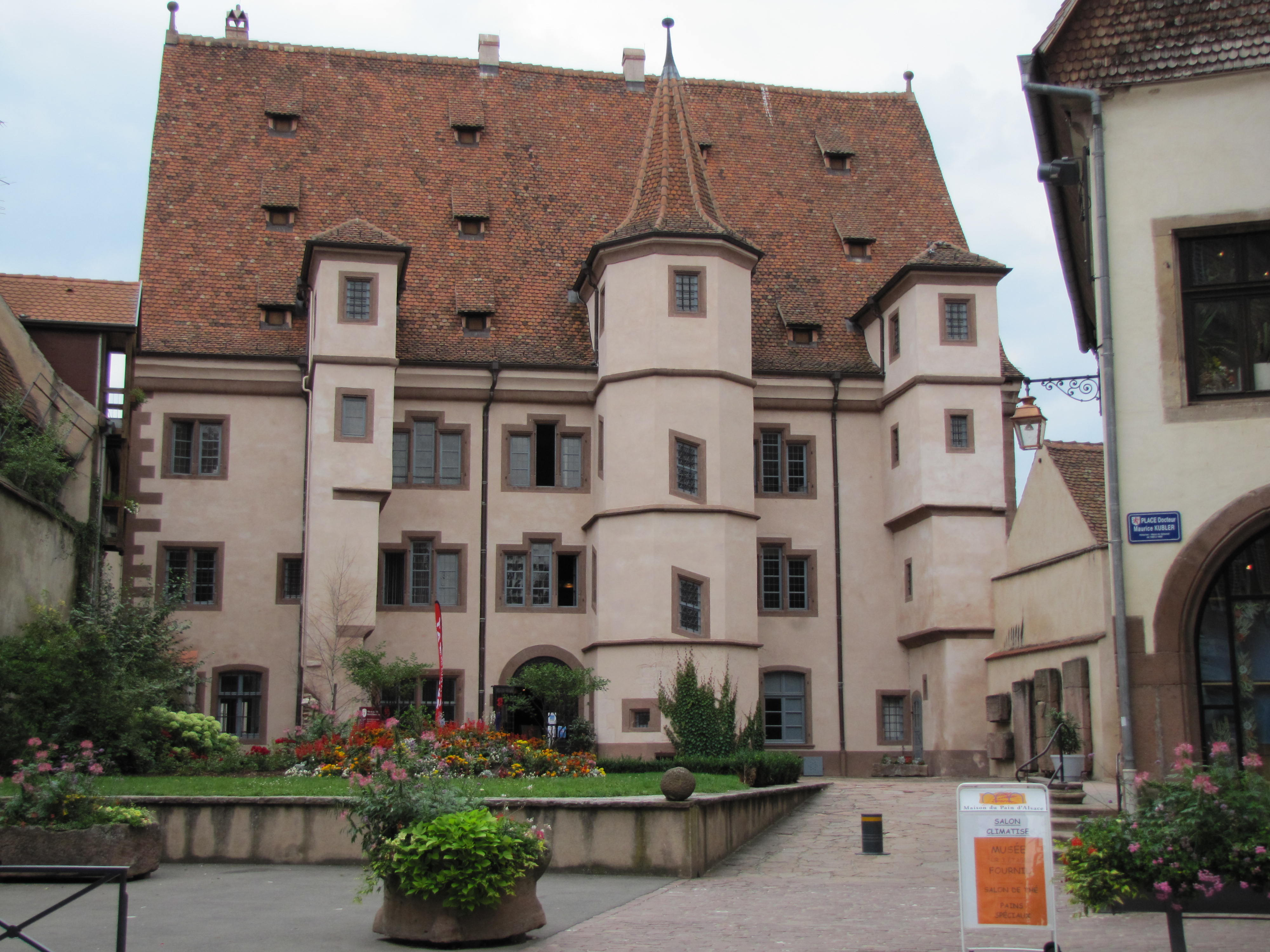
L'hôtel d'Ebersmunster.
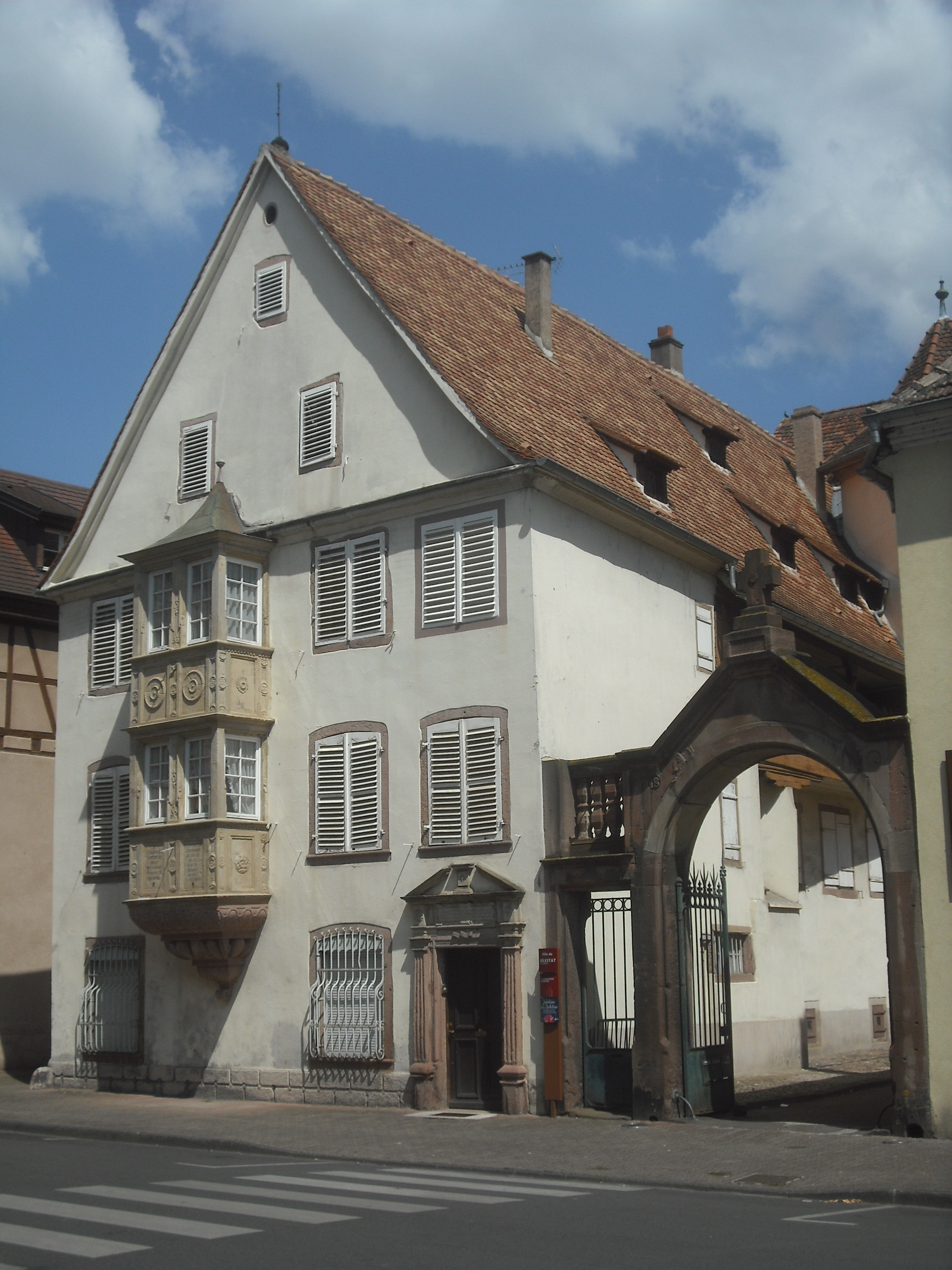
La maison Billex.
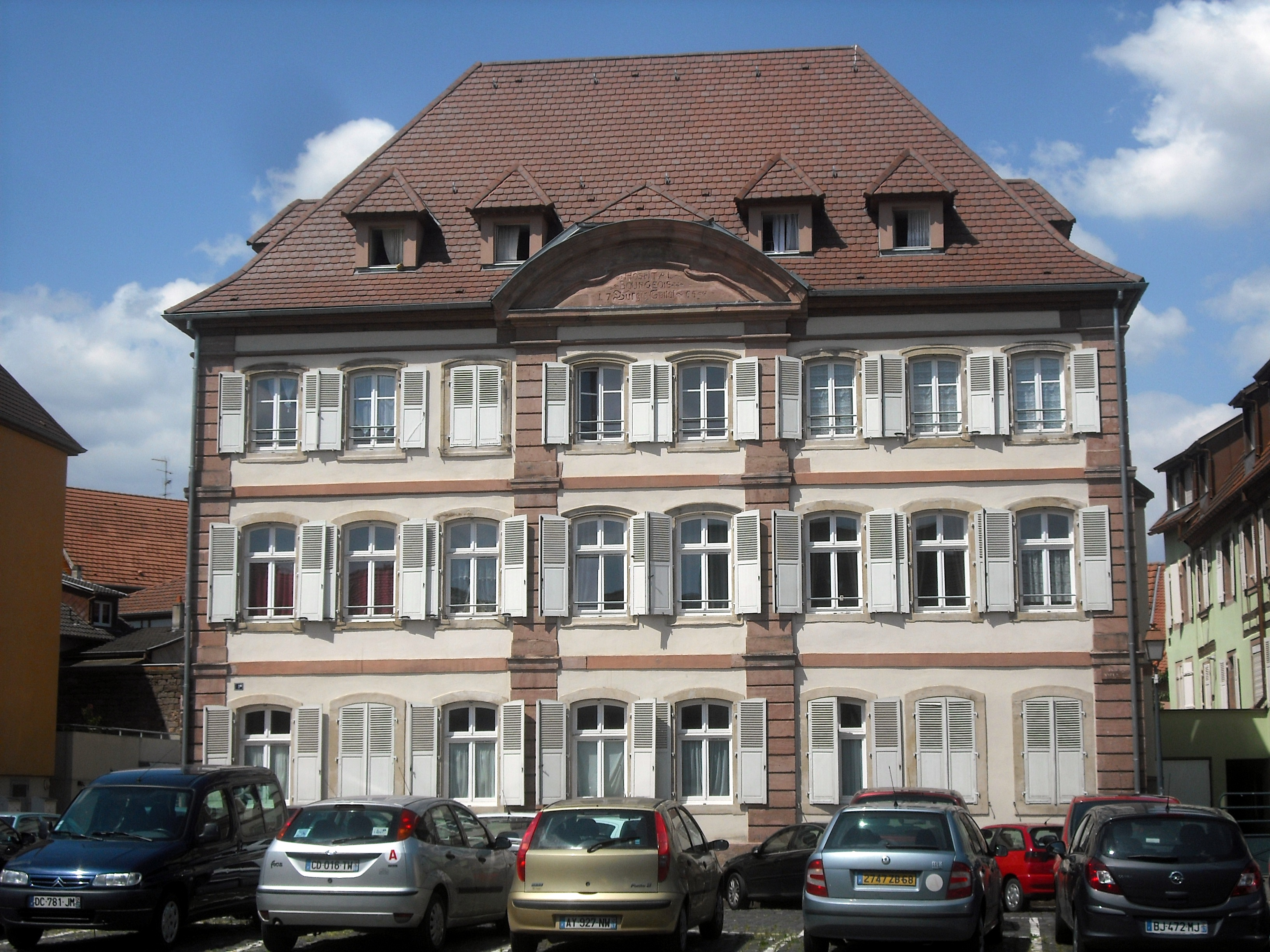
L'hôpital bourgeois.
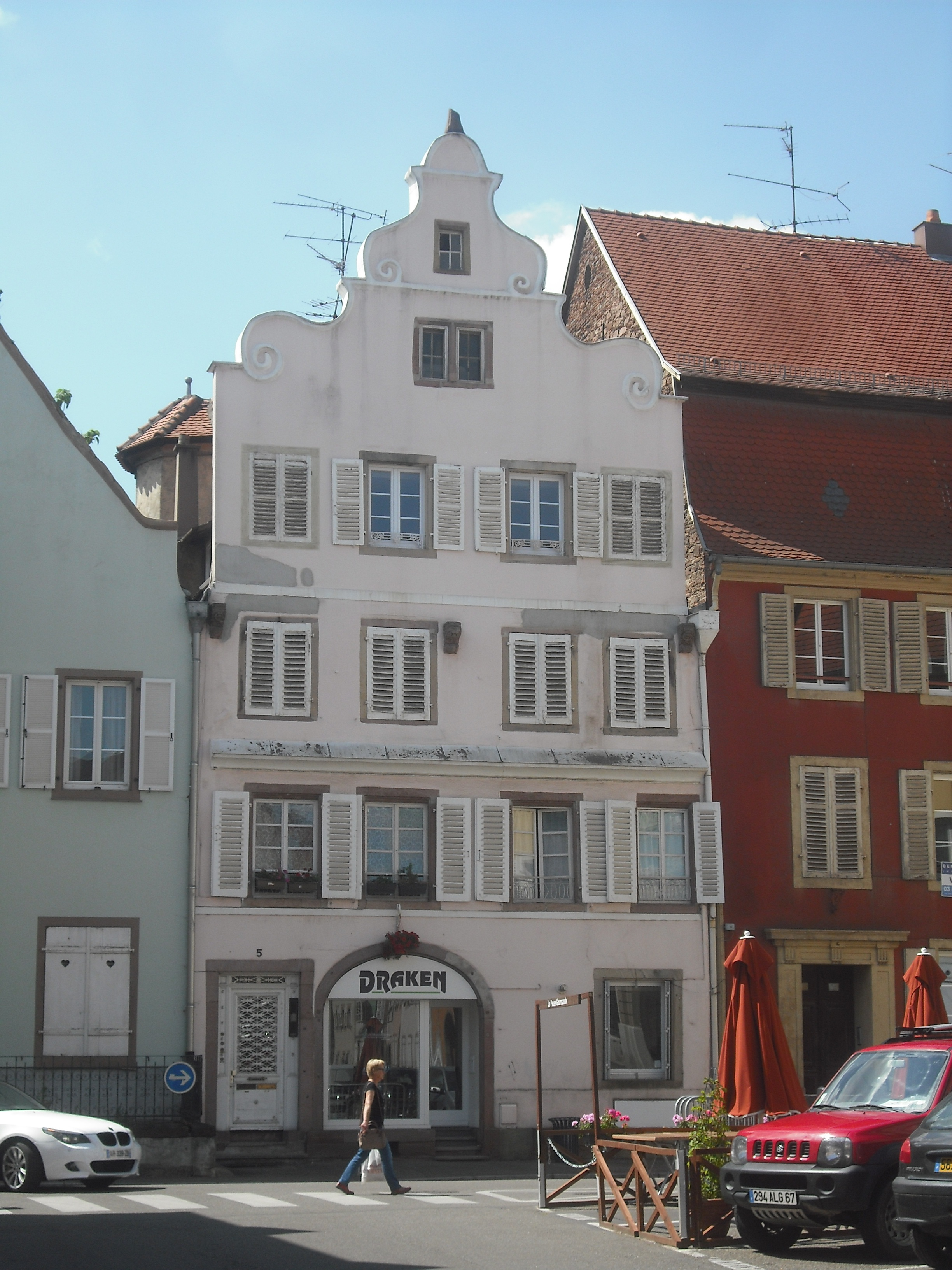
Pignon baroque.
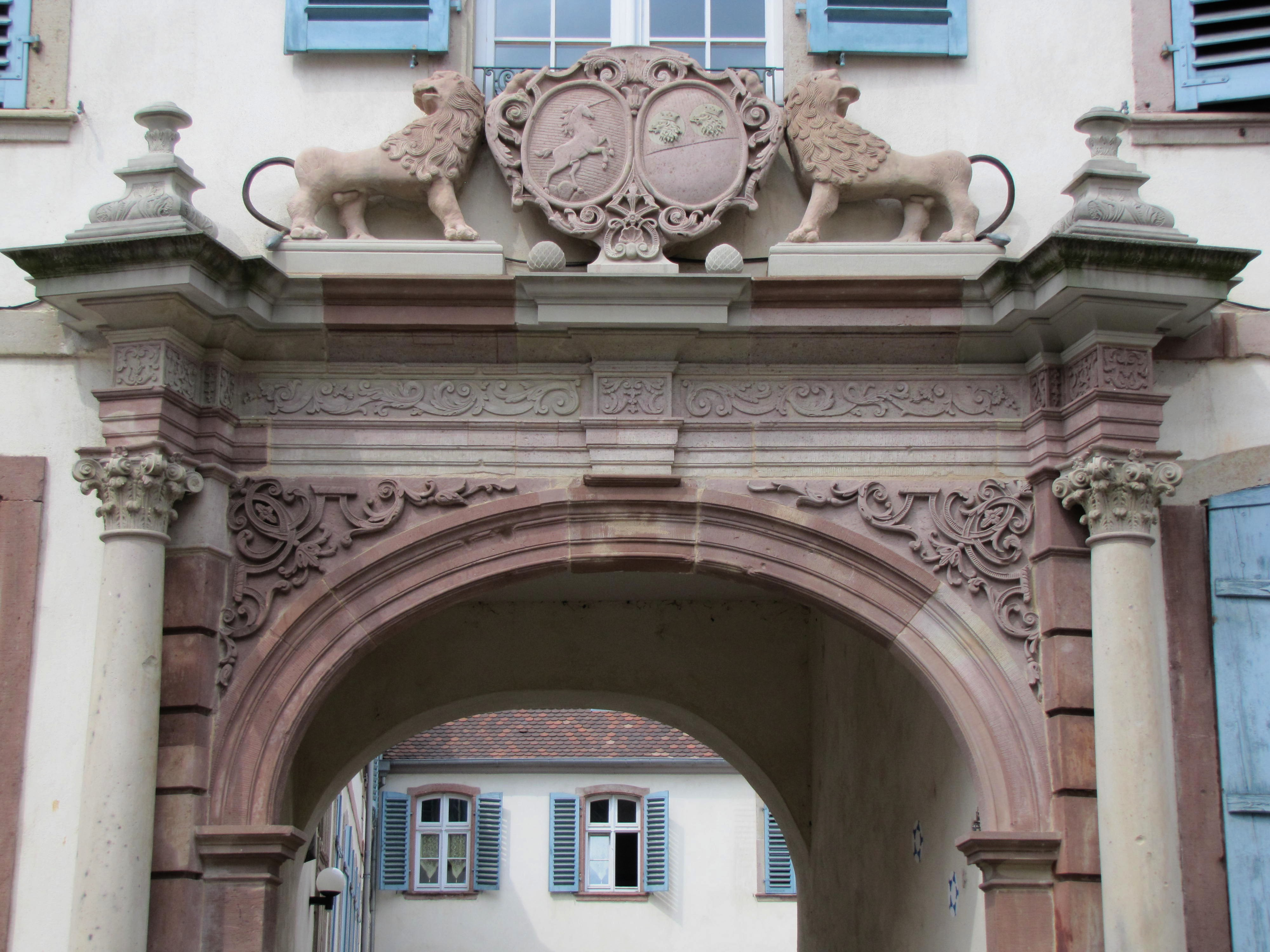
Porche de l'hôtel de Fels.
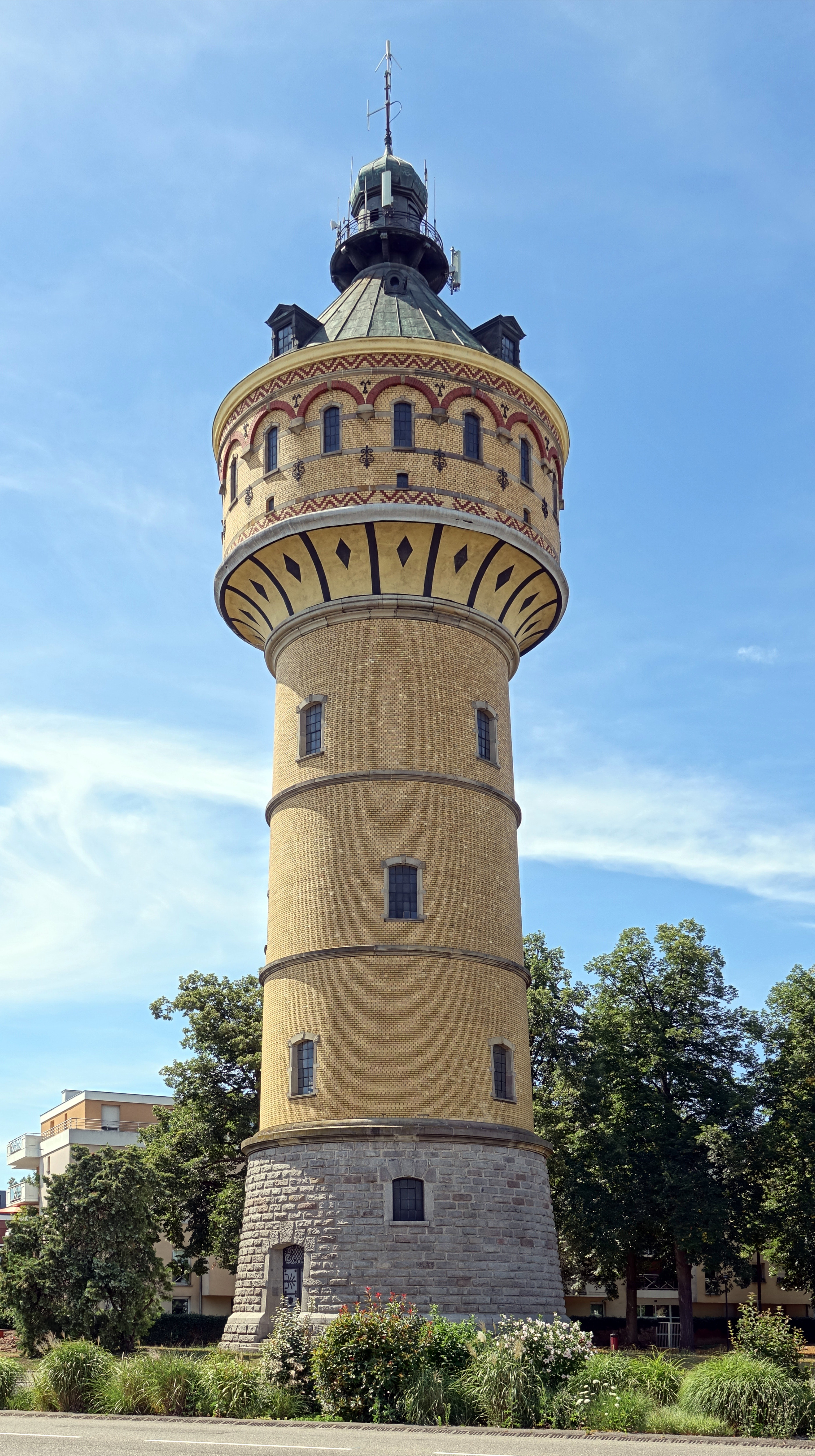
Le château d'eau.
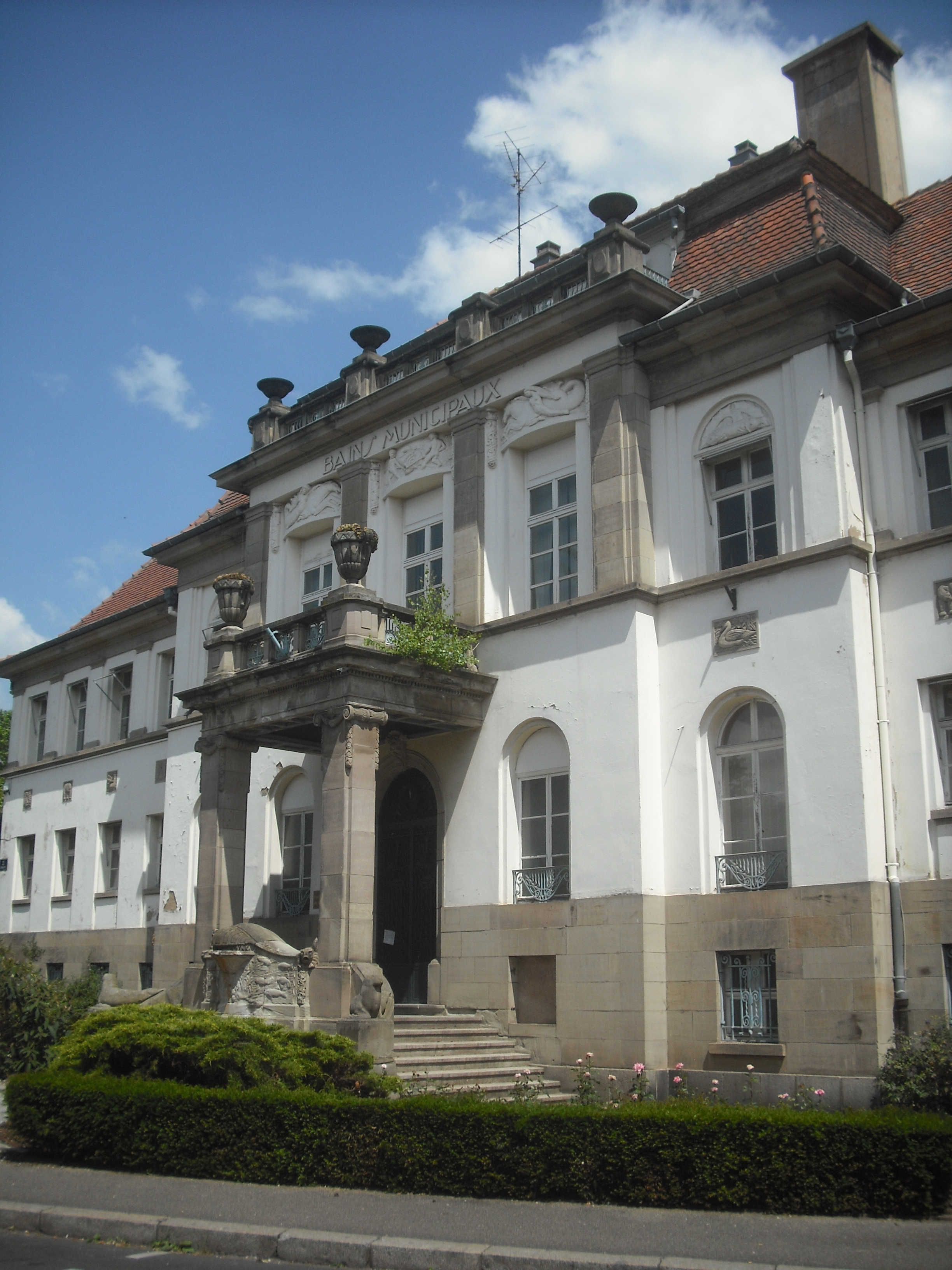
Les bains municipaux.
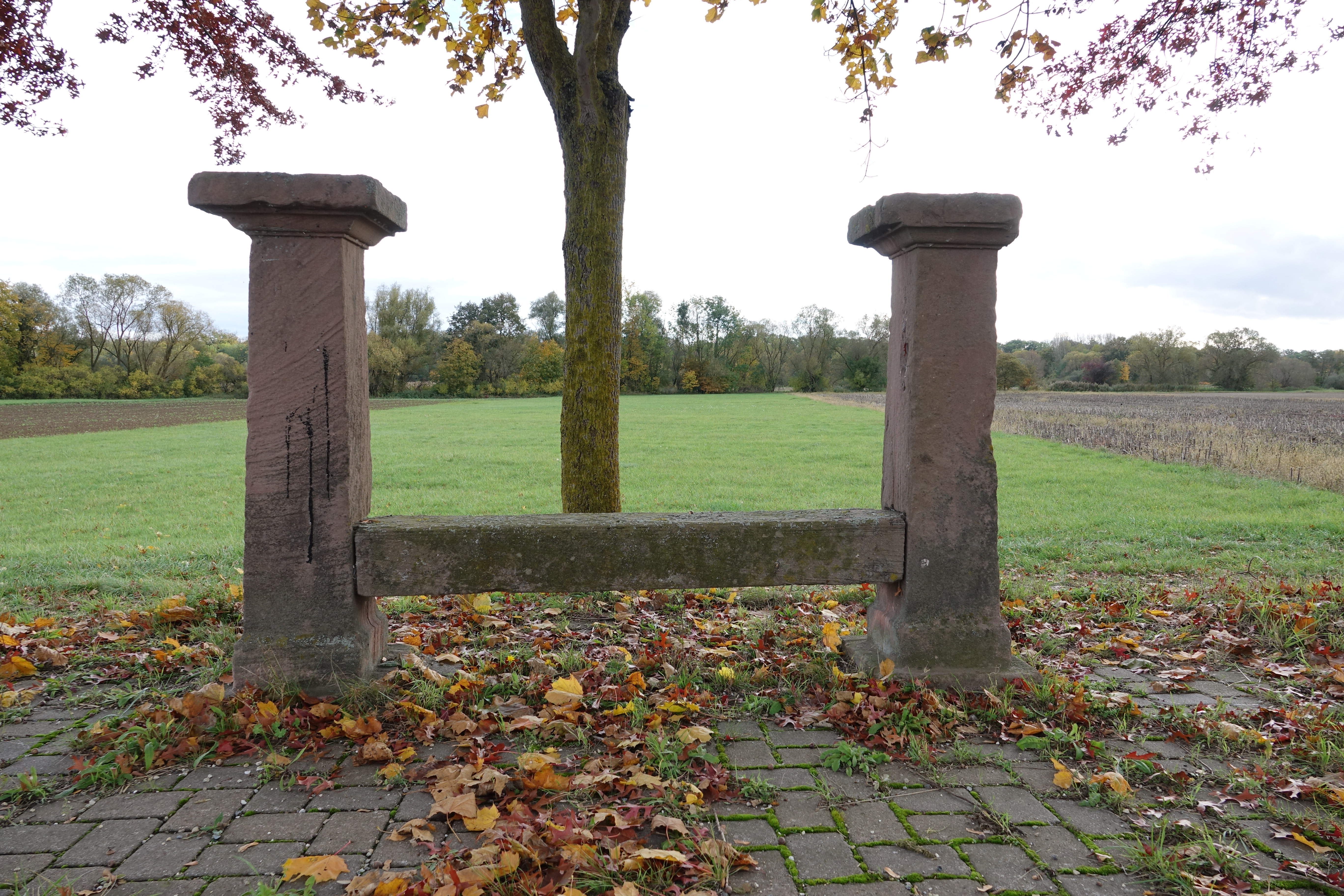
Le banc-reposoir sur la RD 21.
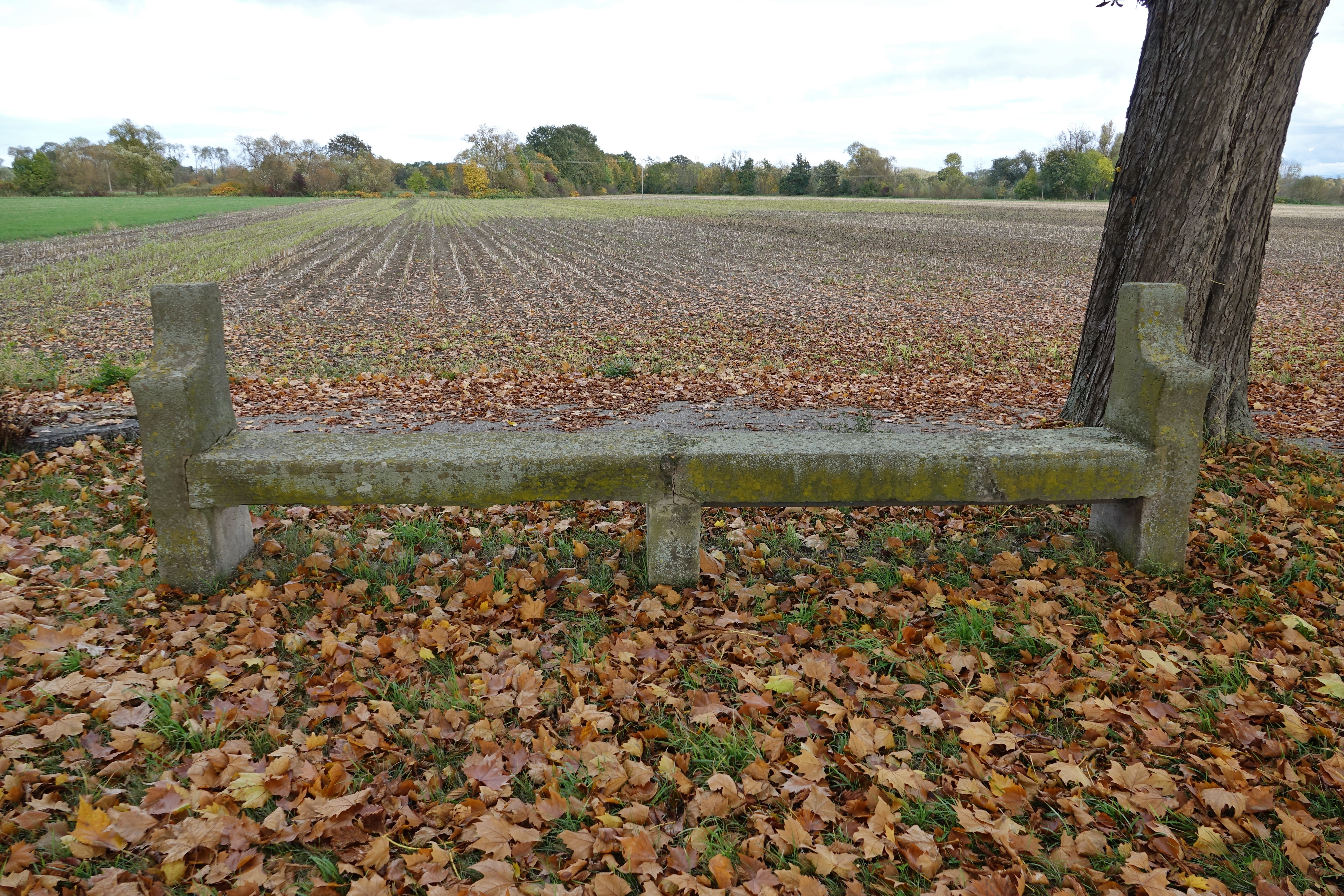
Le banc-reposoir sur la RD 159.
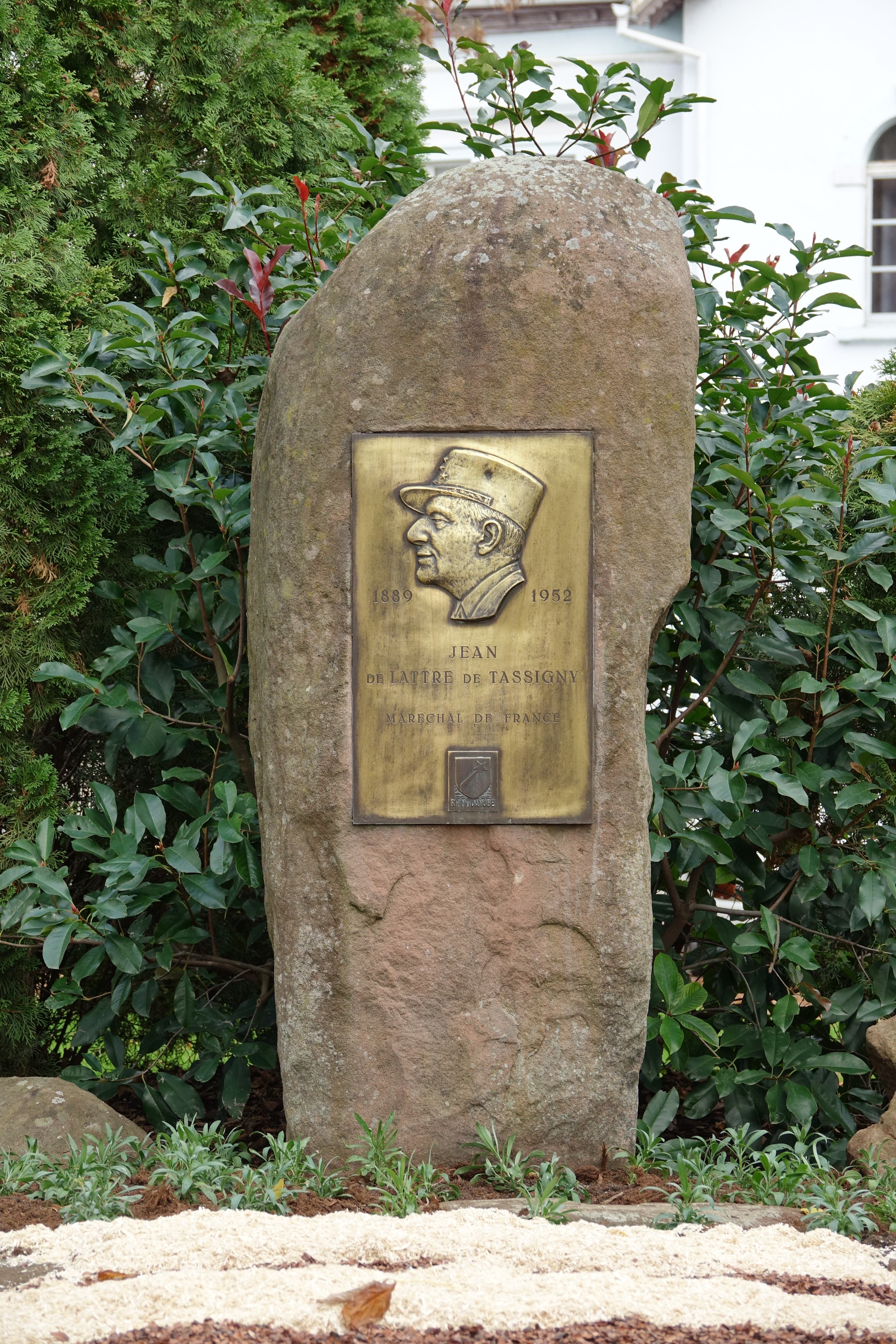
Monument à Jean de Lattre de Tassigny.
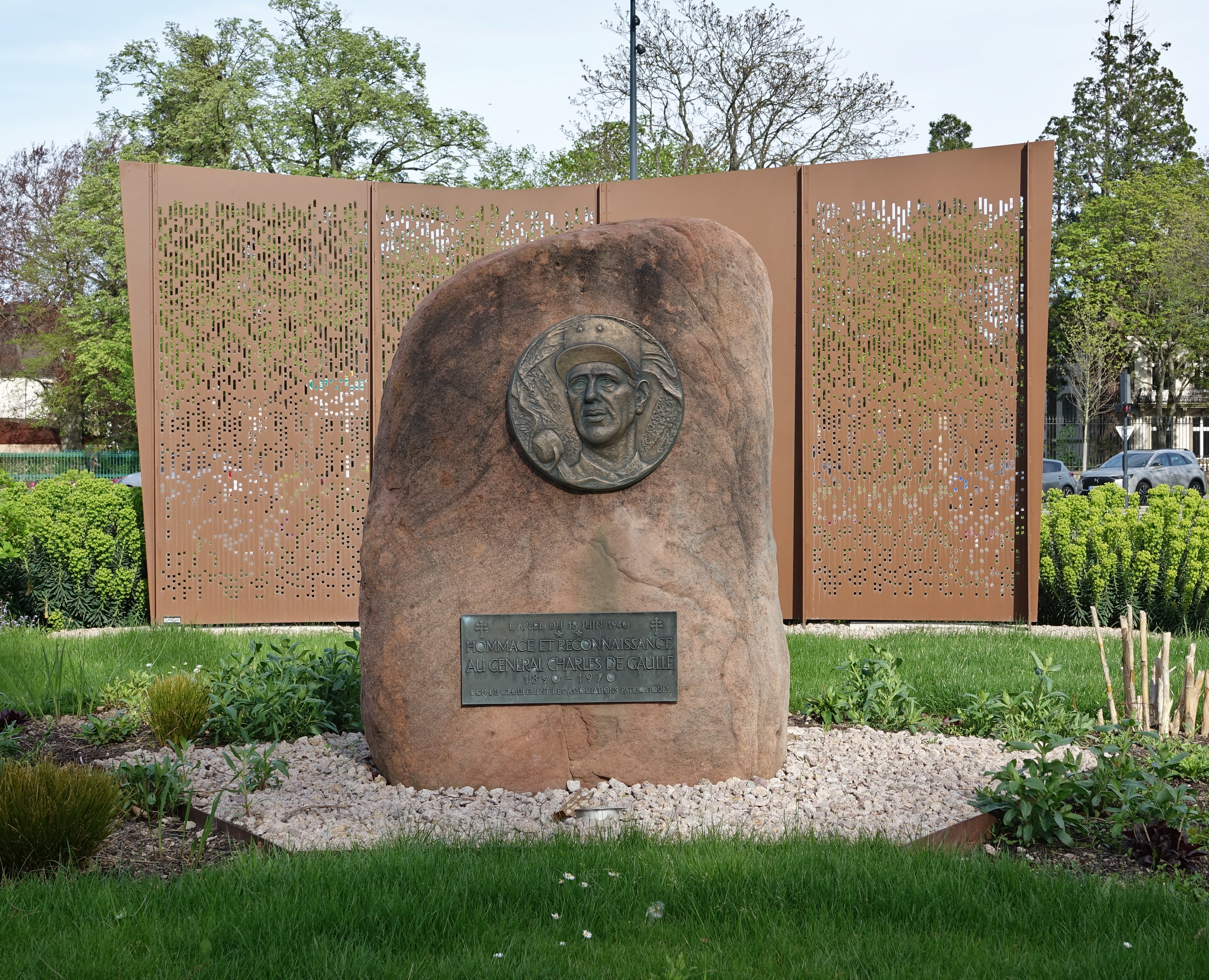
Monument en hommage au général Charles de Gaulle.
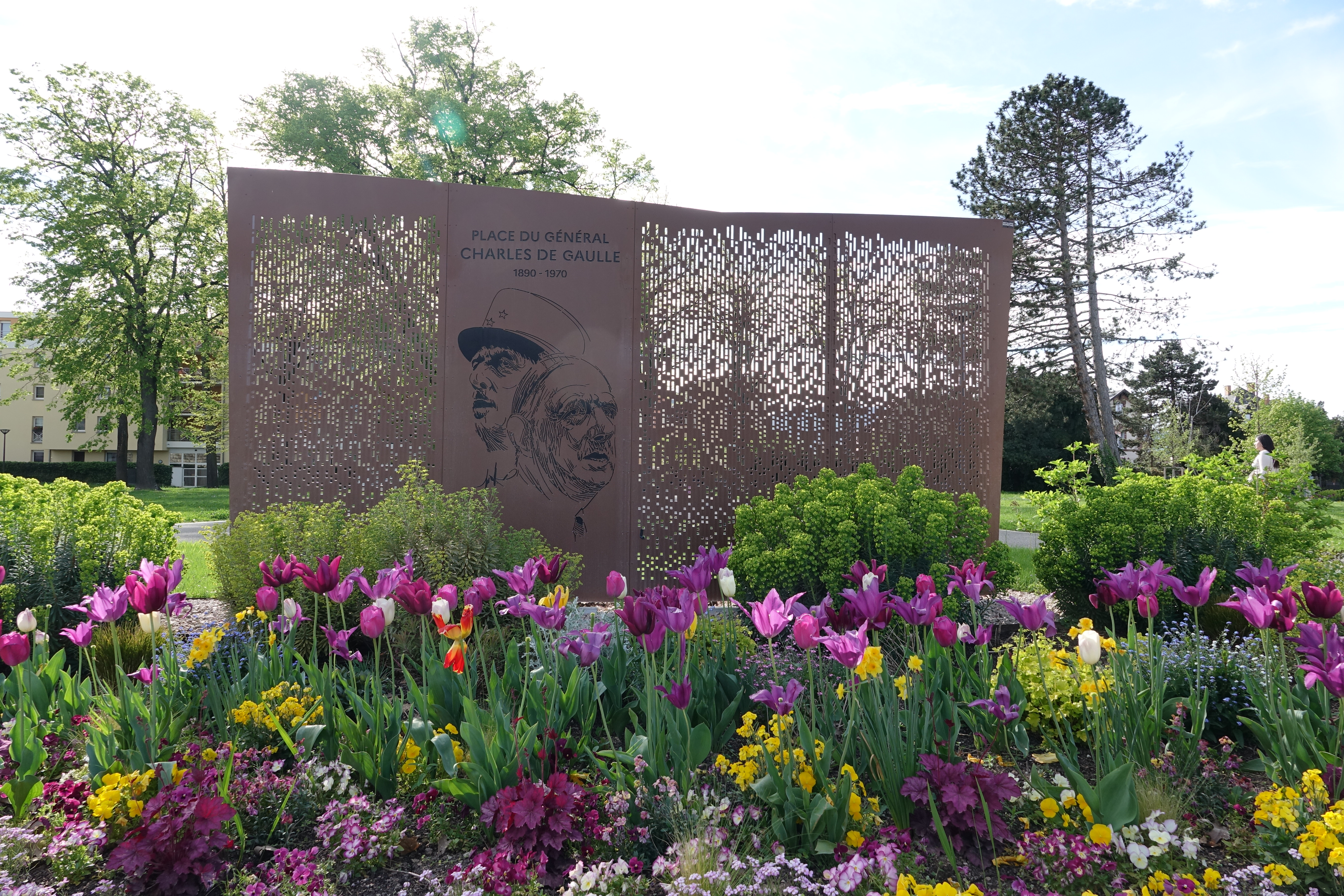
Monument en hommage au général Charles de Gaulle.

### Personnalités liées à Sélestat

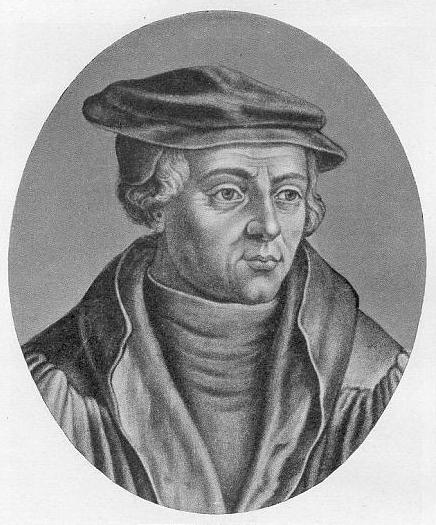
L'humaniste Beatus Rhenanus.

Grâce à son école latine qui a connu son âge d'or vers 1500, Sélestat est la ville d'origine de plusieurs humanistes et réformistes alsaciens, les plus illustres étant Beatus Rhenanus, Martin Bucer, Jacques Wimpfeling et  Paul Phrygio. La ville a aussi vu naître deux grands imprimeurs de l'époque, Jean Mentel et Mathias Schurer. Érasme a séjourné à Sélestat à plusieurs reprises et il lui a dédié un éloge poétique de quarante vers en 1515.
D'autres personnalités historiques ont séjourné à Sélestat, comme Charlemagne, puis, à l'époque du rattachement à la France, Louis XIV, Louis XV, Turenne, Louvois et Vauban, et plus récemment l'écrivain Louise de Vilmorin, qui y écrit Julietta et Madame de... au début des années 1950.
Sélestat est la ville natale de plusieurs personnalités de la Révolution française et de l'Empire, comme le diplomate François-Antoine Herman, le baron d'Empire Ignace Baudinot et les généraux Gaspard Eberlé, François Pierre Amey et François Ignace Schaal, ce dernier ayant aussi été maire de la ville. La commune est aussi la ville d'origine, entre autres, de l'industriel Lazare Weiller, du chirurgien Eugène Koeberlé, du linguiste Georges Kleiber et de Fabienne Keller, ancienne maire de Strasbourg.

#### Personnalités nées à Sélestat
- Samuel Schlettstadt (XIVe siècle), rabbin.
- Johannes Mentel ou Mentelin (vers 1410-1478), imprimeur.
- Heinrich Kramer dit Henri Institoris (1436-1505), religieux dominicain auteur du Malleus Maleficarum.
- Jacques Wimpfeling (1450-1528), humaniste.
- Mathias Schurer (1470-1519), imprimeur.
- Paul Phrygio également Sidensticker, Kostentzer, Costenzer (vers 1483-1er août 1543 à Tübingen), théologien de la Réforme.
- Beatus Rhenanus (1485-1547), humaniste.
- Martin Bucer (1491-1551), réformateur alsacien.
- Hans Ulmann (XVIe siècle), boucher sélestadien, chef de la révolte des rustauds en Alsace.
- Célestin Harst (1698-1778), moine bénédictin, claveciniste et compositeur.
- François Ignace Schaal (1747-1833), général de l'armée française pendant la Révolution française et l'Empire.
- François-Antoine Herman (1758-1837), diplomate de Napoléon Ier.
- Ignace Baudinot (1776-1840), colonel de l'armée française pendant la Révolution française et l'Empire, baron d'Empire.
- Gaspard Eberlé (1764-1837), général de l'armée française pendant la Révolution française et l'Empire, gouverneur de Nice puis de Briançon, baron d'Empire.
- Georges Antoine Keman (1765-1830), peintre et miniaturiste.
- François Pierre Amey (1768-1850), général de l'armée française pendant la Révolution française et l'Empire. Il participa notamment aux colonnes infernales qui ont massacré  la population lors de la guerre de Vendée.
- Sébastien Birgy, dit Perquit (1768-1856), général et baron d'Empire, commandeur de la Légion d'honneur, chevalier de l'Ordre royal et militaire de Saint-Louis[166].
- Michel Ignace Auguste Graeff (1812-1884), polytechnicien, ingénieur des ponts et chaussées.
- Émile-Auguste Reiber (1826-1893), dessinateur.
- Eugène Koeberlé (1828-1915), pionnier de la chirurgie abdominale.
- Lazare Weiller (1858-1928), industriel et homme politique français sous la IIIe République.
- Gaston d'Armau de Pouydraguin (1862-1949), général de l'armée française.
- Heinrich Schëuch (1864-1946), général de l'armée prussienne et ministre de la Guerre de Prusse.
- Alfred Oberkirch (1876-1947), homme politique et ministre français sous la IIIe République.
- Martin Hubrecht (1892-1965), peintre aquarelliste.
- Marie-Joseph Bopp (1893-1972), enseignant et historien de l'Alsace.
- René-Charles Schiermeyer (1938-...) Champion de lutte, médaillé aux J.O de Rome en 1960.
- Georges Kleiber (1944-), linguiste et enseignant.
- Pierre Kretz (1950-), romancier.
- Fabienne Keller (1959-), femme politique française, maire de Strasbourg (2001-2008).
- Loran Béru (1964-) guitariste français, d'origine grecque, ancien membre du groupe Bérurier Noir.
- Fabien Fond (1971-), joueur de basket-ball.
- Seufyann Sayad (1979-), joueur de l'équipe de France de handball.
- Hakim Jemili (1989-), humoriste et acteur franco-tunisien.
- Pierre-Louis Barassi (1998-) international de rugby.

#### Personnalités mortes à Sélestat
- Ludwig Dringenberg (vers 1410-1477), religieux allemand, pédagogue et humaniste ;
- Jacques Wimpfeling (1450-1528), humaniste, poète, pédagogue et historiographe alsacien ;
- Mathias Ringmann (1482-1511), humaniste helléniste, géographe, poète, pédagogue et correcteur d’imprimerie alsacien ;
- Jean-François Combez (1732-1794), général de brigade de la Révolution française ;
- François Ignace Schaal (1747-1833), général de division et homme politique français de la Révolution et de l’Empire ;
- Jean Baptiste Pierre Rollée de Baudreville (1749-1842), général de brigade de la restauration ;
- Pierre François Lataye (1755-1827), général français de la Révolution et de l’Empire ;
- Sicaire Dardan (1763-?), militaire et biologiste français ;
- Georges Antoine Keman (1765-1830), peintre et miniaturiste français ;
- Ignace Baudinot (1776-1840), colonel français de la Révolution et de l'Empire ;
- Joseph Kling (1800-1855), avocat et homme politique français ;
- Jean-Baptiste Dorlan (1803-1862), homme politique français ;
- Antoine Anstett (1810-1879), homme politique français ;
- Ignace François Albrecht (1810-1884), homme politique français ;
- Moïse Ginsburger (1865-1949), rabbin français et historien du judaïsme alsacien ;
- Alfred Oberkirch (1876-1947), médecin et homme politique français ;
- Frédéric Fiebig (1885-1953), peintre, dessinateur, graveur allemand ;
- Joseph Sigrist (1885-1976), agriculteur et un homme politique français ;
- Tharcise Cherrier (1891-1954), père franciscain et poète alsacien ;
- Émile Scharwath (1904-1980), joueur et entraîneur de football français ;
- Albert Ehm (1912-1983), pédagogue, homme politique et amateur d'art français.

#### Personnalités liées à Sélestat
- Joseph Adam Lorentz (1734-1801), général et professeur de chirurgie, y a demeuré.
- Joseph Walter (1881-1952), bibliothécaire-archiviste de la ville.
- Gabrielle Pauli (1940-...), pneumologie spécialiste de l'asthme, y a grandi.

### Héraldique
| Blason de Sélestat | Blason  | D'argent au lion couronné de gueules. |
| Blason de Sélestat | Détails | Le lion qui figure sur les armes de la ville rappelle les armoiries des ducs de Souabe et de la Maison de Hohenstaufen. Il aurait été adopté pour rendre hommage d'une part aux ducs de Souabe, à l'origine du prieuré Sainte-Foy, et à Frédéric II de Hohenstaufen, qui a accordé le titre de ville libre d'Empire à Sélestat. Le blason est utilisé, entre autres, dans les courriers officiels édités par la commune.                                                                          |
| Blason de Sélestat | Alias   | D'argent à une aigle de sable. Ce blason est apparu à la fin du XVe siècle et il a progressivement remplacé le blason au lion. L'aigle a vraisemblablement été préférée au lion par souci de fidélité au Saint-Empire, dont les armoiries figurent une aigle bicéphale. Le blason au lion est néanmoins réapparu après la conquête française au XVIIe siècle. Les deux blasons sont représentés ensemble sur la mosaïque de la façade de la Bibliothèque humaniste de Sélestat, réalisée en 1907. |